# 松戸市
松戸市（まつどし）は、千葉県の北西部に位置する市。
人口は約50万人。千葉県内では千葉市、船橋市に次ぎ第3位の人口規模である。東葛飾地域（旧東葛飾郡）に属する。計量特定市に指定されている。1943年（昭和18年）市制施行。

## 概要

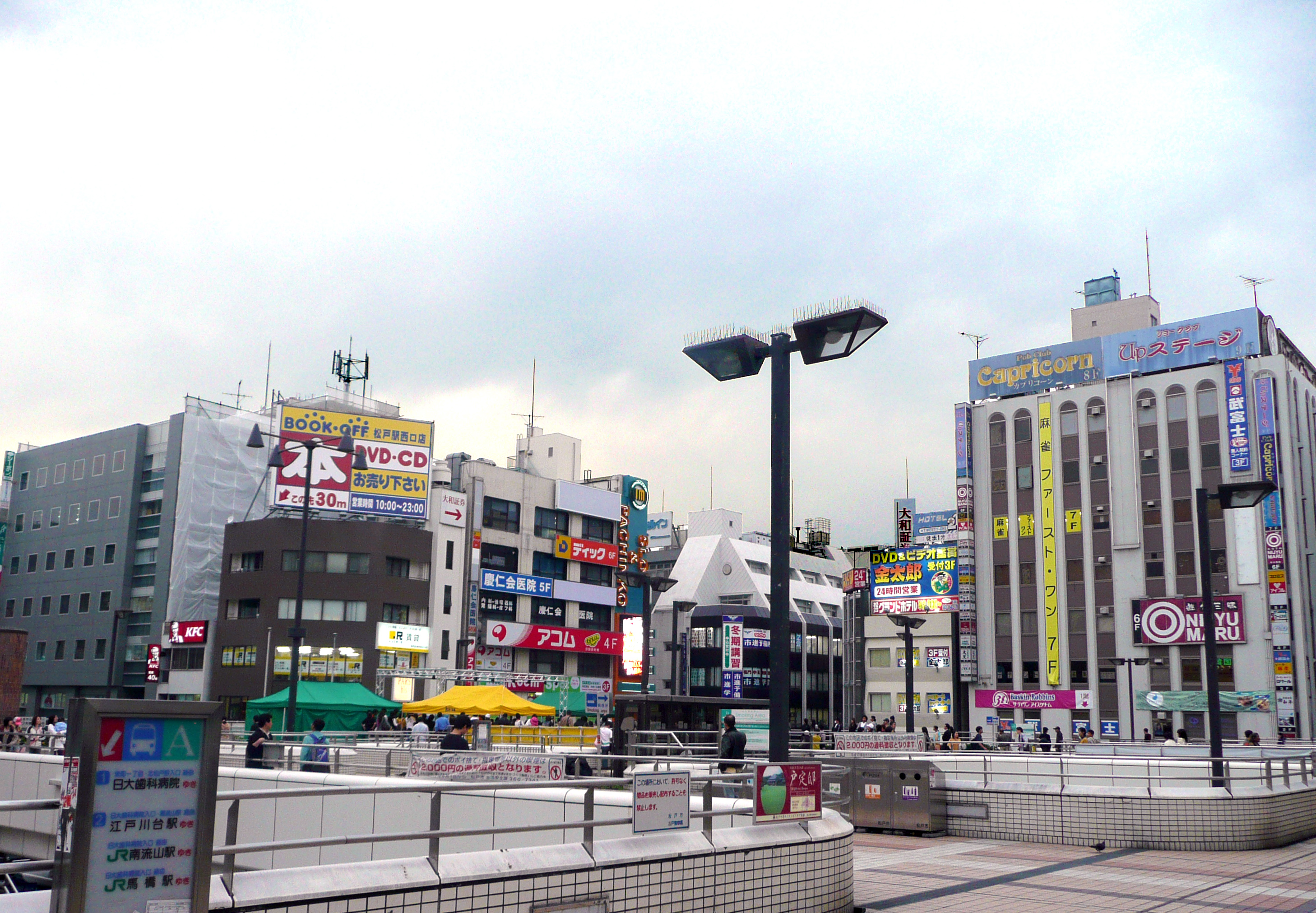
松戸駅西口広場の歩行者デッキ

江戸川を挟んで東京都（葛飾区・江戸川区）に接し、東京都市圏（東京都区部）のベッドタウンとしての性質が強い。東京都区部への通勤率は37.3%（2010年国勢調査）であり、いわゆる「千葉都民」が多い。日本の市の人口順位において非政令指定都市・非中核市としては最多の人口を有する。健康都市連合加盟都市。
江戸時代には水戸街道の宿場町・松戸宿として栄え、徳川将軍家ゆかりの地としての歴史を持つ。このため江戸や水戸との関わりが深く、松戸神社は徳川光圀（水戸黄門）と縁があり、旧徳川家住宅松戸戸定邸は元水戸藩主の徳川昭武が明治時代に暮らしていた邸宅である。松戸には徳川将軍が鷹狩りをするために度々訪れていた記録もある。江戸川は古くから水運が盛んで、船底の浅い高瀬舟が野菜を満載して、農村地域の河岸と江戸の日本橋の青物河岸を行き来していた。松戸にも河岸が置かれ農産物の集散地として賑わった。明治になると蒸気船が登場して内国通運（日本通運の前身）が日本橋を起点に、古河（茨城県）や小山（栃木県）を結ぶ定期航路を開設した。「矢切の渡し」でも有名である。太平洋戦争後は宅地化が進んだ。東京との結びつきが強いが、常磐線の他都市と同様に逆に千葉県の県庁所在地である千葉市へ鉄道アクセスはよくない。

## 地理

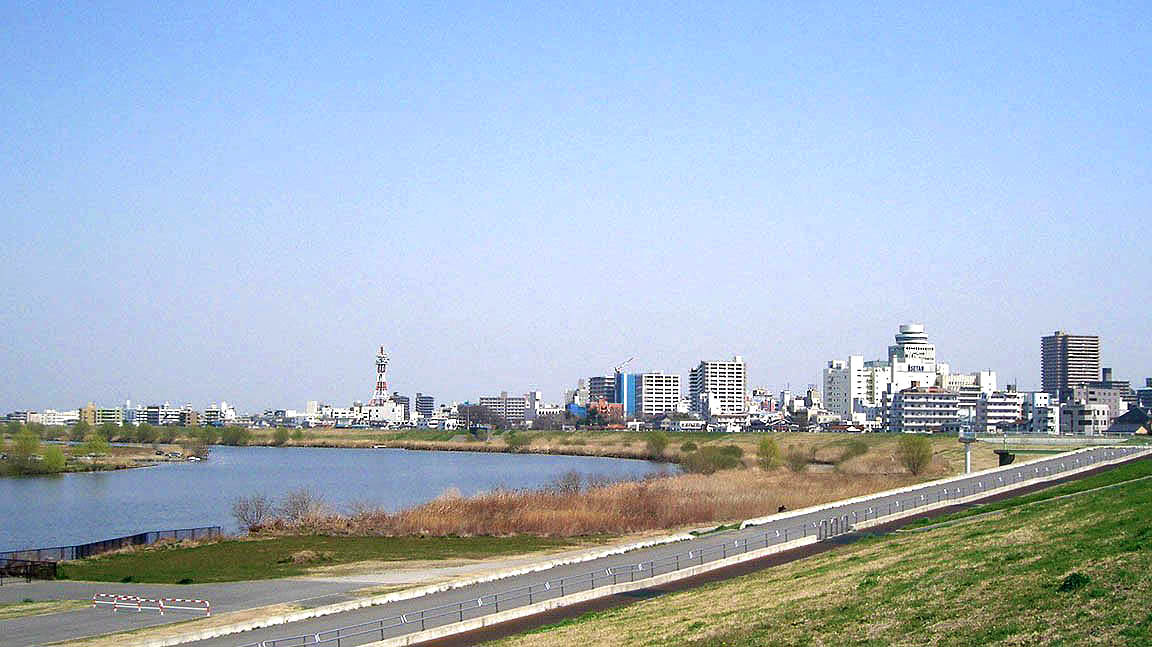
江戸川と松戸市街地

千葉県の北西部に位置し、県庁所在地である千葉市から約20 - 30キロメートルの距離である。東京都（日本の首都）の都心から10 - 20キロメートル圏内である。
南北に流れる江戸川を西端としている。平野部は関東平野に含まれ、江戸川の左岸にあたる西部地域は海抜4メートル前後の沖積平野で水路が縦横に走り、宅地化が進んだ現在でも、水田や畑地が各所に見られる。
東部地域は下総台地（海抜20-30メートル）の西端となっていて、現在ではおおむね住宅地が広がっているが、1960年代以前は、山林や果樹園、畑が多く見られた。標高は市域のほぼ中央に位置する常盤平駅周辺が最も高く、ここを境にして市内の河川は西に向かい東京湾へ流れる江戸川水系と、東に向かい太平洋へ注ぎ込む東の手賀沼・利根川水系に分かれている。なお、市内を流れる坂川は、北千葉導水路の一部として江戸川に流れている。
水戸街道と並走するように東日本旅客鉄道（JR東日本）常磐線が市の中西部から南北に貫き、北部の新松戸駅で武蔵野線と交差している。松戸駅からは京成松戸線が分岐し、ほぼ市の中央の八柱駅にて武蔵野線が通る新八柱駅と交差するように市の中央部を横断している。また、南部では北総鉄道北総線が東西に走り、東松戸駅で武蔵野線と連絡している。

### 地形
最高海抜は32.4メートル（21世紀の森地先）、最低海抜は1.1メートル（栄町三丁目地先）となっている。
市域
広袤（こうぼう）：東西11.4キロメートル 南北11.6キロメートル
自然
河川：江戸川（一級河川）、北千葉導水路（流況調整河川）、坂川、柳原水閘

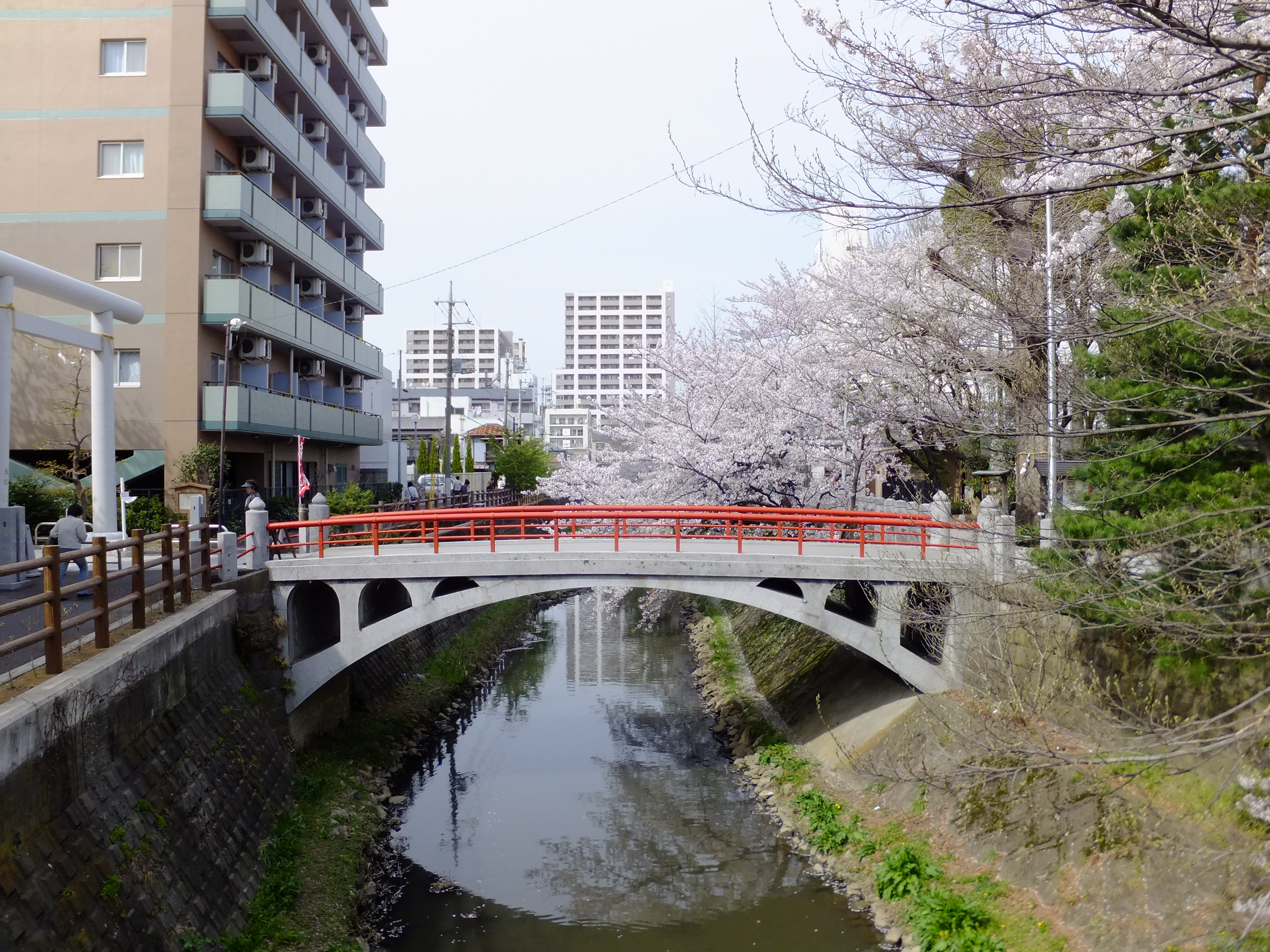
坂川に架かる潜龍橋（松戸神社）
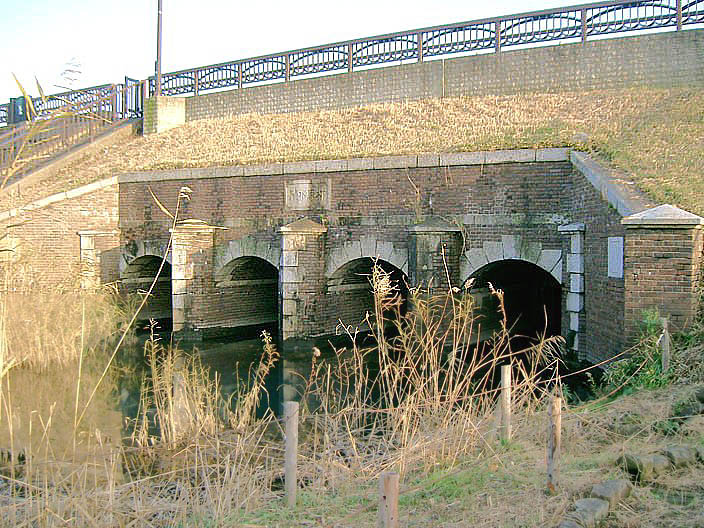
柳原水閘（土木学会選奨土木遺産、近代化産業遺産）
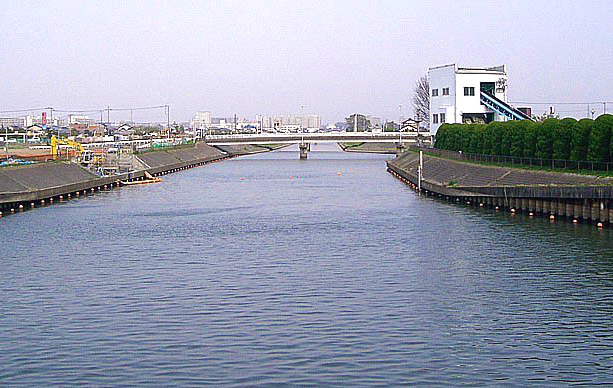
北千葉導水路（坂川放水路）

### 隣接している自治体
（この節の出典:）
- 千葉県
  - 市川市、柏市、流山市、鎌ケ谷市
- 東京都
  - 江戸川区、葛飾区
- 埼玉県
  - 三郷市

## 歴史

### 古代（前史）
松戸市域は古くから人が居住し、縄文時代の遺跡が多数見つかっているほか、河原塚古墳などの古墳も存在する。古代から近世まで下総国葛飾郡に属し、下総国府（現・市川市国府台）にほど近い地であったが、中世以前の松戸市域の記録はほとんど残っていない。
平安時代に書かれた『更級日記』に登場する「下総の国と武蔵との境にてある太井川といふが上の瀬、まつさとの渡りの津にとまりて」という記述が、松戸と思しき地名の初出である。松戸は、太日川（現・江戸川）において、浅瀬を人や馬が渡河できる場所すなわち「馬の港」を意味する馬津（うまつ）や渡船場の集落として生まれたようである。

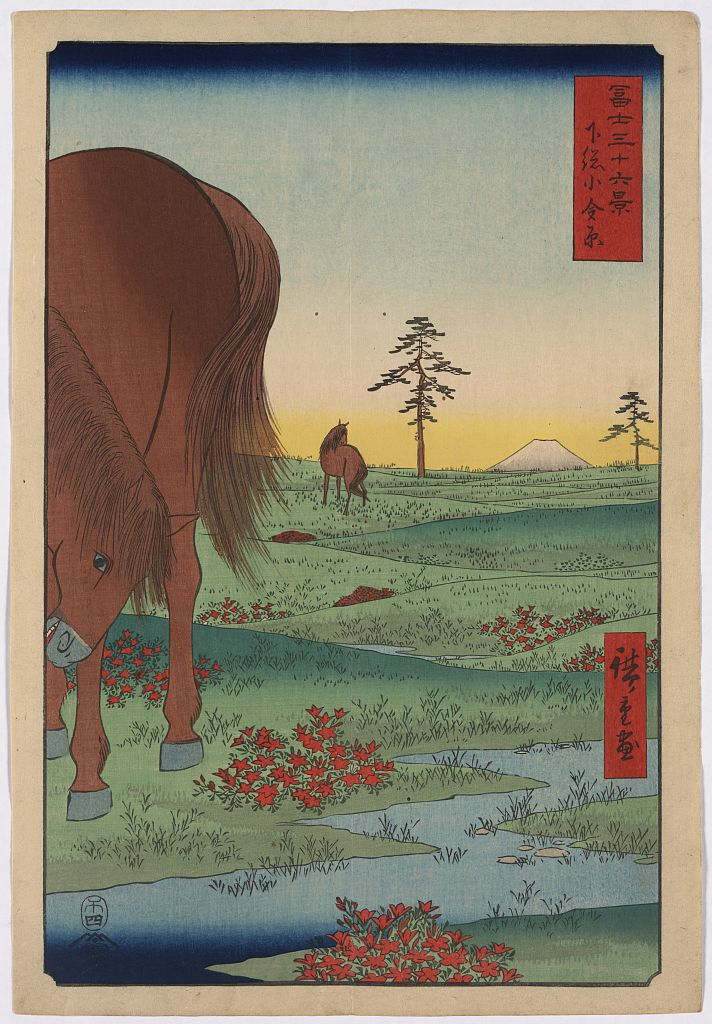
歌川広重『富士三十六景 下総小金原』（1858年・安政5年）

江戸時代の市域は、天領、大名領、旗本領が入り組んだ近郊農村地域で、下総台地上は小金牧（中野牧）という放牧地（周辺集落の採草地を兼ねる）であった。

### 宿場

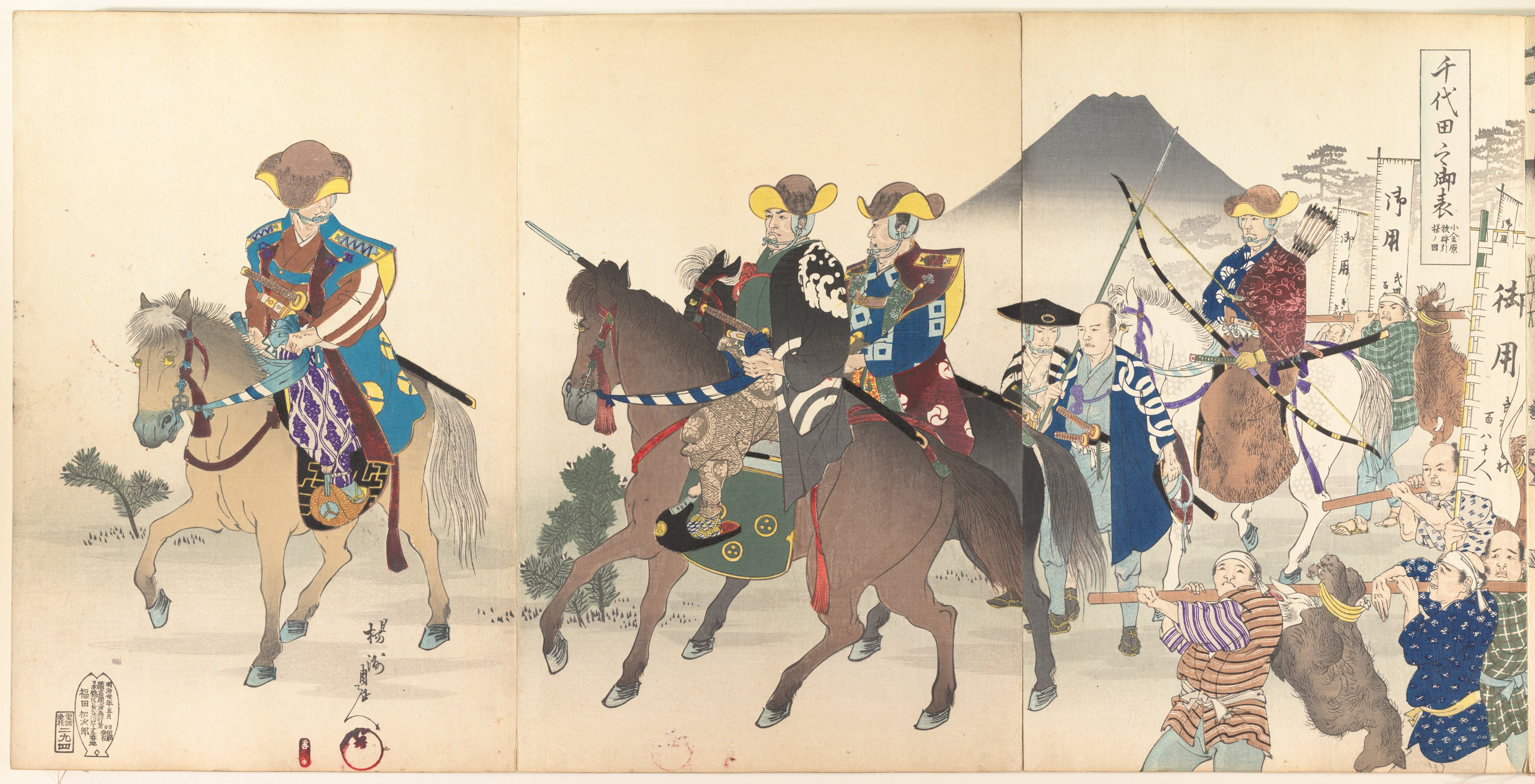
豊原周延『小金原牧狩引揚ノ図』（1897年・明治30年）

市内の松戸、小金および馬橋は水戸街道の宿場町となっていた。水戸と江戸の間に存在するため、徳川将軍家および水戸徳川家とのつながりが強く、将軍はしばしば小金牧で鷹狩りを楽しんだ。松戸神社には水戸藩の二代藩主だった徳川光圀（水戸黄門）ゆかりの銀杏の樹があり、松戸には水戸藩最後（11代）の藩主徳川昭武が建てた旧徳川家住宅松戸戸定邸（旧水戸藩主別邸、後の松戸徳川家本邸）がある。
水戸街道
- - 松戸宿 - 小金宿 -

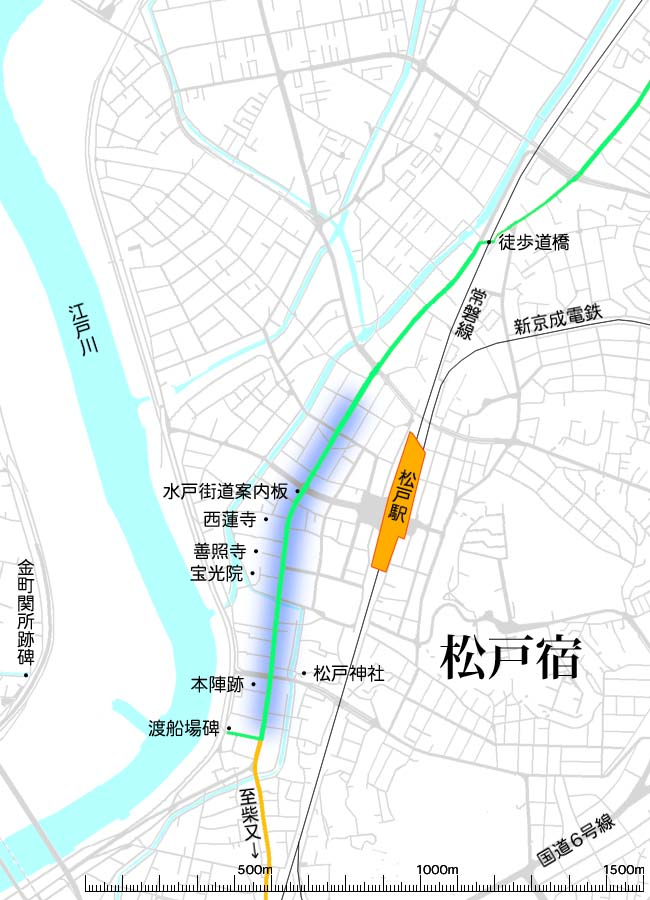
松戸宿の現代地図に旧水戸街道の道筋を重ねた地図
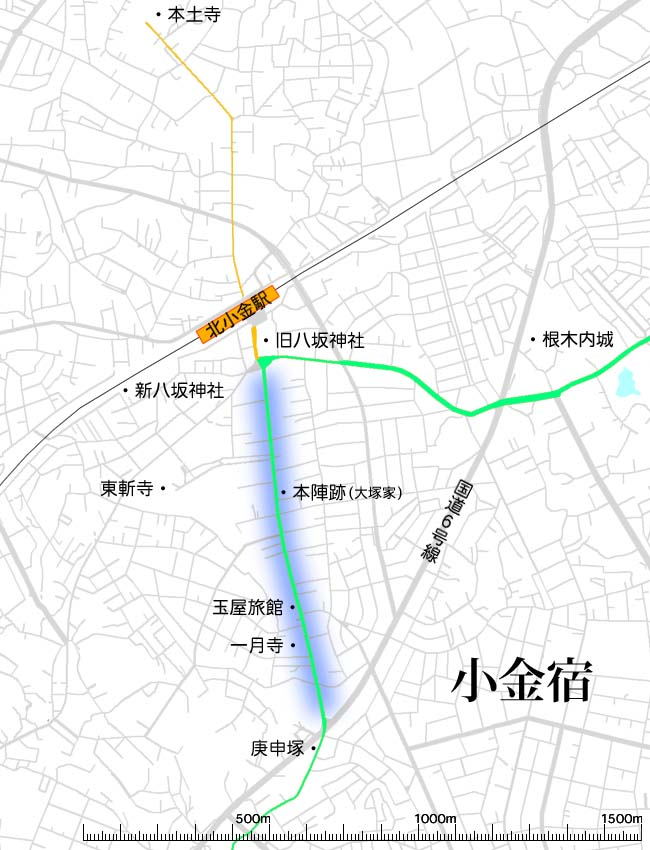
小金宿の現代地図に旧水戸街道の道筋を重ねた地図

### 廃藩置県後
廃藩置県後の1878年、東葛飾郡役所が松戸駅（鉄道駅ではなく宿駅）に置かれた。松戸地区には国・県の出先機関が置かれ、行政上の拠点都市の性格を持っている。1896年に日本鉄道により現在の常磐線（東京・田端駅 - 水戸駅間）が開通。
1940年6月3日、逓信省航空局松戸飛行場が竣工。また飛行場を使用する中央航空機乗員養成所が開所。
1943年に東葛飾郡松戸町・高木村・馬橋村が新設合併し、松戸市が発足。1954年には旧小金町の大半を編入した。

### 市名の由来
諸説あるが、有力な説として
1. 松戸一帯には後に小金牧が設置されるなど馬の飼育が盛んであった。そこで「馬の里」から「馬里（うまさと）」から「まさと」になり、変化して「まつど」になったといわれる。
2. 松戸神社の伝承では、ヤマトタケルが従者とこの地で待ち合わせたところに祠を祀ったという故事から、「待つ里」→「まつど」→「松戸」と称される由縁になったという。
3. 松戸は太日川（現・江戸川）の川べりにある宿場町であり、渡し舟を「待つ里」から「まつど」に転じたとも考えられる。
4. 太日川を馬連れで渡河できる馬津（うまつ）が語源とする解釈もある[4]。

### 行政区域の変遷

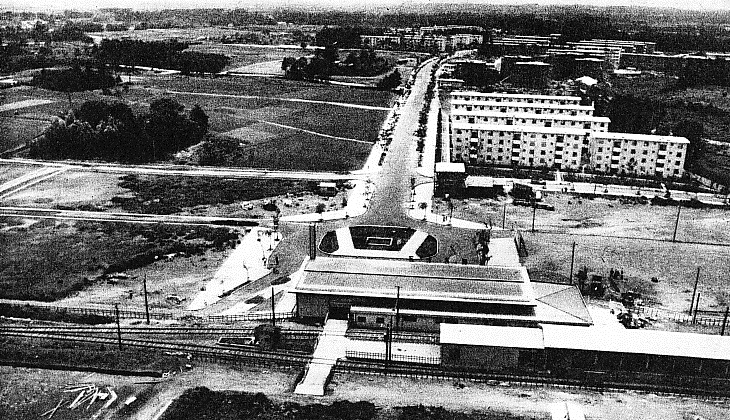
建設中の常盤平団地（1960年）

- 1943年（昭和18年）4月1日 東葛飾郡松戸町・高木村・馬橋村が新設合併し、市制施行、松戸市となる。（千葉県では7番目）[6]
- 1954年（昭和29年）10月15日 東葛市（現：柏市）より旧・東葛飾郡小金町の大半を編入。
- 1956年（昭和31年）4月1日 東葛飾郡沼南村（後の沼南町、現在の柏市）の一部を編入。
- 1982年（昭和57年）9月1日 防災行政無線設立開始。
- 1983年（昭和58年）3月23日 防災行政無線運用開始。
- 1999年（平成11年）10月1日 東葛飾郡沼南町と境界変更。
- 2006年（平成18年）4月5日 防災行政無線の子どもたちの安全を呼びかける放送が開始される。

## 町名
松戸市では、全域で住居表示を実施していない。新設年次が空欄のものは、明治以来の大字。並び順は、松戸市統計書による。
| 町丁字名             | 読み                               | 新設年次     | 以前の町名等                                                   | 備考                 |  |
| -------------------- | ---------------------------------- | ------------ | -------------------------------------------------------------- | -------------------- |  |
| 松戸                 | まつど                             |              |                                                                |                      |  |
| 小山                 | こやま                             |              |                                                                |                      |  |
| 本町                 | ほんちょう                         | 1974年       | 根本、松戸の各一部                                             |                      |  |
| 二十世紀が丘柿の木町 | にじゅっせいきがおかかきのきちょう | 1981年       | 松戸、三矢小台の各一部                                         |                      |  |
| 二十世紀が丘萩町     | にじゅっせいきがおかはぎちょう     | 1981年       | 松戸、大橋、三矢小台の各一部                                   |                      |  |
| 二十世紀が丘美野里町 | にじゅっせいきがおかみのりちょう   | 1981年       | 松戸、大橋の各一部                                             |                      |  |
| 二十世紀が丘中松町   | にじゅっせいきがおかなかまつちょう | 1981年       | 松戸、大橋の各一部                                             |                      |  |
| 二十世紀が丘丸山町   | にじゅっせいきがおかまるやまちょう | 1981年       | 大橋の一部                                                     |                      |  |
| 二十世紀が丘戸山町   | にじゅっせいきがおかとやまちょう   | 1981年       | 大橋の一部                                                     |                      |  |
| 二十世紀が丘梨元町   | にじゅっせいきがおかなしもとちょう | 1981年       | 大橋の一部                                                     |                      |  |
| 上矢切               | かみやきり                         |              |                                                                |                      |  |
| 中矢切               | なかやきり                         |              |                                                                |                      |  |
| 下矢切               | しもやきり                         |              |                                                                |                      |  |
| 栗山                 | くりやま                           |              |                                                                |                      |  |
| 三矢小台一丁目       | みやこだい                         | 1968年       | 松戸、上矢切、中矢切、下矢切、小山の各一部                     |                      |  |
| 三矢小台二丁目       | みやこだい                         | 1968年       | 松戸、上矢切、中矢切、下矢切、小山の各一部                     |                      |  |
| 三矢小台三丁目       | みやこだい                         | 1968年       | 松戸、上矢切、中矢切、下矢切、小山の各一部                     |                      |  |
| 三矢小台四丁目       | みやこだい                         | 1968年       | 松戸、上矢切、中矢切、下矢切、小山の各一部                     |                      |  |
| 三矢小台五丁目       | みやこだい                         | 1968年       | 松戸、上矢切、中矢切、下矢切、小山の各一部                     |                      |  |
| 上本郷               | かみほんごう                       |              |                                                                |                      |  |
| 北松戸一丁目         | きたまつど                         | 1966年       | 上本郷、中和倉飛地、新作、中根の各一部                         |                      |  |
| 北松戸二丁目         | きたまつど                         | 1966年       | 上本郷、中和倉飛地、新作、中根の各一部                         |                      |  |
| 北松戸三丁目         | きたまつど                         | 1966年       | 上本郷、中和倉飛地、新作、中根の各一部                         |                      |  |
| 南花島               | みなみはなしま                     |              |                                                                |                      |  |
| 松戸新田             | まつどしんでん                     |              |                                                                |                      |  |
| 仲井町一丁目         | なかいちょう                       | 1962年       | 松戸新田、上本郷の各一部                                       |                      |  |
| 仲井町二丁目         | なかいちょう                       | 1962年       | 松戸新田、上本郷の各一部                                       |                      |  |
| 仲井町三丁目         | なかいちょう                       | 1962年       | 松戸新田、上本郷の各一部                                       |                      |  |
| 稔台                 | みのりだい                         | 1950年       | 和名ケ谷、松戸新田、日暮の各一部                               | 旧陸軍八柱演習場     |  |
| 岩瀬                 | いわせ                             |              |                                                                |                      |  |
| 胡録台               | ころくだい                         | 1949年       | 松戸新田、小根本、岩瀬の各一部                                 | 旧陸軍工兵学校作業場 |  |
| 小根本               | こねもと                           |              |                                                                |                      |  |
| 竹ケ花               | たけがはな                         |              |                                                                |                      |  |
| 吉井町               | よしいちょう                       | 1965年       | 小根本、竹ケ花の各一部                                         |                      |  |
| 根本                 | ねもと                             |              |                                                                |                      |  |
| 樋野口               | ひのくち                           |              |                                                                |                      |  |
| 古ケ崎               | こがさき                           |              |                                                                |                      |  |
| 野菊野               | のぎくの                           | 1975年       | 松戸新田、岩瀬、胡録台の各一部                                 |                      |  |
| 稔台一丁目           | みのりだい                         | 2006年       | 稔台の一部                                                     |                      |  |
| 稔台二丁目           | みのりだい                         | 2006年       | 稔台の一部                                                     |                      |  |
| 稔台三丁目           | みのりだい                         | 2007年       | 稔台の一部                                                     |                      |  |
| 稔台四丁目           | みのりだい                         | 2007年       | 稔台の一部                                                     |                      |  |
| 稔台五丁目           | みのりだい                         | 2007年       | 稔台の一部                                                     |                      |  |
| 稔台六丁目           | みのりだい                         | 2007年       | 稔台の一部                                                     |                      |  |
| 稔台七丁目           | みのりだい                         | 2008年       | 稔台の一部                                                     |                      |  |
| 稔台八丁目           | みのりだい                         | 2008年       | 稔台の一部                                                     |                      |  |
| 南花島一丁目 *       | みなみはなしま                     |              |                                                                |                      |  |
| 南花島二丁目 *       | みなみはなしま                     |              |                                                                |                      |  |
| 南花島三丁目 *       | みなみはなしま                     |              |                                                                |                      |  |
| 南花島四丁目 *       | みなみはなしま                     |              |                                                                |                      |  |
| 南花島中町 *         | みなみはなしまなかまち             |              |                                                                |                      |  |
| 南花島向町 *         | みなみはなしまむかいまち           |              |                                                                |                      |  |
| 緑ケ丘一丁目 *       | みどりがおか                       | 1975年       | 岩瀬、小根本、南花島、上本郷、松戸新田の各一部                 |                      |  |
| 緑ケ丘二丁目 *       | みどりがおか                       | 1975年       | 岩瀬、小根本、南花島、上本郷、松戸新田の各一部                 |                      |  |
| 竹ケ花西町 *         | たけがはなにしまち                 |              |                                                                |                      |  |
| 古ケ崎一丁目 *       | こがさき                           |              |                                                                |                      |  |
| 古ケ崎二丁目 *       | こがさき                           |              |                                                                |                      |  |
| 古ケ崎三丁目 *       | こがさき                           |              |                                                                |                      |  |
| 古ケ崎四丁目 *       | こがさき                           |              |                                                                |                      |  |
| 栄町一丁目 *         | さかえちょう                       | 1965年       | 古ケ崎、伝兵衛新田の各一部                                     |                      |  |
| 栄町二丁目 *         | さかえちょう                       | 1965年       | 古ケ崎、伝兵衛新田の各一部                                     |                      |  |
| 栄町三丁目 *         | さかえちょう                       | 1965年       | 古ケ崎、伝兵衛新田の各一部                                     |                      |  |
| 栄町四丁目 *         | さかえちょう                       | 1965年       | 古ケ崎、伝兵衛新田の各一部                                     |                      |  |
| 栄町五丁目 *         | さかえちょう                       | 1965年       | 古ケ崎、伝兵衛新田の各一部                                     |                      |  |
| 栄町六丁目 *         | さかえちょう                       | 1965年       | 古ケ崎、伝兵衛新田の各一部                                     |                      |  |
| 栄町七丁目 *         | さかえちょう                       | 1965年       | 古ケ崎、伝兵衛新田の各一部                                     |                      |  |
| 栄町八丁目 *         | さかえちょう                       | 1965年       | 古ケ崎、伝兵衛新田の各一部                                     |                      |  |
| 栄町西一丁目 *       | さかえちょうにし                   | 1965年       | 古ケ崎、伝兵衛新田の各一部                                     |                      |  |
| 栄町西二丁目 *       | さかえちょうにし                   | 1965年       | 古ケ崎、伝兵衛新田の各一部                                     |                      |  |
| 栄町西三丁目 *       | さかえちょうにし                   | 1965年       | 古ケ崎、伝兵衛新田の各一部                                     |                      |  |
| 栄町西四丁目 *       | さかえちょうにし                   | 1965年       | 古ケ崎、伝兵衛新田の各一部                                     |                      |  |
| 栄町西五丁目 *       | さかえちょうにし                   | 1965年       | 古ケ崎、伝兵衛新田の各一部                                     |                      |  |
| 紙敷                 | かみしき                           |              |                                                                |                      |  |
| 和名ケ谷             | わながや                           |              |                                                                |                      |  |
| 大橋                 | おおはし                           |              |                                                                |                      |  |
| 秋山                 | あきやま                           |              |                                                                |                      |  |
| 高塚新田             | たかつかしんでん                   |              |                                                                |                      |  |
| 河原塚               | かわらづか                         |              |                                                                |                      |  |
| 田中新田             | たなかしんでん                     |              |                                                                |                      |  |
| 紙敷一丁目           | かみしき                           | 2001年       | 紙敷の一部                                                     |                      |  |
| 紙敷二丁目           | かみしき                           | 2003年       | 紙敷の一部                                                     |                      |  |
| 紙敷三丁目           | かみしき                           | 2003年       | 紙敷の一部                                                     |                      |  |
| 東松戸一丁目         | ひがしまつど                       | 2012年       | 紙敷の一部                                                     |                      |  |
| 東松戸二丁目         | ひがしまつど                       | 2012年       | 紙敷の一部                                                     |                      |  |
| 東松戸三丁目         | ひがしまつど                       | 2012年       | 紙敷の一部                                                     |                      |  |
| 東松戸四丁目         | ひがしまつど                       | 2012年       | 紙敷の一部                                                     |                      |  |
| 秋山一丁目           | あきやま                           | 2017年       | 秋山、高塚新田の各一部                                         |                      |  |
| 秋山二丁目           | あきやま                           | 2017年       | 秋山、高塚新田、紙敷の各一部                                   |                      |  |
| 秋山三丁目           | あきやま                           | 2017年       | 高塚新田、紙敷の各一部                                         |                      |  |
| 馬橋                 | まばし                             |              |                                                                |                      |  |
| 中根                 | なかね                             |              |                                                                |                      |  |
| 新作                 | しんざく                           |              |                                                                |                      |  |
| 三ケ月               | みこぜ                             |              |                                                                |                      |  |
| 幸谷                 | こうや                             |              |                                                                |                      |  |
| 七右衛門新田         | しちうえもんしんでん               |              |                                                                |                      |  |
| 主水新田             | もんとしんでん                     |              |                                                                |                      |  |
| 外河原               | そとがわら                         |              |                                                                |                      |  |
| 中根長津町           | なかねながつちょう                 | 1981年       | 中根の一部                                                     |                      |  |
| 西馬橋蔵元町         | にしまばしくらもとちょう           | 1982年       | 馬橋の一部                                                     |                      |  |
| 西馬橋幸町           | にしまばしさいわいちょう           | 1982年       | 馬橋、中根の各一部                                             |                      |  |
| 西馬橋広手町         | にしまばしひろてちょう             | 1982年       | 馬橋の一部                                                     |                      |  |
| 西馬橋相川町         | にしまばしあいかわちょう           | 1982年       | 馬橋の一部                                                     |                      |  |
| 旭町一丁目 *         | あさひちょう                       | 1970年       | 小金飛地、九郎左衛門新田、主水新田、馬橋の各一部               |                      |  |
| 旭町二丁目 *         | あさひちょう                       | 1970年       | 小金飛地、九郎左衛門新田、主水新田、馬橋の各一部               |                      |  |
| 旭町三丁目 *         | あさひちょう                       | 1970年       | 小金飛地、九郎左衛門新田、主水新田、馬橋の各一部               |                      |  |
| 旭町四丁目 *         | あさひちょう                       | 1970年       | 小金飛地、九郎左衛門新田、主水新田、馬橋の各一部               |                      |  |
| 西馬橋一丁目         | にしまばし                         | 1990〜1991年 |                                                                |                      |  |
| 西馬橋二丁目         | にしまばし                         | 1990〜1991年 |                                                                |                      |  |
| 西馬橋三丁目         | にしまばし                         | 1990〜1991年 |                                                                |                      |  |
| 西馬橋四丁目         | にしまばし                         | 1990〜1991年 |                                                                |                      |  |
| 西馬橋五丁目         | にしまばし                         | 1990〜1991年 |                                                                |                      |  |
| 常盤平一丁目         | ときわだいら                       | 1962年       | 金ケ作、五香六実、日暮の各一部                                 |                      |  |
| 常盤平二丁目         | ときわだいら                       | 1962年       | 金ケ作、五香六実、日暮の各一部                                 |                      |  |
| 常盤平三丁目         | ときわだいら                       | 1962年       | 金ケ作、五香六実、日暮の各一部                                 |                      |  |
| 常盤平四丁目         | ときわだいら                       | 1962年       | 金ケ作、五香六実、日暮の各一部                                 |                      |  |
| 常盤平五丁目         | ときわだいら                       | 1962年       | 金ケ作、五香六実、日暮の各一部                                 |                      |  |
| 常盤平六丁目         | ときわだいら                       | 1962年       | 金ケ作、五香六実、日暮の各一部                                 |                      |  |
| 常盤平七丁目         | ときわだいら                       | 1962年       | 金ケ作、五香六実、日暮の各一部                                 |                      |  |
| 常盤平西窪町         | ときわだいらにしくぼちょう         | 1970年       | 金ケ作の一部                                                   |                      |  |
| 常盤平双葉町         | ときわだいらふたばちょう           | 1970年       | 金ケ作の一部                                                   |                      |  |
| 常盤平柳町           | ときわだいらやなぎちょう           | 1970年       | 金ケ作の一部                                                   |                      |  |
| 常盤平陣屋前         | ときわだいらじんやまえ             | 1970年       | 金ケ作の一部                                                   |                      |  |
| 常盤平松葉町         | ときわだいらまつばちょう           | 1970年       | 金ケ作の一部                                                   |                      |  |
| 金ケ作               | かねがさく                         |              |                                                                |                      |  |
| 日暮                 | ひぐらし                           |              |                                                                |                      |  |
| 千駄堀               | せんだぼり                         |              |                                                                |                      |  |
| 中和倉               | なかわくら                         |              |                                                                |                      |  |
| 栗ケ沢               | くりがさわ                         |              |                                                                |                      |  |
| 八ケ崎               | はちがさき                         |              |                                                                |                      |  |
| 小金原一丁目         | こがねはら                         | 1971年       | 久保平賀、栗ケ沢、根木内、小金、金ケ作、八ケ崎の各一部         |                      |  |
| 小金原二丁目         | こがねはら                         | 1971年       | 久保平賀、栗ケ沢、根木内、小金、金ケ作、八ケ崎の各一部         |                      |  |
| 小金原三丁目         | こがねはら                         | 1971年       | 久保平賀、栗ケ沢、根木内、小金、金ケ作、八ケ崎の各一部         |                      |  |
| 小金原四丁目         | こがねはら                         | 1971年       | 久保平賀、栗ケ沢、根木内、小金、金ケ作、八ケ崎の各一部         |                      |  |
| 小金原五丁目         | こがねはら                         | 1971年       | 久保平賀、栗ケ沢、根木内、小金、金ケ作、八ケ崎の各一部         |                      |  |
| 小金原六丁目         | こがねはら                         | 1971年       | 久保平賀、栗ケ沢、根木内、小金、金ケ作、八ケ崎の各一部         |                      |  |
| 小金原七丁目         | こがねはら                         | 1971年       | 久保平賀、栗ケ沢、根木内、小金、金ケ作、八ケ崎の各一部         |                      |  |
| 小金原八丁目         | こがねはら                         | 1971年       | 久保平賀、栗ケ沢、根木内、小金、金ケ作、八ケ崎の各一部         |                      |  |
| 小金原九丁目         | こがねはら                         | 1971年       | 久保平賀、栗ケ沢、根木内、小金、金ケ作、八ケ崎の各一部         |                      |  |
| 牧の原               | まきのはら                         | 1975年       | 金ケ作、日暮、五香六実、初富飛地の各一部                       |                      |  |
| 牧の原一丁目         | まきのはら                         | 1975年       | 牧の原の一部                                                   |                      |  |
| 牧の原二丁目         | まきのはら                         | 1975年       | 牧の原の一部                                                   |                      |  |
| 日暮一丁目           | ひぐらし                           | 1987年       |                                                                |                      |  |
| 日暮二丁目           | ひぐらし                           |              |                                                                |                      |  |
| 日暮三丁目           | ひぐらし                           |              |                                                                |                      |  |
| 日暮四丁目           | ひぐらし                           |              |                                                                |                      |  |
| 日暮五丁目           | ひぐらし                           |              |                                                                |                      |  |
| 日暮六丁目           | ひぐらし                           |              |                                                                |                      |  |
| 日暮七丁目           | ひぐらし                           |              |                                                                |                      |  |
| 日暮八丁目           | ひぐらし                           | 2006年       |                                                                |                      |  |
| 八ケ崎緑町           | はちがさきみどりちょう             | 1979年       | 八ケ崎の一部                                                   |                      |  |
| 八ケ崎一丁目         | はちがさき                         | 1992年       |                                                                |                      |  |
| 八ケ崎二丁目         | はちがさき                         | 1992年       |                                                                |                      |  |
| 八ケ崎三丁目         | はちがさき                         | 1992年       |                                                                |                      |  |
| 八ケ崎四丁目         | はちがさき                         | 1992年       |                                                                |                      |  |
| 八ケ崎五丁目         | はちがさき                         | 2000年       |                                                                |                      |  |
| 八ケ崎六丁目         | はちがさき                         | 2000年       |                                                                |                      |  |
| 八ケ崎七丁目         | はちがさき                         | 2000年       |                                                                |                      |  |
| 八ケ崎八丁目         | はちがさき                         | 2000年       |                                                                |                      |  |
| 五香六実             | ごこうむつみ                       |              |                                                                |                      |  |
| 串崎新田             | くしざきしんでん                   |              |                                                                |                      |  |
| 高柳新田             | たかやなぎしんでん                 |              |                                                                |                      |  |
| 松飛台               | まつひだい                         | 1954年       | 串崎新田、五香六実の各一部                                     | 旧松戸飛行場         |  |
| 高柳                 | たかやなぎ                         |              |                                                                |                      |  |
| 串崎南町             | くしざきみなみちょう               | 1976年       | 串崎新田、紙敷の各一部                                         |                      |  |
| 六高台一丁目         | ろっこうだい                       | 1986年       | 高柳、六実の各一部                                             |                      |  |
| 六高台二丁目         | ろっこうだい                       | 1986年       | 高柳、六実の各一部                                             |                      |  |
| 六高台三丁目         | ろっこうだい                       | 1986年       | 高柳、六実の各一部                                             |                      |  |
| 六高台四丁目         | ろっこうだい                       | 1986年       | 高柳、六実の各一部                                             |                      |  |
| 六高台五丁目         | ろっこうだい                       | 1986年       | 高柳、六実の各一部                                             |                      |  |
| 六高台六丁目         | ろっこうだい                       | 1986年       | 高柳、六実の各一部                                             |                      |  |
| 六高台七丁目         | ろっこうだい                       | 1986年       | 高柳、六実の各一部                                             |                      |  |
| 六高台八丁目         | ろっこうだい                       | 1986年       | 高柳、六実の各一部                                             |                      |  |
| 六高台九丁目         | ろっこうだい                       | 1986年       | 高柳、六実の各一部                                             |                      |  |
| 六実一丁目           | むつみ                             | 1994年       |                                                                |                      |  |
| 六実二丁目           | むつみ                             | 1994年       |                                                                |                      |  |
| 六実三丁目           | むつみ                             | 1994年       |                                                                |                      |  |
| 六実四丁目           | むつみ                             | 1994年       |                                                                |                      |  |
| 六実五丁目           | むつみ                             | 1994年       |                                                                |                      |  |
| 六実六丁目           | むつみ                             | 1994年       |                                                                |                      |  |
| 六実七丁目           | むつみ                             | 1994年       |                                                                |                      |  |
| 五香一丁目           | ごこう                             | 1995年       |                                                                |                      |  |
| 五香二丁目           | ごこう                             | 1995年       |                                                                |                      |  |
| 五香三丁目           | ごこう                             | 1995年       |                                                                |                      |  |
| 五香四丁目           | ごこう                             | 1998年       |                                                                |                      |  |
| 五香五丁目           | ごこう                             | 1998年       |                                                                |                      |  |
| 五香六丁目           | ごこう                             | 2001年       |                                                                |                      |  |
| 五香七丁目           | ごこう                             | 2001年       |                                                                |                      |  |
| 五香八丁目           | ごこう                             | 2001年       |                                                                |                      |  |
| 五香南一丁目         | ごこうみなみ                       | 1995年       |                                                                |                      |  |
| 五香南二丁目         | ごこうみなみ                       | 1995年       |                                                                |                      |  |
| 五香南三丁目         | ごこうみなみ                       | 1995年       |                                                                |                      |  |
| 五香西一丁目         | ごこうにし                         | 1997年       |                                                                |                      |  |
| 五香西二丁目         | ごこうにし                         | 1997年       |                                                                |                      |  |
| 五香西三丁目         | ごこうにし                         | 1997年       |                                                                |                      |  |
| 五香西四丁目         | ごこうにし                         | 2000年       |                                                                |                      |  |
| 五香西五丁目         | ごこうにし                         | 2000年       |                                                                |                      |  |
| 五香西六丁目         | ごこうにし                         | 2000年       |                                                                |                      |  |
| 六高台西             | ろっこうだいにし                   |              |                                                                |                      |  |
| 上総内               | かずさうち                         |              |                                                                |                      |  |
| 小金                 | こがね                             |              |                                                                |                      |  |
| 小金清志町一丁目     | こがねきよしちょう                 | 1961年       | 幸田、上総内の各一部                                           |                      |  |
| 小金清志町二丁目     | こがねきよしちょう                 | 1961年       | 幸田、上総内の各一部                                           |                      |  |
| 小金清志町三丁目     | こがねきよしちょう                 | 1961年       | 幸田、上総内の各一部                                           |                      |  |
| 小金きよしケ丘一丁目 | こがねきよしがおか                 | 1962年       | 東平賀、小金、久保平賀の各一部                                 |                      |  |
| 小金きよしケ丘二丁目 | こがねきよしがおか                 | 1962年       | 東平賀、小金、久保平賀の各一部                                 |                      |  |
| 小金きよしケ丘三丁目 | こがねきよしがおか                 | 1962年       | 東平賀、小金、久保平賀の各一部                                 |                      |  |
| 小金きよしケ丘四丁目 | こがねきよしがおか                 | 1962年       | 東平賀、小金、久保平賀の各一部                                 |                      |  |
| 小金きよしケ丘五丁目 | こがねきよしがおか                 | 1962年       | 東平賀、小金、久保平賀の各一部                                 |                      |  |
| 二ツ木               | ふたつぎ                           |              |                                                                |                      |  |
| 大谷口               | おおやぐち                         |              |                                                                |                      |  |
| 大谷口新田           | おおやぐちしんでん                 |              |                                                                |                      |  |
| 幸田                 | こうで                             |              |                                                                |                      |  |
| 中金杉               | なかかなすぎ                       |              |                                                                |                      |  |
| 平賀                 | ひらが                             |              |                                                                |                      |  |
| 殿平賀               | とのひらが                         |              |                                                                |                      |  |
| 東平賀               | ひがしひらが                       |              |                                                                |                      |  |
| 久保平賀             | くぼひらが                         |              |                                                                |                      |  |
| 根木内               | ねぎうち                           |              |                                                                |                      |  |
| 小金上総町           | こがねかずさちょう                 | 1967年       | 上総内の一部                                                   |                      |  |
| 横須賀一丁目         | よこすか                           | 1994年       |                                                                |                      |  |
| 横須賀二丁目         | よこすか                           | 1994年       |                                                                |                      |  |
| 中金杉一丁目         | なかかなすぎ                       | 1983年       |                                                                |                      |  |
| 中金杉二丁目         | なかかなすぎ                       | 1983年       |                                                                |                      |  |
| 中金杉三丁目         | なかかなすぎ                       | 1983年       |                                                                |                      |  |
| 中金杉四丁目         | なかかなすぎ                       | 1983年       |                                                                |                      |  |
| 中金杉五丁目         | なかかなすぎ                       | 1983年       |                                                                |                      |  |
| 新松戸南一丁目       | しんまつどみなみ                   | 1986年       |                                                                |                      |  |
| 新松戸南二丁目       | しんまつどみなみ                   | 1986年       |                                                                |                      |  |
| 新松戸南三丁目       | しんまつどみなみ                   | 1986年       |                                                                |                      |  |
| 新松戸北一丁目       | しんまつどきた                     | 1994年       |                                                                |                      |  |
| 新松戸北二丁目       | しんまつどきた                     | 1994年       |                                                                |                      |  |
| 幸田一丁目           | こうで                             | 1986年       |                                                                |                      |  |
| 幸田二丁目           | こうで                             | 1986年       |                                                                |                      |  |
| 幸田三丁目           | こうで                             | 1986年       |                                                                |                      |  |
| 幸田四丁目           | こうで                             | 1986年       |                                                                |                      |  |
| 幸田五丁目           | こうで                             | 1986年       |                                                                |                      |  |
| 二ツ木二葉町 *       | ふたつぎふたばちょう               |              |                                                                |                      |  |
| 大金平一丁目 *       | おおがねだいら                     | 1967年       | 大谷口、殿平賀、中金杉、横須賀の各一部                         |                      |  |
| 大金平二丁目 *       | おおがねだいら                     | 1967年       | 大谷口、殿平賀、中金杉、横須賀の各一部                         |                      |  |
| 大金平三丁目 *       | おおがねだいら                     | 1967年       | 大谷口、殿平賀、中金杉、横須賀の各一部                         |                      |  |
| 大金平四丁目 *       | おおがねだいら                     | 1967年       | 大谷口、殿平賀、中金杉、横須賀の各一部                         |                      |  |
| 大金平五丁目 *       | おおがねだいら                     | 1967年       | 大谷口、殿平賀、中金杉、横須賀の各一部                         |                      |  |
| 新松戸一丁目         | しんまつど                         | 1977年       | 殿平賀、小金、上総内、幸谷、大谷口、二ツ木、大谷口新田の各一部 |                      |  |
| 新松戸二丁目         | しんまつど                         | 1977年       | 殿平賀、小金、上総内、幸谷、大谷口、二ツ木、大谷口新田の各一部 |                      |  |
| 新松戸三丁目         | しんまつど                         | 1977年       | 殿平賀、小金、上総内、幸谷、大谷口、二ツ木、大谷口新田の各一部 |                      |  |
| 新松戸四丁目         | しんまつど                         | 1977年       | 殿平賀、小金、上総内、幸谷、大谷口、二ツ木、大谷口新田の各一部 |                      |  |
| 新松戸五丁目         | しんまつど                         | 1977年       | 殿平賀、小金、上総内、幸谷、大谷口、二ツ木、大谷口新田の各一部 |                      |  |
| 新松戸六丁目         | しんまつど                         | 1977年       | 殿平賀、小金、上総内、幸谷、大谷口、二ツ木、大谷口新田の各一部 |                      |  |
| 新松戸七丁目         | しんまつど                         | 1977年       | 殿平賀、小金、上総内、幸谷、大谷口、二ツ木、大谷口新田の各一部 |                      |  |
| 新松戸東             | しんまつどひがし                   |              |                                                                |                      |  |

- を付した町名の「〜丁目」「〜町」の部分は、独立した町名ではなく小字名である。

## 人口
2020年国勢調査より前回調査からの人口増減を見ると、3.06％増の498,293人であり、増減率は千葉県内54市町村中10位、60行政区域中11位。
| |                                        |  |
| 松戸市と全国の年齢別人口分布（2005年） | 松戸市の年齢・男女別人口分布（2005年） |  |
| ■紫色 ― 松戸市 ■緑色 ― 日本全国 | ■青色 ― 男性 ■赤色 ― 女性              |  |
| 松戸市（に相当する地域）の人口の推移 \| 1970年（昭和45年） \| 253,591人 \| \| \| 1975年（昭和50年） \| 344,558人 \| \| \| 1980年（昭和55年） \| 400,863人 \| \| \| 1985年（昭和60年） \| 427,473人 \| \| \| 1990年（平成2年） \| 456,210人 \| \| \| 1995年（平成7年） \| 461,503人 \| \| \| 2000年（平成12年） \| 464,841人 \| \| \| 2005年（平成17年） \| 472,579人 \| \| \| 2010年（平成22年） \| 484,457人 \| \| \| 2015年（平成27年） \| 483,480人 \| \| \| 2020年（令和2年） \| 498,232人 \| \| |                                        |  |
| 総務省統計局 国勢調査より |                                        |  |
| 1970年（昭和45年） | 253,591人                              |  |
| 1975年（昭和50年） | 344,558人                              |  |
| 1980年（昭和55年） | 400,863人                              |  |
| 1985年（昭和60年） | 427,473人                              |  |
| 1990年（平成2年） | 456,210人                              |  |
| 1995年（平成7年） | 461,503人                              |  |
| 2000年（平成12年） | 464,841人                              |  |
| 2005年（平成17年） | 472,579人                              |  |
| 2010年（平成22年） | 484,457人                              |  |
| 2015年（平成27年） | 483,480人                              |  |
| 2020年（令和2年） | 498,232人                              |  |

## 行政

### 市長
- 市長：松戸隆政（2025年6月3日就任）[7]

歴代市長
| 代      | 氏名       | 就任年 | 退任年 | 備考                                                                       |
| ------- | ---------- | ------ | ------ | -------------------------------------------------------------------------- |
| 初代    | 門六郎     | 1943年 | 1946年 |                                                                            |
| 2代     | 川井卯之助 | 1946年 | 1947年 |                                                                            |
| 3代     | 恩田明     | 1947年 | 1951年 |                                                                            |
| 4代     | 坂巻林之助 | 1951年 | 1953年 |                                                                            |
| 5-8代   | 石橋與市   | 1953年 | 1969年 |                                                                            |
| 9-10代  | 松本清     | 1969年 | 1973年 | 在職中死去。マツモトキヨシの創業者。日本初の即応部署「すぐやる課」を創設。 |
| 11-16代 | 宮間満寿雄 | 1973年 | 1994年 | 在職中死去。                                                               |
| 17-20代 | 川井敏久   | 1994年 | 2010年 |                                                                            |
| 21-24代 | 本郷谷健次 | 2010年 | 2025年 |                                                                            |
| 25代    | 松戸隆政   | 2025年 |        |                                                                            |

### 行政機構
2018年4月1日時点の市職員数は4,123人で、このうち病院事業には1075人が配属されている。職員数は前年比で44人減少しており、職員数は年々削減されている。
市組織はおおよそ以下の通りである。
- 市長
  - 会計管理者
    - 会計課

  - 副市長
    - 総務部、総合政策部すぐやる課、財務部、市民部、経済振興部、環境部、健康福祉部、福祉長寿部、子ども部、街づくり部、建設部
    - 消防局

  - 水道事業管理者
  - 代表監査委員
  - 病院事業管理者
  - 教育長

2013年4月から、市長、副市長、教育長、総務部長、総合政策部長、財務部長他による松戸市総合政策会議が設置され、通常月2回、市政運営方針や重要施策の審議がされている。

### 警察・消防
夕方になると防災無線で子供に帰宅を促す放送を行う。使用される曲は『歌の町』。
- 松戸警察署
- 松戸東警察署
- 松戸市消防局 - 2004年12月に、消防車両大手のモリタが開発・製造した、消防ポンプ車と救急車の機能を両立した消防救急車（通称「消救車」）が、日本で初めて六実消防署に導入された。

### 広域行政
当市と野田市、柏市、流山市、我孫子市、鎌ケ谷市の6市により構成されている東葛広域行政連絡協議会で、2006年（平成18年）5月に 政令指定都市問題研究会 が発足。2006年度（平成18年度）・2007年度（平成19年度）の2ヵ年をかけて、今後の政令指定都市の議論に役立てるため、構成市である6市の基礎データの収集や分析、広域的課題の整理などを行うとともに、政令指定都市制度の研究や東葛地域におけるシミュレーションなどの調査・研究を行った。
2007年（平成19年）4月27日、市川市、船橋市、当市、鎌ケ谷市がこの圏域の将来的な選択肢の一つとして、合併や政令指定都市への移行に関する共同研究を行う 東葛飾･葛南地域4市政令指定都市研究会（2008年9月1日時点の4市推計人口1,649,569人）を設立した。
2008年（平成20年）7月5日、政令指定都市移行による効果や影響、意義等について、より具体的な検証を行うため、松戸市、柏市の2市による 松戸市・ 柏市政令指定都市研究会を設立した。

### 国の機関
裁判所
- 千葉地方裁判所松戸支部
- 千葉家庭裁判所松戸支部
- 松戸簡易裁判所

財務省
- 国税庁東京国税局松戸税務署

厚生労働省
- 千葉労働局松戸公共職業安定所

国土交通省
- 関東地方整備局 首都国道事務所
- 関東地方整備局 関東技術事務所
- 関東地方整備局 江戸川河川事務所 松戸出張所

法務省
- 千葉地方検察庁松戸支部
- 松戸区検察庁
- 千葉地方法務局松戸支局
- 松戸拘置支所

防衛省
- 陸上自衛隊松戸駐屯地
- 陸上自衛隊需品学校
- 陸上自衛隊第2高射特科群

※かつて存在した軍事施設
- 陸軍工兵学校

### 土地区画整理事業
これまでの事業は千葉県の土地区画整理事業一覧#松戸市を参照。
松戸市では土地区画整理事業が積極的に行われており、事業の市街化区域に対する施工率で全国1位になったことがある。1975年（昭和50年）頃までに数にして51事業、市街化区域40パーセントに達し、国や県のモデル事業となったところもあった。
1939年（昭和14年）に矢切で立身台土地区画整理事業を最初に施行して以来、2008年までに66地区 (施工中5地区、終了61地区)、うち土地区画整理組合による施行例が52地区であり、約1,850ヘクタール (18,509,080平方メートル) で施行済みまたは施行中となっていた。これは市内の市街化区域の4割を超える部分（約42パーセントになる）を占める面積となっている。また、急激な人口増加に対応するため無秩序な市街地形成を抑制するために定められた用途地域を、住宅供給の目的で1960年（昭和35年）から1979年（昭和54）までに7回（1973年の建築基準法改正による用途変更1回を含め）変更を行っている。その期間に行われた区画整理事業数も40に及んだ。
2025年からは新たに、新松戸駅東側地区土地区画整理事業が進行する。

## 議会

### 県議会
- 選挙区：松戸市選挙区
- 定数：7人
- 任期：2019年4月30日 - 2023年4月29日
- 投票日：2019年4月7日
- 当日有権者数：405,520人
- 投票率：31.62％

| 候補者名     | 当落 | 年齢 | 所属党派   | 新旧別 | 得票数   | 備考                |
| ------------ | ---- | ---- | ---------- | ------ | -------- | ------------------- |
| 河上茂       | 当   | 70   | 自由民主党 | 現     | 22,946票 |                     |
| 安藤じゅん子 | 当   | 42   | 立憲民主党 | 現     | 19,773票 |                     |
| 三輪由美     | 当   | 63   | 日本共産党 | 現     | 17,539票 |                     |
| 松戸隆政     | 当   | 40   | 国民民主党 | 現     | 15,494票 |                     |
| 秋林貴史     | 当   | 59   | 公明党     | 現     | 14,452票 |                     |
| 藤井弘之     | 当   | 61   | 公明党     | 現     | 14,246票 |                     |
| 川井友則     | 当   | 43   | 無所属     | 元     | 11,537票 | 2022年5月20日に辞職 |
| 本清武人     | 落   | 46   | 無所属     | 新     | 10,615票 |                     |

### 衆議院
千葉県第6区
- 選挙区：千葉6区（松戸市）
- 投票日：2024年10月27日
- 当日有権者数：414,163人
- 投票率：51.67％

| 当落 | 候補者名   | 年齢 | 所属党派     | 新旧別 | 得票数   | 重複 |
| ---- | ---------- | ---- | ------------ | ------ | -------- | ---- |
| 当   | 安藤淳子   | 48   | 立憲民主党   | 新     | 71,555票 | ○    |
|      | 渡辺博道   | 74   | 自由民主党   | 前     | 70,215票 |      |
| 比当 | 藤巻健太   | 41   | 日本維新の会 | 前     | 30,472票 | ○    |
|      | 原田慎太郎 | 35   | 参政党       | 新     | 16,752票 |      |
|      | 浦野真     | 35   | 日本共産党   | 新     | 14,136票 |      |
|      | 原田義康   | 71   | 社会民主党   | 新     | 04,705票 | ○    |

## 経済

### 産業

#### 第一次産業（食品流通を含む）

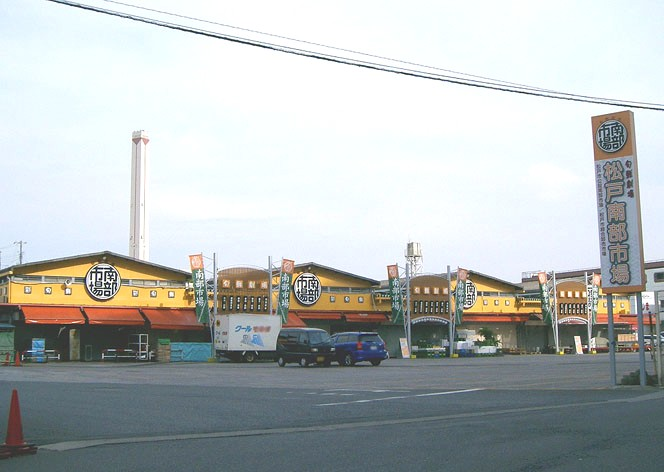
松戸市綜合卸売市場

民設公営卸売市場の松戸市綜合卸売市場があり、主要商圏は東京都と埼玉県の東部、千葉県西部であり、約500万人の台所となっている。青果棟、水産棟、関連食品棟、食堂棟の4部門、約60店舗からなり、青果・鮮魚・肉類・生花・関連食品から包装資材まで、食に関するほとんどの商品を取り扱う。
- 和なし（二十世紀梨の発見地）
- ねぎ（矢切ねぎ）

農協
- とうかつ中央農業協同組合（本店）
- 松戸市農業協同組合
- 千葉小金農業協同組合

#### 第二次産業
北松戸工業団地
- パン（山崎製パン）
- 酒類（宝酒造、合同酒精）
- 文具（キングジム）
- 飲料水（コカ・コーラボトラーズジャパン）

稔台工業団地
- ペットボトル（吉野工業所）
- 粉末冶金製品（レゾナック）
- 昇降用製品（トーカン（旧東洋高砂乾電池）・本社）
- 建設業（戸田建設稔台工作所）
- ネットスーパー（楽天マート物流センター楽天松戸iFC）

松飛台工業団地
- モーター（マブチモーター・本社）
- 看板（広正社工場）

その他
- 時計・電子辞書等（セイコーインスツル）
- 白玉粉（川光物産・本社）
- 鞄（カワノジャパン/カワノバッグ）

#### 第三次産業
松戸駅の西口に位置した旧宿場は、古くから商業拠点として賑わい、現在も集客力のある駅として松戸市の中心市街地および市内随一繁華街を形成する単独商圏都市となっており、千葉県内の常磐線沿線では柏駅の繁華街に次ぐ規模を有する。1960年代から大規模住宅団地が市内各地に造成され、住宅開発が進むと常磐線・新京成線の鉄道駅周辺が商業施設などの集まる市街地として発展した。また、幹線道路の整備・拡幅に伴い、ロードサイド型店舗が沿線に立地しているほか、小金や馬橋には昔からの商店街も残っている。
- ドラッグストア（マツモトキヨシ・本社）
- 百貨店（アトレ松戸）
- 総合スーパー（イトーヨーカ堂、ダイエー、西友、イオン、ザ・プライス）
- 小売スーパー・コンビニ（ハローマート、コスモスジャパン）
- サービス業（パチンコ店、風俗店（角海老グループ）等）
- 不動産管理・運営（松戸公産、新京成エステート、山喜、ハウスパートナーホールディングス他）
- ケーブルテレビ（ジェイコム東葛葛飾）
- メディア（WINNERS等）
- ペット（東葛ペット・本社）
- 舞台装置（明治座舞台）

主な商業施設
- キテミテマツド/松戸ビルヂング
- プラッツ五香

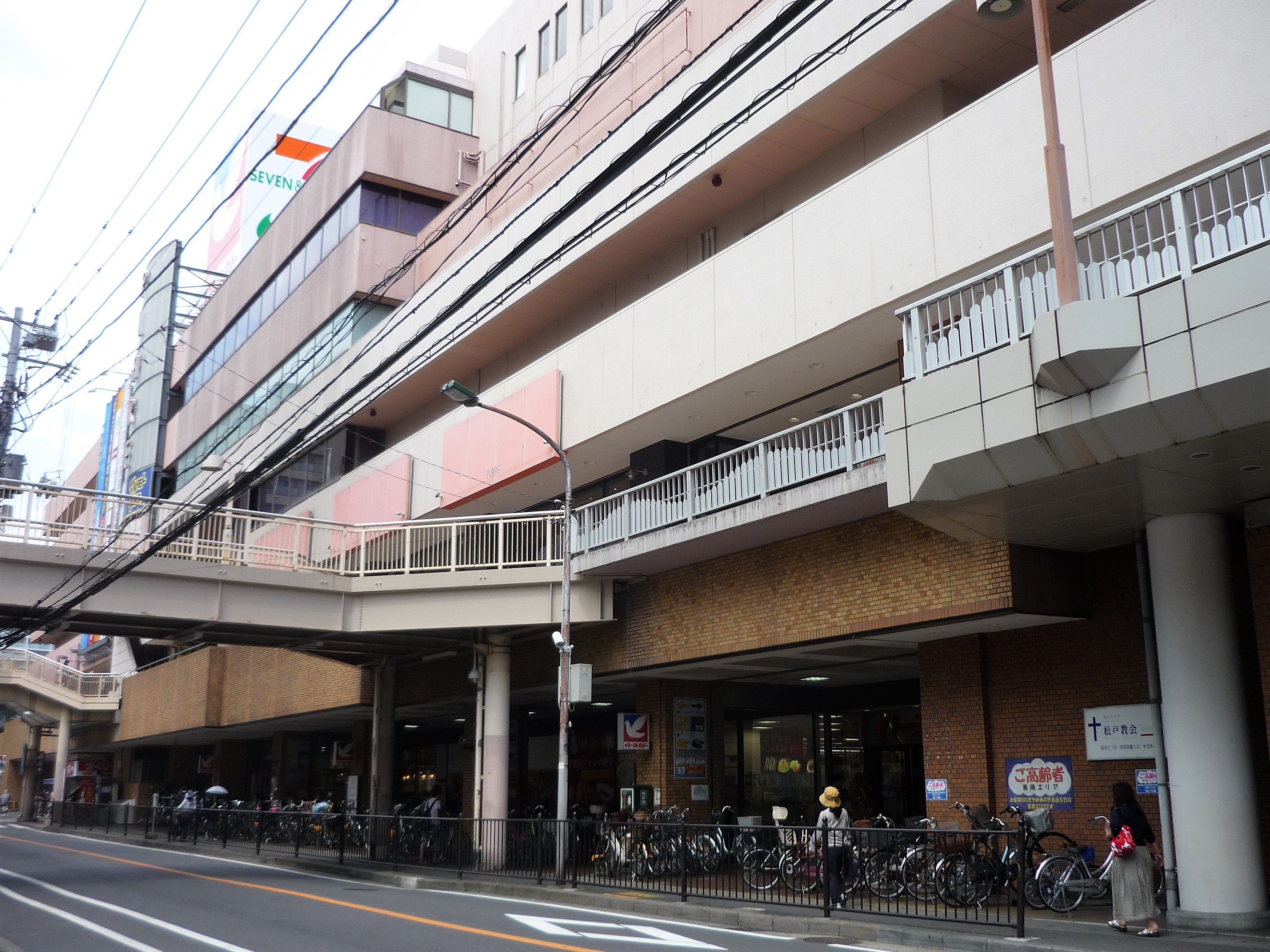
イオンフードスタイル新松戸店
- アトレ松戸
- プラーレ松戸[14]
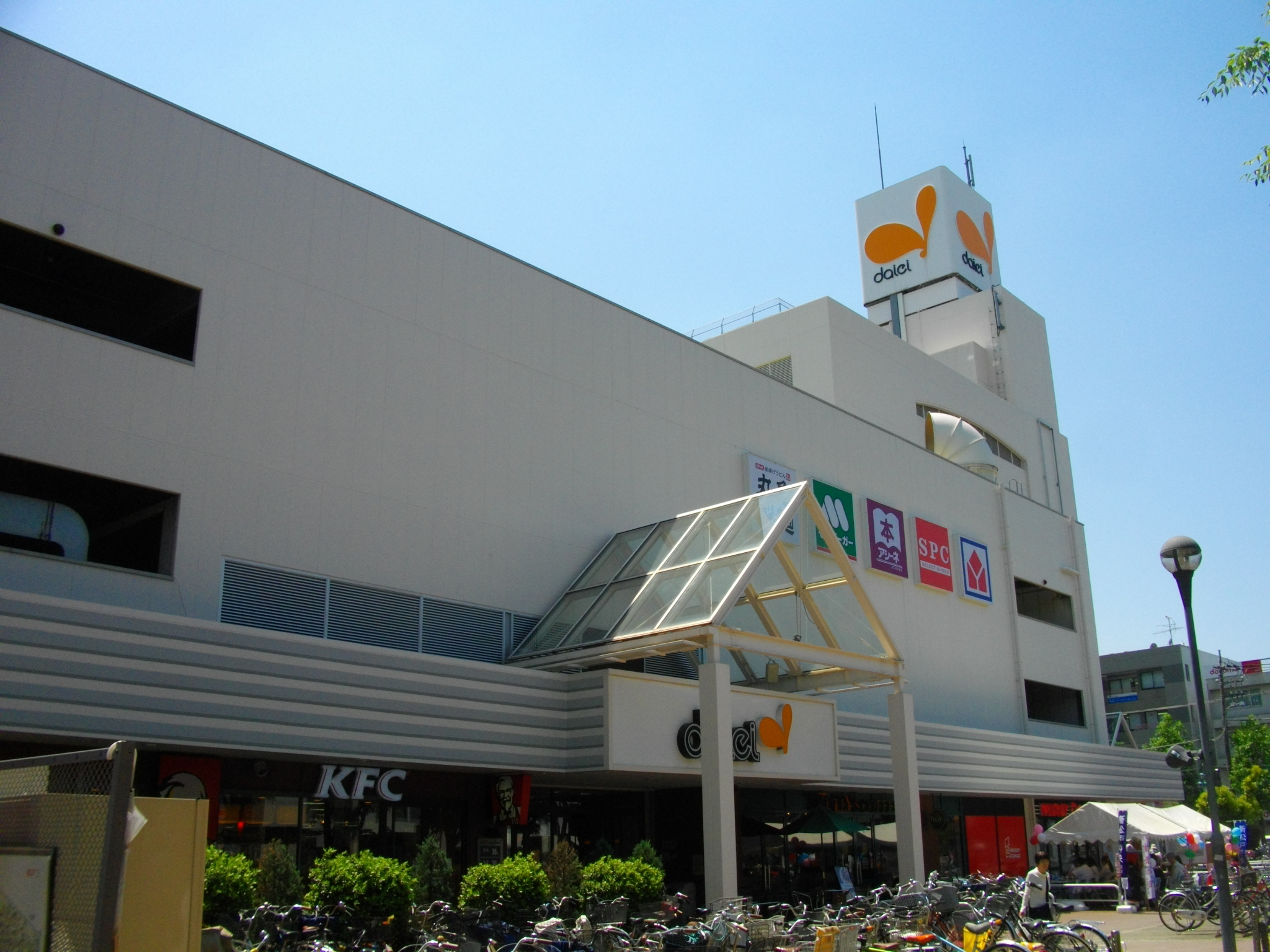
イトーヨーカドー松戸店・八柱店
- ヨークプライス五香店
- ベルクス東松戸
- 西友常盤平店
- グリーンマークシティ松戸新田
- 小金原中央商店街（けやきプラザ・六丁目）
- スキップ北小金
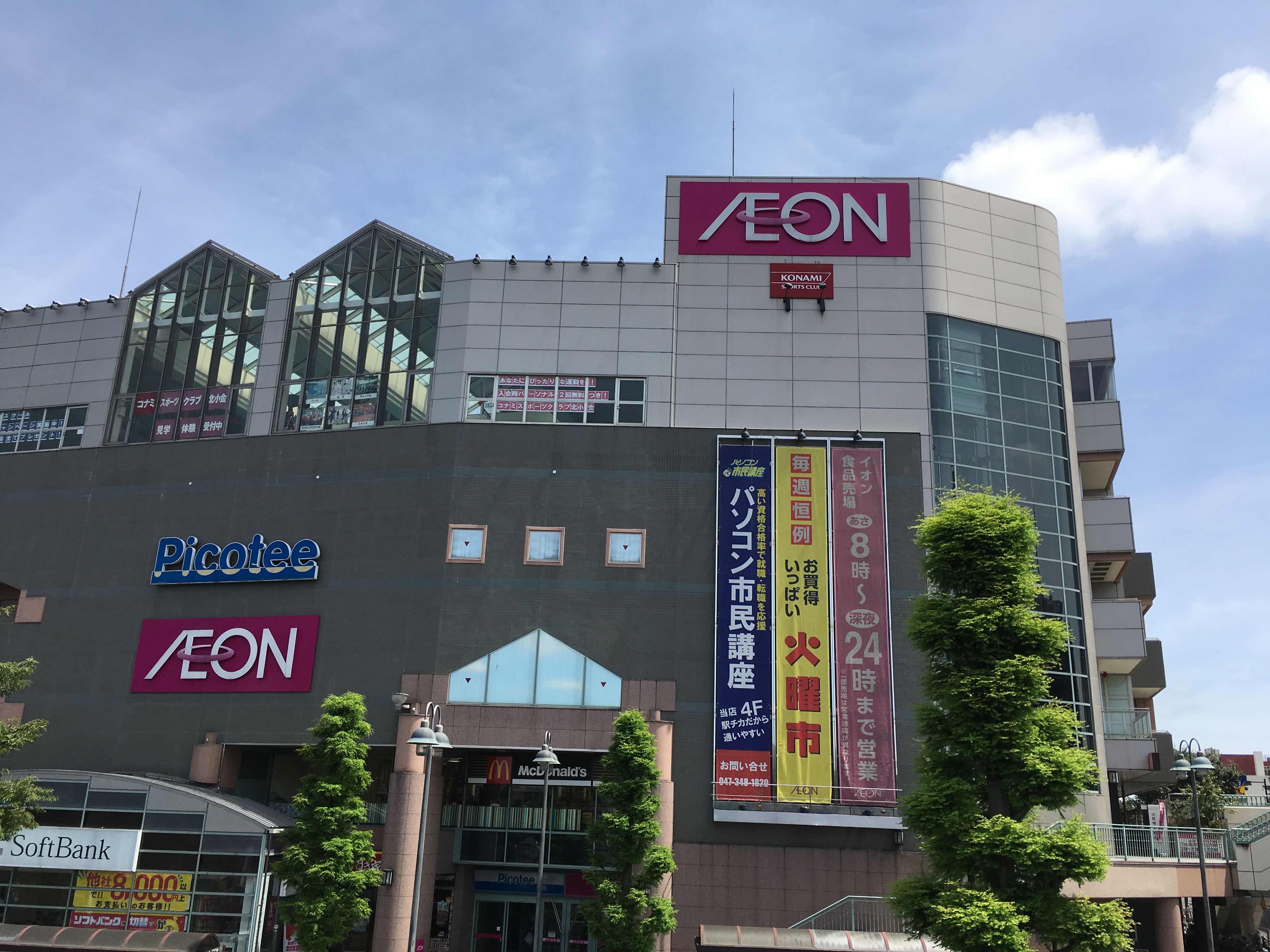
UR都市機構ピコティ北小金東館・西館
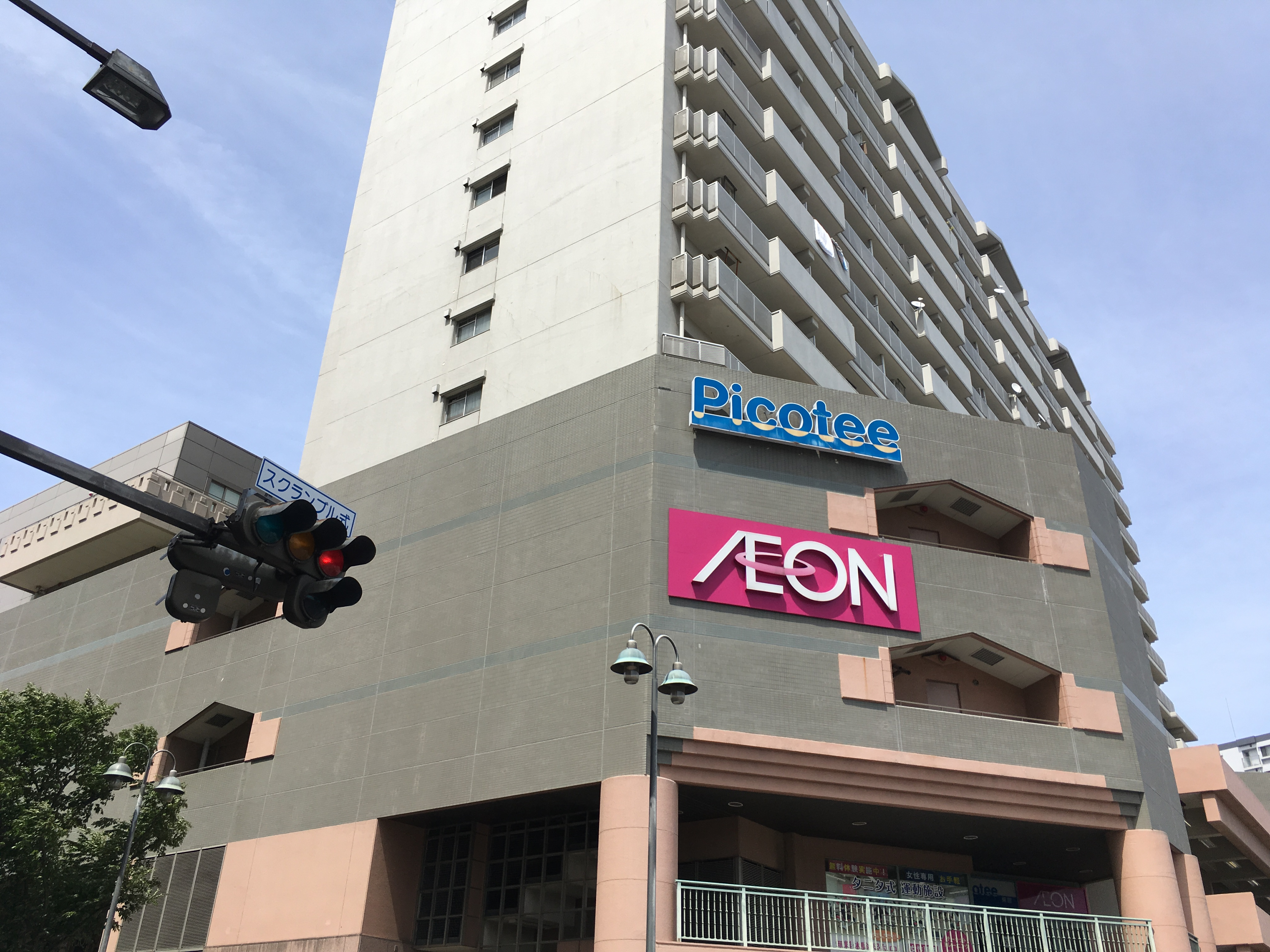
UR都市機構ピコティ北小金西館
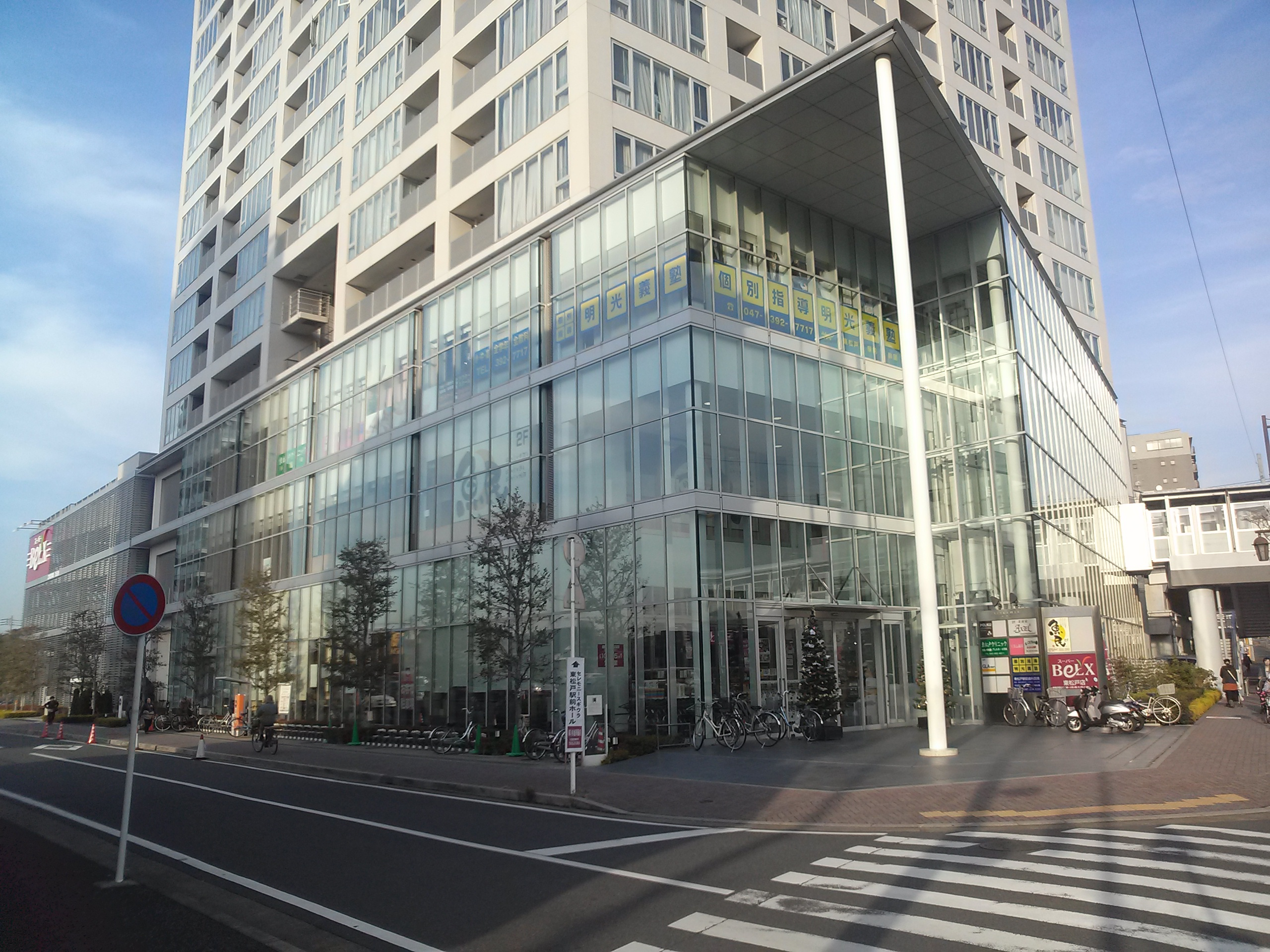
テラスモール松戸

- イトーヨーカドー 松戸店
- イオンフードスタイル新松戸店
- UR都市機構ピコティ北小金東館
- UR都市機構ピコティ北小金西館
- ベルクス東松戸

#### 本社・本店を置く企業
- マツモトキヨシ

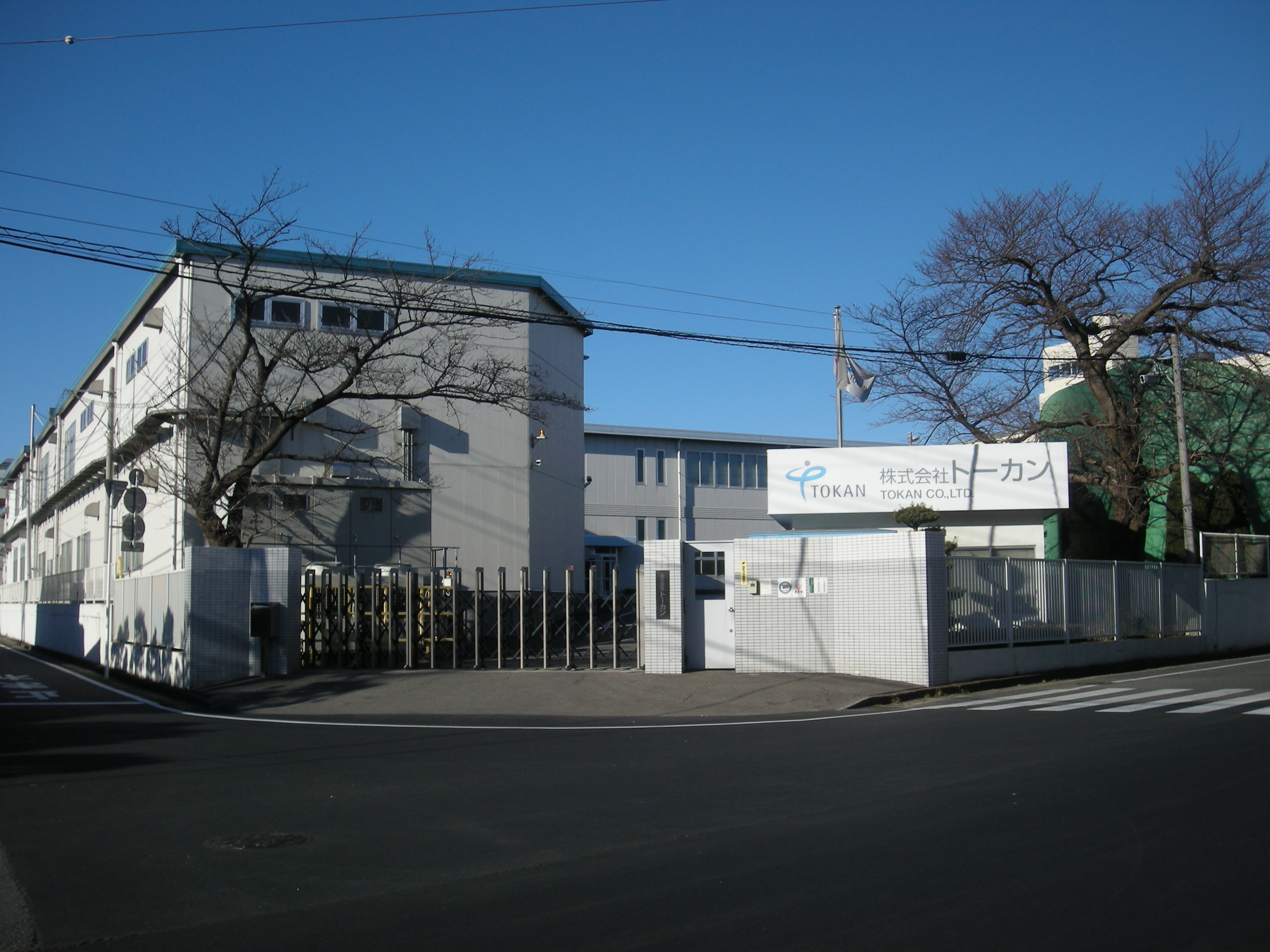
マツキヨココカラ&カンパニー（東証1部）
- マブチモーター（東証1部）
- トーカン
- イワブチ（東証JQ）
- イワヤ
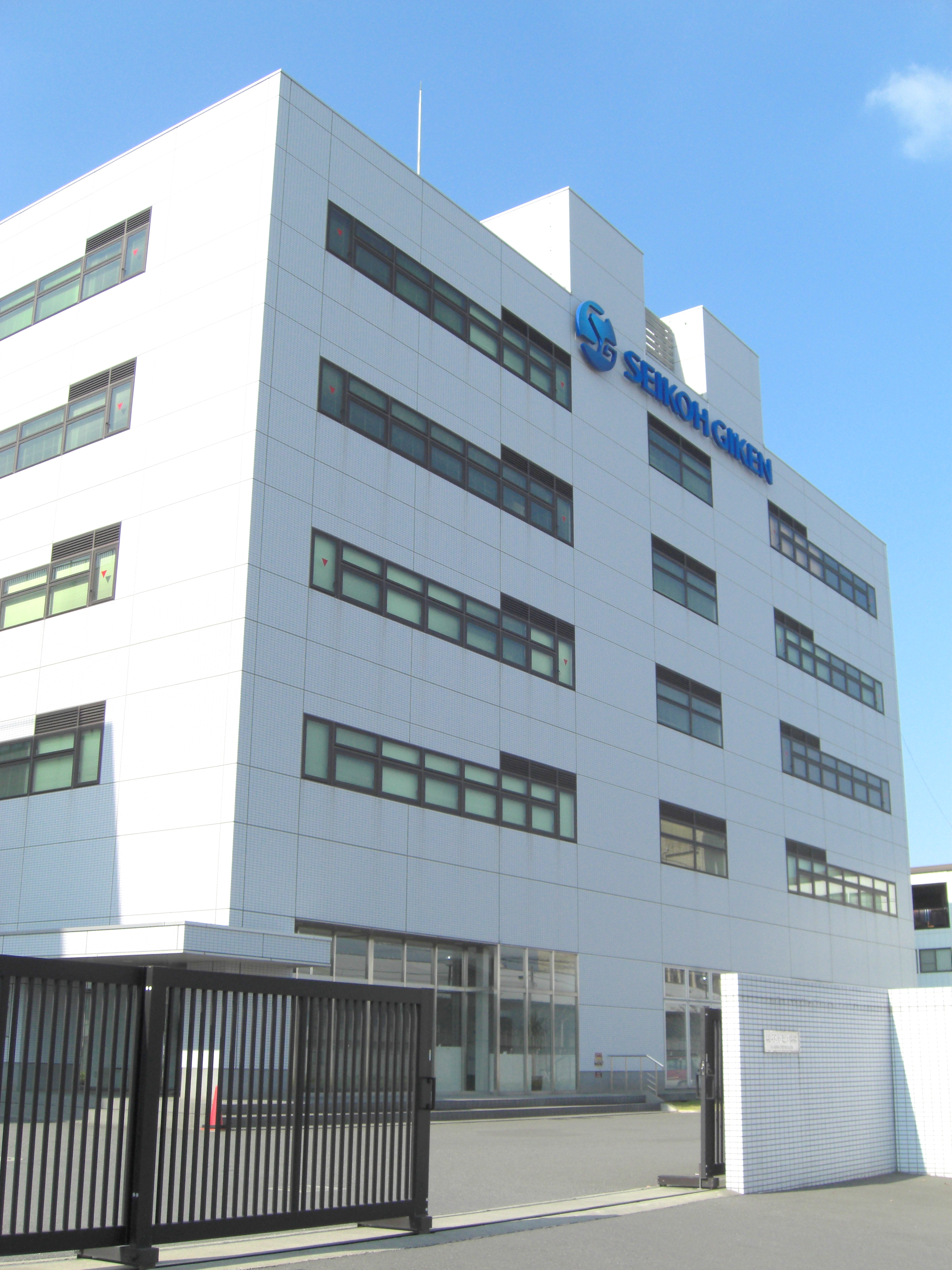
精工技研（東証JQ）
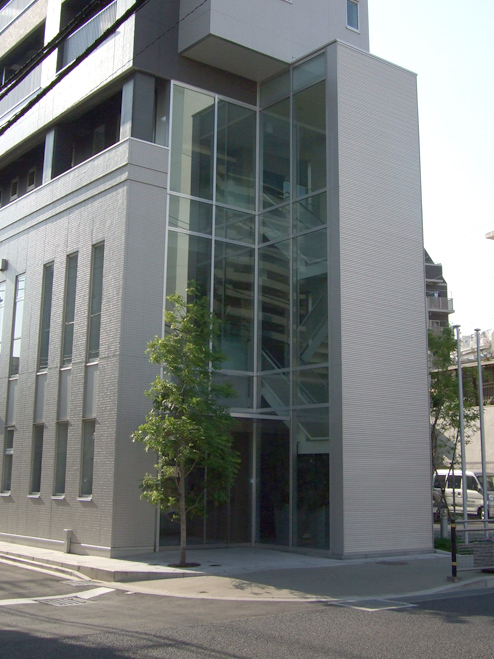
松戸公産
- プレシジョン・システム・サイエンス（東証マザーズ）
- 新東京グループ（東証PRO）
- アールディーミュージック
- エスピー産業
- 兼松アグリテック
- カワノジャパン
- カワノバッグ
- 川光物産
- 串崎車両
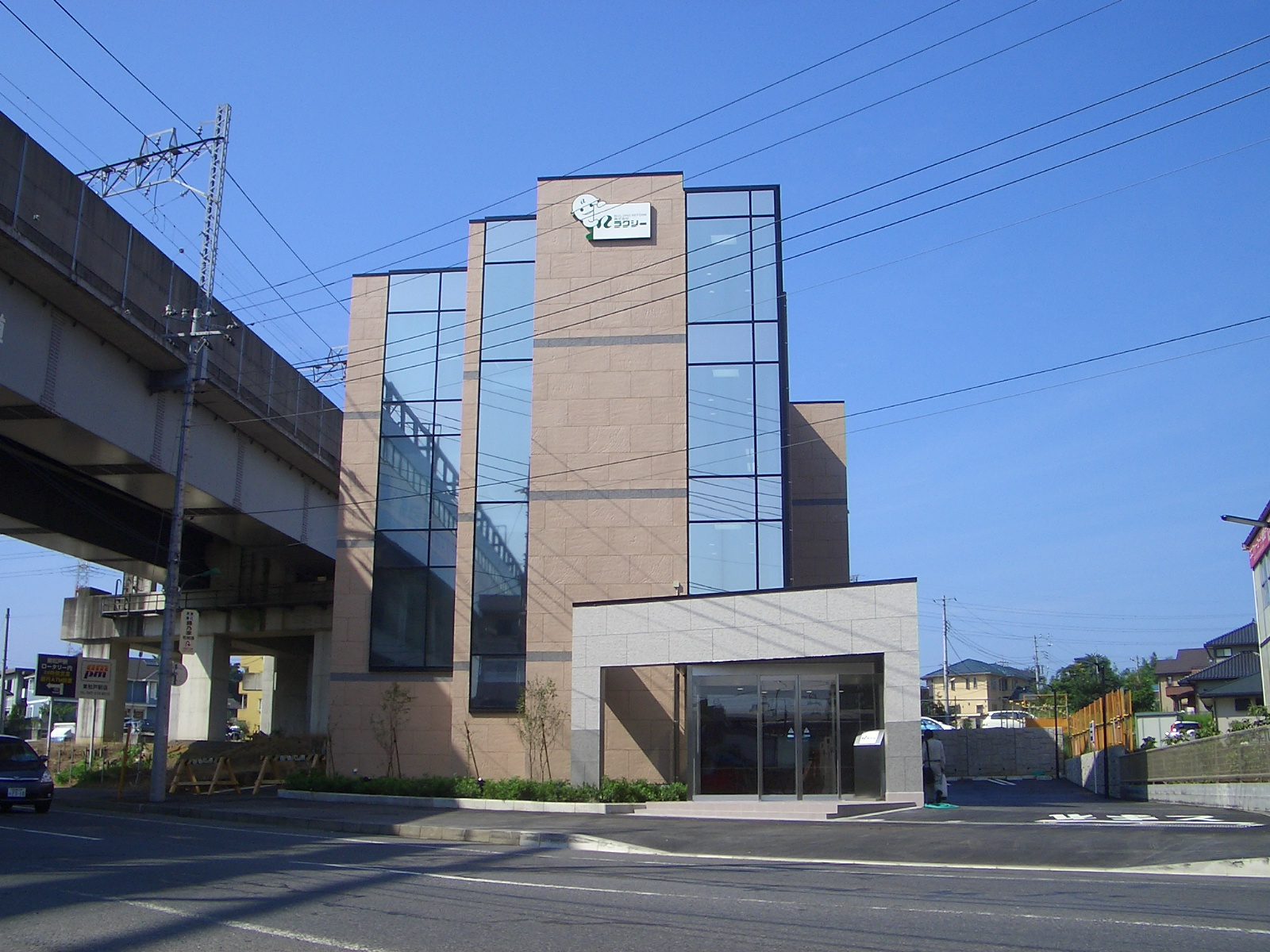
京成タクシー松戸西
- 京成タクシー松戸東
- 小松プロモーション
- コンパイル丸
- 新京成エステート
- 新京成フロンティア企画
- セノー
- 中村産業
- ハローマート
- Myアセット
- 松戸新京成バス
- 万星食品
- 都機工
- 宮田
- 山喜
- ラクシー

- トーカン本社
- 精工技研本社
- 松戸公産本社
- ラクシー本社

## 姉妹都市・提携都市
日本国外
 ホワイトホース市（オーストラリア連邦 ビクトリア州）＜姉妹都市＞
- 1971年5月12日、旧ボックスヒル市との間に姉妹都市提携。その後、1977年に完成した松戸駅ビル内のショッピングモールは「ボックスヒル」と名付けられた[注釈 1]。

日本国内
 倉吉市（鳥取県）＜提携都市＞
- 2004年7月25日に交流都市として提携を結び、交流が行われている。松戸市から導入されて倉吉市の特産品となった「二十世紀梨」と、元横綱琴櫻がこの松戸市に「佐渡ヶ嶽部屋」を作ったことがきっかけで始まった。

 小牧市（愛知県）
- 2012年（平成24年）2月3日 災害時応援協定締結

## 地域
住宅団地
- 常盤平団地（旧日本住宅公団）、郊外団地、1959年 - 日本初（計画時）の大規模公団住宅団地。
- 常盤平駅前団地（旧日本住宅公団）、市街地住宅 1963年
- 小金原団地（旧日本住宅公団）、郊外団地、1969年
- 牧の原団地[15]（旧日本住宅公団）、郊外団地、1975年
- 野菊野団地（旧日本住宅公団）、郊外団地、1975年
- 梨香台団地（旧日本住宅公団）、郊外団地、1975年
- 小金原けやき通り団地（旧日本住宅公団）、郊外団地、1985年

- グリーンライフ松戸団地（竹ヶ花）
- プロムナード北松戸
- 二十世紀が丘団地
- 泉ヶ丘団地
- 新松戸集合住宅街
- 松戸沼南しいの木台

放送
- J:COM 東葛・葛飾

活動
- PARADISE AIR - 松戸市を拠点に行われているアーティスト・イン・レジデンス。世界各国のアーティストを招き、滞在中の創作活動を支援している。

### 施設
- 森のホール21
- 松戸市立博物館 - 常盤平団地の部屋を再現展示。
- 松戸市民劇場 - 音響家が選ぶ優良ホール100選に選出。
- 松戸市民会館 - プラネタリウムを併設。
- 松戸市健康福祉会館
- 松戸競輪場
- 松戸市文化ホール郷土資料展示室
- 松戸市綜合卸売市場

図書館
人形劇や紙芝居等を上演する、専門家による財団「おはなしキャラバン」があった。市内各地を循環し、子供達を楽しませていたが、当市の行政改革に伴いボランティアを担い手とする方針が打ち出され、2009年3月に解散した。
- 松戸市立図書館
- 千葉県立西部図書館

郵便局
- 松戸郵便局（05016）
- 小金郵便局（05070）
- 松戸六実郵便局（05203）
- 松戸日暮郵便局（05281）
- 松戸根本郵便局（05292）
- 常盤平郵便局（05330）
- 松戸矢切郵便局（05348）
- 松戸東口郵便局（05371）
- 松戸仲井郵便局（05394）
- 五香駅前郵便局（05397）
- 松戸稔台郵便局（05398）
- 松戸上本郷郵便局（05419）
- 秋山駅前郵便局（05423）
- 松戸小金原郵便局（05434）
- 松戸栄郵便局（05452）
- 松戸北郵便局（ゆうちょ銀行 松戸店）（05458）
- 松戸松飛台郵便局（05469）
- 松戸梨香台郵便局（05483）
- 松戸元山郵便局（05494）
- 松戸野菊野郵便局（05510）
- 牧の原団地内郵便局（05511）
- 松戸中和倉郵便局（05514）
- 松戸大金平郵便局（05515）
- 松戸馬橋西郵便局（05518）
- 松戸二十世紀ケ丘郵便局（05519）
- 松戸西窪郵便局（05539）
- 新松戸郵便局（05559）
- 新松戸南郵便局（05571）
- 松戸六高台郵便局（05574）
- 松戸胡録台郵便局（05575）
- 新松戸北郵便局（05583）
- 松戸新作郵便局（05595）
- 新松戸駅前郵便局（05643）
- 松戸八ヶ崎郵便局（05656）
- 松戸駅西口郵便局（05663）
- 常盤平駅前郵便局（05667）
- 松戸南郵便局（05678）
- 八柱駅前郵便局（05688）
- 松戸河原塚郵便局（05694）

郵便番号は以下が該当する。2集配局が集配を担当する。
- 松戸郵便局：「271-00xx」
- 松戸南郵便局：「270-22xx」「270-00xx」

樹林地
松戸市は条例で樹林地の保全を目的に保全樹林地区及び特別保全樹林地区を指定している。
面積は、約20ヘクタールにおよぶ。指定されているのは、栗山・矢切の斜面林、千葉大学園芸学部（松戸キャンパス）の敷地約3分の1にあたる樹林地約5ヘクタール、他には、風早神社の樹林地、関さんの森、浅間神社の極相林、幸谷観音の樹林地などがある。またその一部は、国の法律による特別緑地保全地区に指定している。
松戸市では、緑の保全事業の一環として、2012年より「オープンフォレストin松戸」を開催。下記の民有林（松戸里山応援団管理）
があるが、この他に根木内歴史公園でも開催する。
- 関さんの森（幸谷）
- 溜ノ上の森（幸谷、関さんの森の飛び地）
- 八ケ崎の森・カンスケ緑地
- 囲いやまの森（常盤平）
- 金ケ作野中の森（金ケ作育苗圃の北側）
- 三吉の森（金ケ作）
- 立切の森（金ケ作）
- しんやまの森（千駄堀）
- 芋の作の森（千駄堀）
- 大作の森（松戸新田）
- 縄文の森（21世紀の森と広場公園内）
- 紙敷石みやの森
- 紙敷みなみの森
- 野うさぎの森（紙敷）
- 小浜屋敷の森（高塚新田）
- 甚左衛門の森（高塚新田）
- オリンポスの山（松戸新田）

### 医療
二次医療圏（二次保健医療圏）としては東葛北部医療圏（管轄区域：鎌ケ谷市を除く東葛地域）である。三次医療圏は千葉県医療圏（管轄区域：千葉県全域）。
医療提供施設は特筆性の高いもののみを記載する。
- 二次医療圏（市内）
  - 松戸市立総合医療センター（災害拠点病院[18]・救命救急センター）
  - 千葉西総合病院（災害拠点病院）
- 一次医療圏（市内）
  - 緊急指定病院
    - 五香病院
    - 新東京病院
    - 新松戸中央総合病院
    - 東葛クリニック病院
    - 山本病院

  - その他の病院
    - 旭神経内科リハビリテーション病院
    - オーククリニックフォーミズ病院
    - 大倉記念病院
    - 恩田第二病院
    - 小板橋病院
    - 三和病院
    - 常盤平中央病院
    - 松戸整形外科病院
    - 松戸リハビリテーション病院
    - 日本大学松戸歯学部付属病院
    - 松戸市立福祉医療センター東松戸病院
- 二次医療圏
  - 東京慈恵会医科大学附属柏病院（柏市、災害拠点病院・救命救急センター）

医療法人社団
- 大伸会（事務局所在）

設立学会
- 日本大学口腔科学会（日本大学松戸歯学部の学術外郭団体）
- 日本緑内障学会（本部所在）

### 上水道
松戸市は水道部があるが、供給範囲は小金地区（水源：深井戸及び江戸川の表流水　給水面積 : 6.1平方キロメートル、小金浄水場と幸田浄水場、大金平浄水場（休止）による）と常盤平地区（常盤平1丁目 - 7丁目　給水面積 : 1.7平方キロメートル、常盤平浄水場にて）のみで、根木内の一部は流山市上下水道局が供給している。松戸市は、千葉県と流山市のほか野田市、柏市、我孫子市、習志野市及び八千代市の1県7市で共同して事務を処理するため一部事務組合で、水道用水供給事業の経営に係る施設の建設及び維持管理などの事務を処理する地方公営企業の北千葉広域水道企業団を結成し、水道供給事業を行っている。企業団の総務部は七右衛門新田にある（技術部は流山市桐ケ谷）。
のこり大半の区域は千葉県企業局（市川水道事務所 松戸支所）が供給。古ヶ崎浄化施設（江戸川河川事務所管理）から流水保全水路ふれあい松戸川、ちば野菊の里浄水場をへて、栗山配水塔にて方々に供給される。なお、ちば野菊の里浄水場のできる前は古ヶ崎浄水場（千葉県水道事務所江戸川水源工場、2007年（平成19年）廃止）にて浄水し、供給を行っていた。

### 教育
1970年 - 1980年代の人口急増に伴い児童、生徒の数が1000名を超えるようなマンモス校が増え、仮設校舎での授業や学校の新設が相次いだ。2004年から公立のすべての小学校、中学校の学校選択制が導入されている。
部活動改革
伝統的に部活動は突出して盛んで小学校・中学校は早朝から、中学校は休日も部活動の練習がある学校がほとんどであったが、スポーツ障害の予防、地域活動等への参加、心身のリフレッシュ、教員の働き方改革等の社会的要請から、2019年1月に「松戸市運動部活動指導の指針」が作成された。
指針は市内の全ての小学校、中学校に適用され、大会の参加は生徒と顧問職員の過度な負担にならないよう、学校長による精査責任が新たに明確にされた。主な内容は次の通り。
- 中学校
  - 休養日：（平日）週1日以上、（土日）週1日以上、（年間）100日以上
  - 活動時間：（平日）2時間程度、（土日）3時間程度
- 小学校
  - 休養日：（平日）週1日以上、（土日・冬季休業等）行わない
  - 活動時間：（平日）2時間程度

#### 松戸市公共施設再編整備基本計画
2019年1月に「松戸市公共施設再編整備基本計画(案)」が公開され、その中で松戸市内すべての公立の小学校、中学校を対象に「統廃合の検討」、「再配置の検討」が行われる案が出されている。
さらに、市立東部小学校と第五中学校を統廃合し9年制の小中一貫校にする「東部学園」構想の検討も公表されている。ただし、両校の学区は宅地開発等による人口増加が見込まれる地域でもあり、公共施設再編整備推進審議会に出された資料によれば、2030年に東部小の児童数は738名（25学級）、第五中の生徒数は1,315名（44学級）に膨れ上がる推計となっている。小中一貫校化後の児童生徒数は約2,000名（70学級）と見込まれ（さらに特別支援学級も加わる）、全国で最大規模のマンモス校になる可能性もあるなど課題も多い（学校教育法施行規則による小中一貫校（9年制の義務教育学校）の標準学級数は1校あたり18 - 27学級でこれを大幅に超える）。

#### 大学
- 国立
  - 千葉大学
    - 千葉大学園芸学部・大学院園芸学研究科 - かつては工学部もあったが、1964年に千葉市に移転。
- 私立
  - 聖徳大学 - 聖徳大学短期大学部併設
  - 日本大学（松戸歯学部）
  - 流通経済大学（新松戸キャンパス）

#### 専修学校
- 北原学院歯科衛生専門学校
- 松戸市立総合医療センター附属看護専門学校
- 松山学園松山福祉専門学校
- 日本国際工科専門学校

#### 高等学校
公立
- 千葉県立小金高等学校
- 千葉県立松戸高等学校
- 千葉県立松戸南高等学校
- 千葉県立松戸国際高等学校
- 千葉県立松戸馬橋高等学校
- 千葉県立松戸六実高等学校
- 千葉県立松戸向陽高等学校
- 松戸市立松戸高等学校

私立
- 光英VERITAS高等学校
- 専修大学松戸高等学校

#### 技能教育施設と連携校
- 興学社高等学院（星槎国際高等学校）
- 松山学園松山福祉専門学校（鹿島学園高等学校）
- 千葉学習センター松戸秋山校/トライ式高等学院松戸校（日本航空高等学校）
- とことん個別指導学院松戸校（高野山高等学校）
- 千葉学習センター新松戸校（勇志国際高等学校）
- アトリエ新松戸千葉新松戸サテライト教室（代々木高等学校)

#### 中学校
市立中学校（20校）
- 第一中学校
- 第二中学校
- 第三中学校
- 第四中学校
- 第五中学校
- 第六中学校
- 旭町中学校
- 金ヶ作中学校
- 河原塚中学校
- 栗ヶ沢中学校
- 古ヶ崎中学校
- 小金中学校
- 小金北中学校
- 小金南中学校
- 新松戸南中学校
- 常盤平中学校
- 根木内中学校
- 牧野原中学校
- 六実中学校
- 和名ヶ谷中学校

※新松戸北中学校は2009年、小金中学校と統合した。
私立中学校
- 光英VERITAS中学校
- 専修大学松戸中学校

#### 小学校
市立小学校（45校）
- 旭町小学校
- 大橋小学校
- 柿ノ木台小学校
- 貝の花小学校
- 金ヶ作小学校
- 上本郷小学校
- 上本郷第二小学校
- 河原塚小学校
- 栗ヶ沢小学校
- 幸谷小学校
- 古ヶ崎小学校
- 小金小学校
- 小金北小学校
- 相模台小学校
- 寒風台小学校
- 新松戸西小学校
- 新松戸南小学校
- 中部小学校
- 東部小学校
- 殿平賀小学校
- 高木小学校
- 高木第二小学校
- 常盤平第一小学校
- 常盤平第二小学校
- 常盤平第三小学校
- 南部小学校
- 根木内小学校
- 八ヶ崎小学校
- 八ヶ崎第二小学校
- 東松戸小学校
- 北部小学校
- 牧野原小学校
- 松ヶ丘小学校
- 松飛台小学校
- 松飛台第二小学校
- 馬橋小学校
- 馬橋北小学校
- 稔台小学校
- 六実小学校
- 六実第二小学校
- 六実第三小学校
- 矢切小学校
- 横須賀小学校
- 梨香台小学校
- 和名ヶ谷小学校

※梨香台・寒風台の両小学校は、日本で最初の5階建て建築の小学校である。
私立小学校
- 聖徳大学附属小学校

#### 特別支援学校
- 千葉県立つくし特別支援学校
- 千葉県立松戸特別支援学校
- 千葉県立矢切特別支援学校

#### 高齢者教育その他
千葉県は、高齢者に生涯教育としての学習機会が得られるよう、県内5地域に生涯大学校を設置しており、松戸市内には千葉県生涯大学校 東葛飾学園浅間台校舎（松戸市上矢切と松戸市中矢切）が開設されている。
同市では、無料の自主夜間中学として、松戸自主夜間中学がある。主催する特定非営利活動法人 夜間中学をつくる市民の会は、地域再生大賞を受賞。

### 楽団・劇団
- 松戸市民吹奏楽団（松吹）
- 松戸シティフィルハーモニー管弦楽団（旧松戸市民交響楽団）
- 松戸市消防音楽隊
- 松戸ウインドアンサンブル
- クラルテウインドオーケストラ
- よこすかウインドアンサンブル
- 松戸ブラスオルケスター
- おんがく集団 四分休符
- 松戸市民劇団
- 劇団こぐま座 - 幼児・子供向け劇団
- 劇団天童 - ミュージカルや人形劇、絵本対話式読み聞かせ、公演など
- 劇団“奇想天外”
- 劇団 人の森ケチャップ - 障害者・健常者混在の劇団

### スポーツ
松戸市七草マラソン大会が、松戸運動公園で毎年正月明けに開催されている。
スポーツ施設
- 松戸運動公園
- 松戸競輪場
- 古ケ崎河川敷スポーツ広場[28]
- 矢切スポーツ広場
- 宝酒造グラウンド
- 千駄堀多目的スポーツ広場[29]
- 六高台スポーツ広場
- 東部スポーツパーク[30]
- 柿ノ木台公園体育館[31]
- 小金原体育館[32]
- 常盤平体育館[33]
- 和名ケ谷スポーツセンター[34]
- 江戸川ラインゴルフ松戸コース
- 北小金ボウル
- ときわ平ボウリングセンター

（テニスコート）
- SYSテニスクラブ
- 栗ヶ沢公園庭球場
- 金ヶ作公園庭球場
- 松戸中央公園庭球場
- 紙敷庭球場
- 新松戸庭球場
- IHSMテニスアリーナ松戸（室内コート）
- 紫陽花テニスクラブ
- 塚山テニスクラブ
- 松戸テニスクラブ

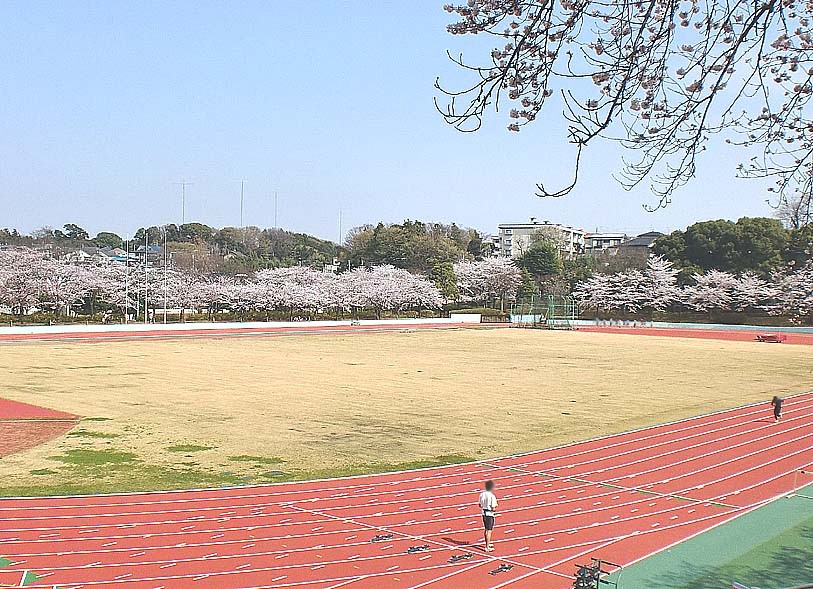
松戸運動公園（陸上競技場）

- アルドールテニスステージ北松戸（室内コート）
- SOL Tennis College

（格闘技ジム）
- アントジム - ムエタイジム。
- グラント ボクシング&フィットネス
- キックボクシングアカデミーROOTS
- 新松戸高橋ボクシングジム
- Fitness Boxing Gym RPG
- TEPPEN GYM
- PIRIKA TP GYM
- 格闘技パラエストラ松戸/THE BLACKBELT JAPAN 松戸
- FANG－BASE
- キックボクシングFANG－GYM
- 松戸平沼ボクシングジム
- キックボクシングシェアリングジム
- KICKBOXING-SQUARE
- グラント ボクシング&フィットネス
- リーベル松戸

（武道・武術）
- 国際空手道連盟 極真会館 千葉東葛支部 松戸道場
- 国際空手道連盟 極真会館 千葉北支部 松戸分支部 五香道場
- 新極真会 千葉北支部 松戸道場
- 空手道真士会 松戸北小金道場
- 拳心館・空手道拳道会 千葉松戸道場
- 空手道超越塾
- 沖武会傳琉館（沖縄空手上地流と琉球古武道）北松戸道場及び全日本琉球古武道連盟事務局
- 極峰拳社・松戸支部（カラダ教習所EvaDanceStudio内）
- 松風館/松風館道場居合道部信武会 - 剣道場/居合道場
- 一燈館 合氣道場（松戸市秋山道場）
- 小田流柔術合気道気心会
- 八光流柔術 豊和会本部道場
- 洗心道場 - 千葉商科大学付属高等学校の弓道場の他、野球場とテニスコート、クラブハウス等施設も隣接
- 一般社団法人 全日本太極拳連合会
- インフィニティテコンドー新松戸（新松戸文化教室内）
- 金剛禅総本山少林寺松戸上本郷道院

野球
当市を本拠地とし日本野球連盟に所属する社会人野球
- ヌーベルベースボールクラブ
- 千葉熱血MAKING（名誉監督：森田健作）

相撲
松戸市を本拠地とし日本相撲協会に所属する相撲部屋
- 佐渡ヶ嶽部屋

テニス
テニス日本リーグ所属
- 新松戸山喜（日本最高峰の団体戦であるテニス日本リーグに出場している選手や日本ランキング30位前後のプロテニス選手が多数在籍している。山喜は千葉県初の日本リーグチームである。）

サッカー
日本プロサッカーリーグ所属
- 柏レイソル（ホームタウンは隣の柏市であるが、東葛・印旛地域の我孫子、印西、鎌ケ谷、白井、流山、野田、松戸の8市を活動エリアとして、サッカースクールや各市の市民招待デーなどを企画、また、各市で開かれる市民祭りなどでのサイン会などをしている）

千葉県社会人サッカーリーグ所属
- SFC nomu matsudo[36]

陸上
- ロジスティード陸上部 - ロジスティードの実業団陸上競技部。旧・日立物流グループ陸上部

ラグビー
ジャパンラグビートップリーグ所属
- NECグリーンロケッツ東葛（東葛飾地域の松戸市・柏市・野田市・流山市・我孫子市・鎌ケ谷市、印西市、白井市をホストエリアに設定）

バスケットボール
ジャパン・プロフェッショナル・バスケットボールリーグ所属
- 千葉ジェッツ（ホームタウンは隣の船橋市であるが、松戸市ともブーストタウン協定を締結）

### 市外局番
松戸市の市外局番は04739（市川MA）となっていたが、1964年（昭和39年）7月26日より、0473（市内局番は62）に変更。1997年（平成9年）1月1日には、松戸市を含めた0473区域の市内局番の不足に伴い、047に変更された。
収容局は以下の4ビルが該当し、市内局番は以下の通り。
- 松戸局
  - 303（2000、4000番台）
  - 308（0000 - 8000番台）
  - 312（2000 - 5000番台）
  - 330（0000 - 3000番台）
  - 331
  - 360 - 368
  - 369（0000 - 5000番台）
  - 394（8000 - 9000番台）
  - 703（0000 - 1000、3000 - 6000番台）
- 五香局
  - 311（0000 - 3000、5000 - 9000番台）
  - 330（6000 - 7000番台）
  - 383（0000 - 8000番台）
  - 384 - 389
  - 394（0000 - 1000
  - 5000 - 7000番台）
  - 704（4000 - 6000番台）
  - 710（1000番台）
- 松戸小金局
  - 312（0000 - 1000番台）
  - 330（4000 - 5000番台）
  - 340（0000 - 6000番台）
  - 341 - 348
  - 349（0000 - 7000番台）
  - 394（2000 - 3000番台）
- 松戸高塚局
  - 312（7000 - 9000番台）
  - 330（8000 - 9000番台）
  - 391
  - 392

## 交通

### 鉄道路線
市内には5つの事業者が運行する8の旅客鉄道路線と、20の鉄道駅がある。
東日本旅客鉄道（JR東日本）
- 常磐快速線（上野東京ライン）
  - 松戸駅
- 常磐緩行線
  - 松戸駅 - 北松戸駅 - 馬橋駅 - 新松戸駅 - 北小金駅
- 武蔵野線
  - 新松戸駅 - 新八柱駅 - 東松戸駅

北総鉄道
- 北総線
  - 矢切駅 - 秋山駅 - 東松戸駅 - 松飛台駅

京成電鉄
- 松戸線
  - 松戸駅 - 上本郷駅 - 松戸新田駅 - みのり台駅 - 八柱駅 - 常盤平駅 - 五香駅 - 元山駅
- 成田空港線（成田スカイアクセス）
  - 東松戸駅

東武鉄道
- 東武野田線（東武アーバンパークライン）
  - 六実駅

流鉄
- 流山線
  - 馬橋駅 - 幸谷駅 - 小金城趾駅

#### 計画・構想段階
地下鉄11号線（半蔵門線）の松戸延伸が、「2015年までに整備し着手するのが適当である路線」と位置づけられている。（「東京直結鉄道」参照）

### バス路線
- 松戸新京成バス（松戸駅、北松戸駅、馬橋駅、新松戸駅、北小金駅、八柱駅、常盤平駅、五香駅、東松戸駅、松飛台駅、秋山駅）
- 京成バス
  - 松戸営業所（松戸駅、馬橋駅、東松戸駅）
  - 市川営業所（東松戸駅）
- ちばレインボーバス（五香駅）
- 東武バスセントラル
  - 八潮営業所（松戸駅）
  - 沼南営業所（北小金駅）

コミュニティバス
2017年（平成29年）12月16日からバスの空白地帯であった中和倉地区への交通の便を確保する目的で実証運行を開始。
- 松戸市立総合医療センター - 中和倉商店街 - 馬橋駅入口 - 北松戸駅 - 松高裏門 - 松戸市立総合医療センター（左回りルート・逆の右ルート、松戸新京成バスに運行委託）

### 道路
高速道路
- 東京外環自動車道
  - 松戸IC

一般国道
- 国道6号（水戸街道）（北方面 - 柏・取手・土浦・石岡・水戸、南方面 - 金町・四ツ木・向島・浅草・日本橋）
- 国道298号（東京外郭環状道路、一部開通）
- 国道464号
- 北千葉道路（計画中）

主要地方道
- 千葉県道1号市川松戸線（松戸街道）
- 千葉県道5号松戸野田線（流山街道）
- 千葉県道9号船橋松戸線
- 千葉県道38号松戸停車場線
- 千葉県道51号市川柏線
- 千葉県道・東京都道・埼玉県道54号松戸草加線
- 千葉県道57号千葉鎌ケ谷松戸線（実籾街道）

一般県道
- 千葉県道180号松戸原木線（市川松戸道路）
- 千葉県道199号馬橋停車場線
- 千葉県道200号六実停車場線
- 千葉県道261号松戸柏線（旧水戸街道）
- 千葉県道264号高塚新田市川線
- 千葉県道280号白井流山線
- 千葉県道281号松戸鎌ヶ谷線
- 千葉県道295号松戸三郷線

自転車道
- 千葉県道401号松戸野田関宿自転車道線

選定道路
- 常盤平さくら通り - 日本の道100選
- 常盤平けやき通り - 新･日本街路樹100景

## 名所・旧跡・観光スポット・祭事・催事

### 名所・旧跡
神社

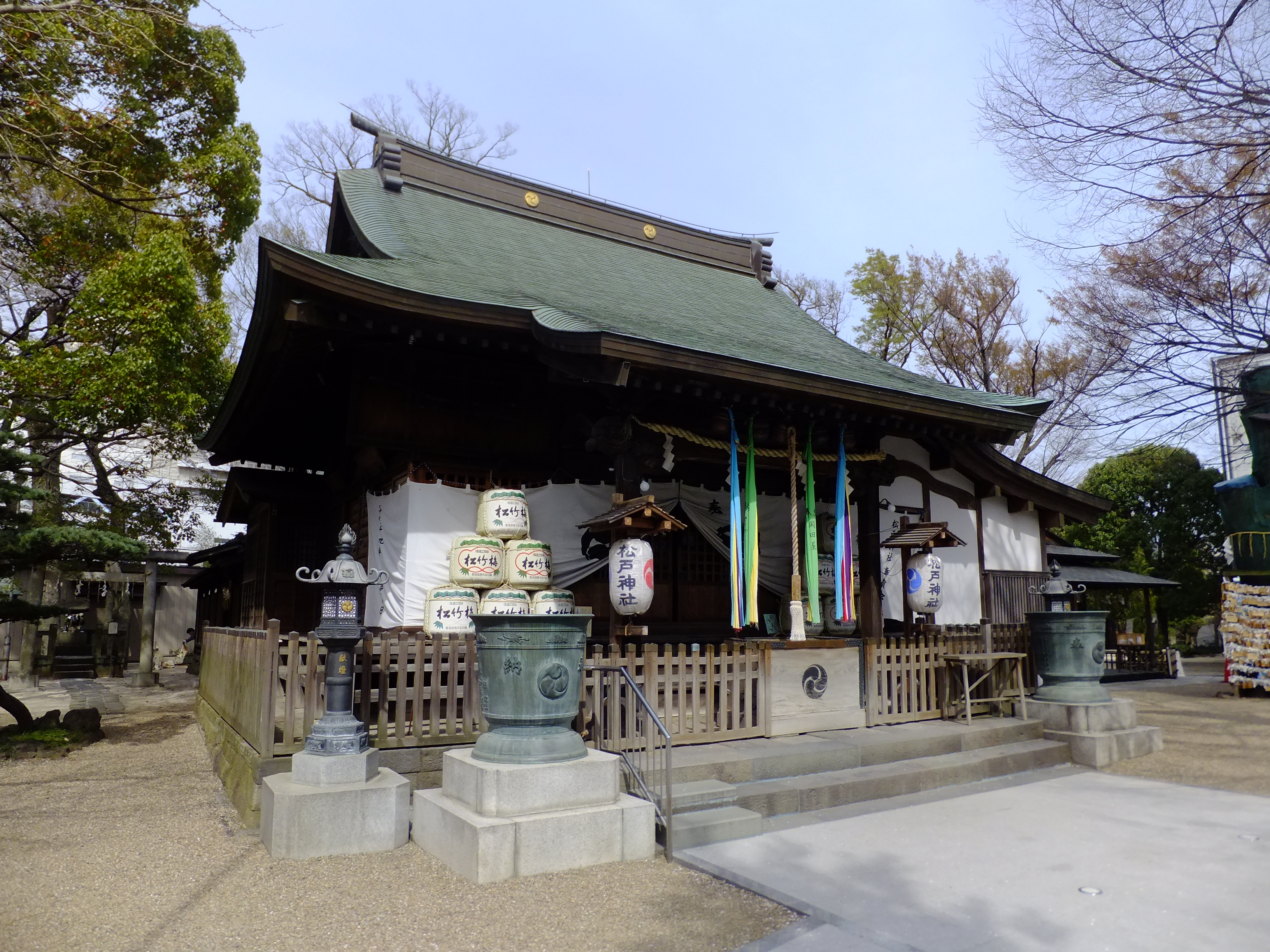
松戸神社

- 風早神社 - 三匹獅子舞が市の無形文化財。
- 白髭神社
- 浅間神社
- 蘇羽鷹神社
- 松戸神社 - 水戸光圀ゆかりのお宮。山崎直子宇宙飛行士も宇宙飛行の安全祈願に参拝。
- 矢切神社
- 王子神社
- 弁財天神社
- 安房須神社
- 平潟神社
- 茂侶神社
- 髙靇神社
- 明治神社

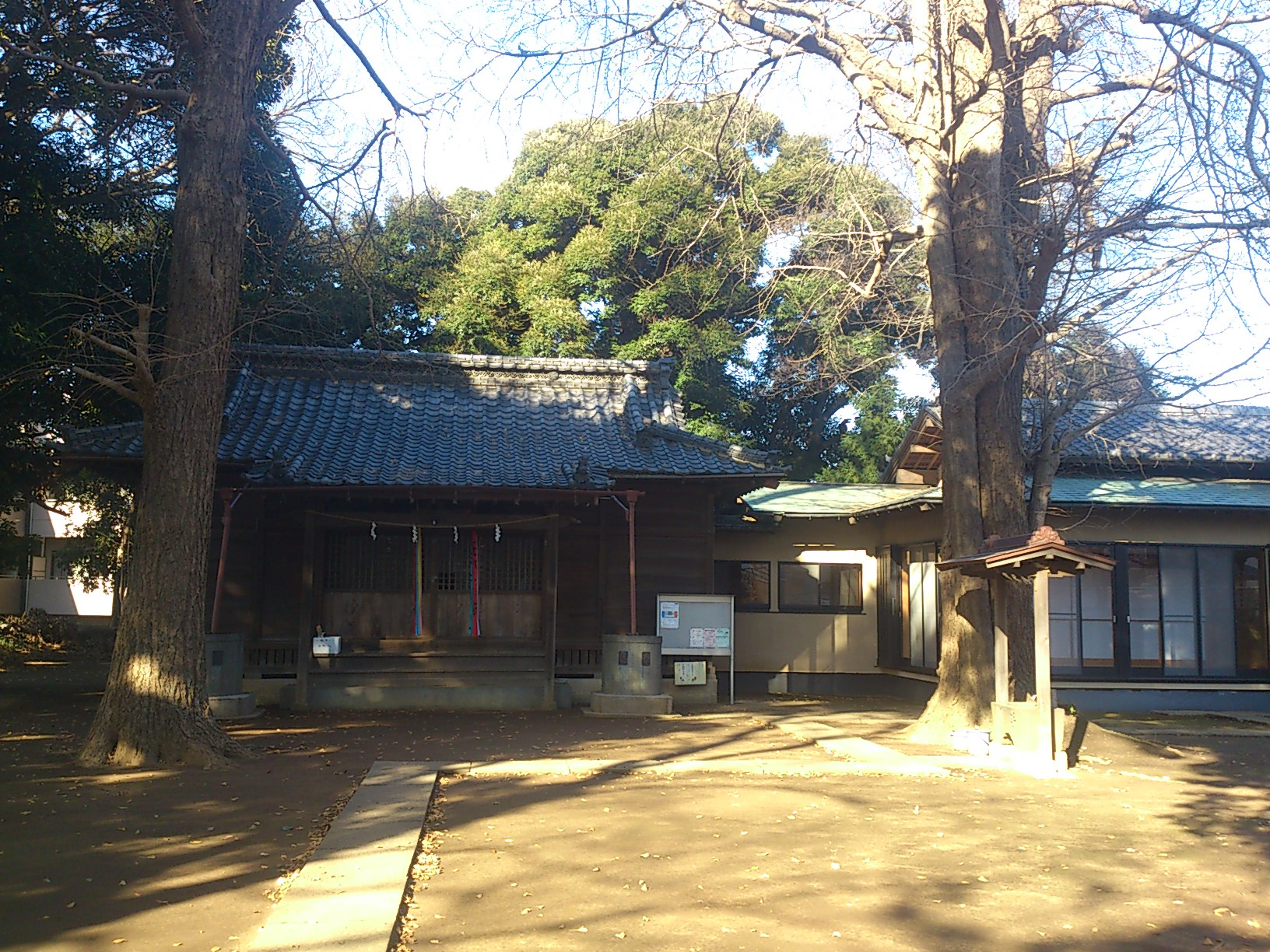
風早神社
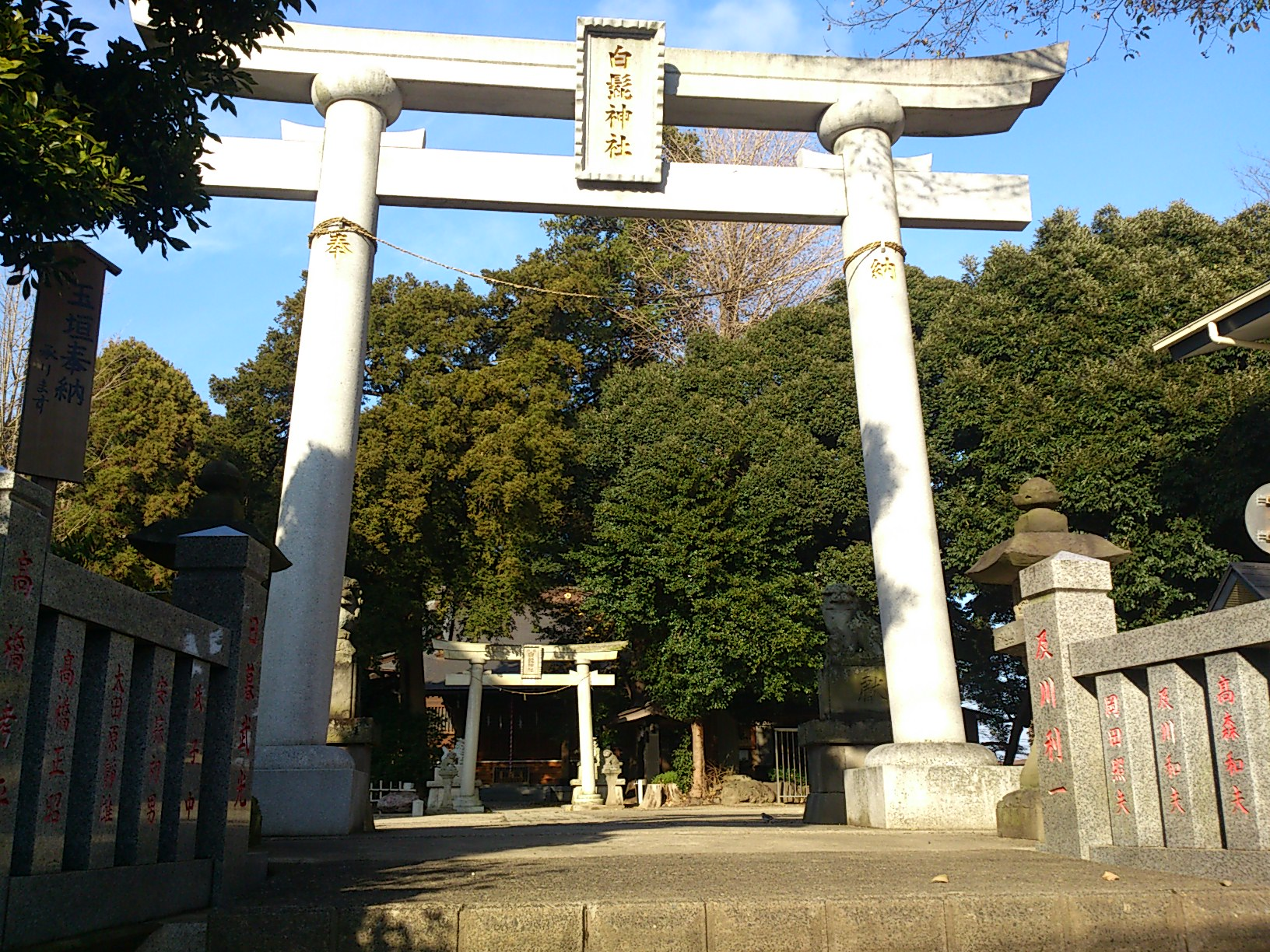
白髭神社
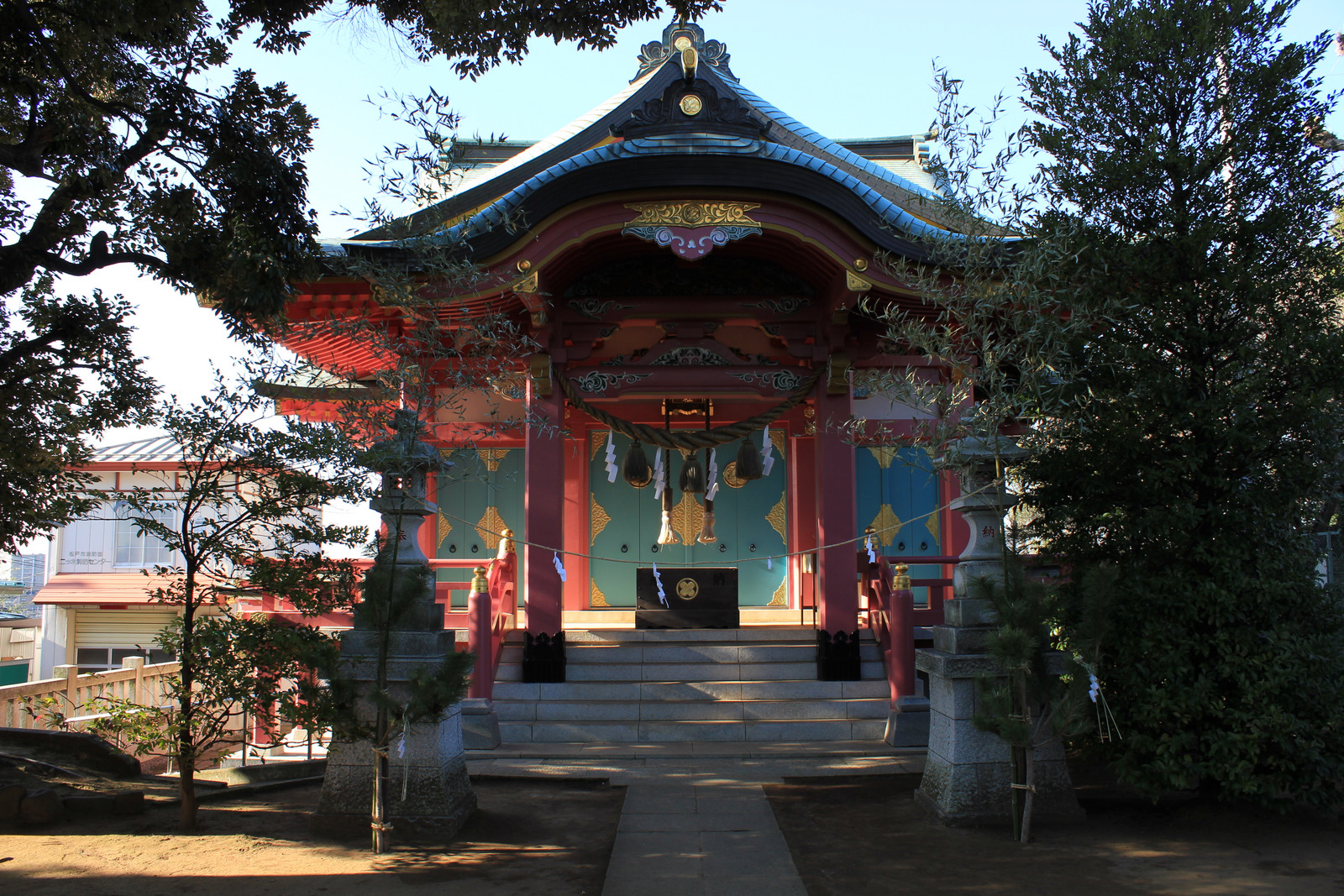
蘇羽鷹神社
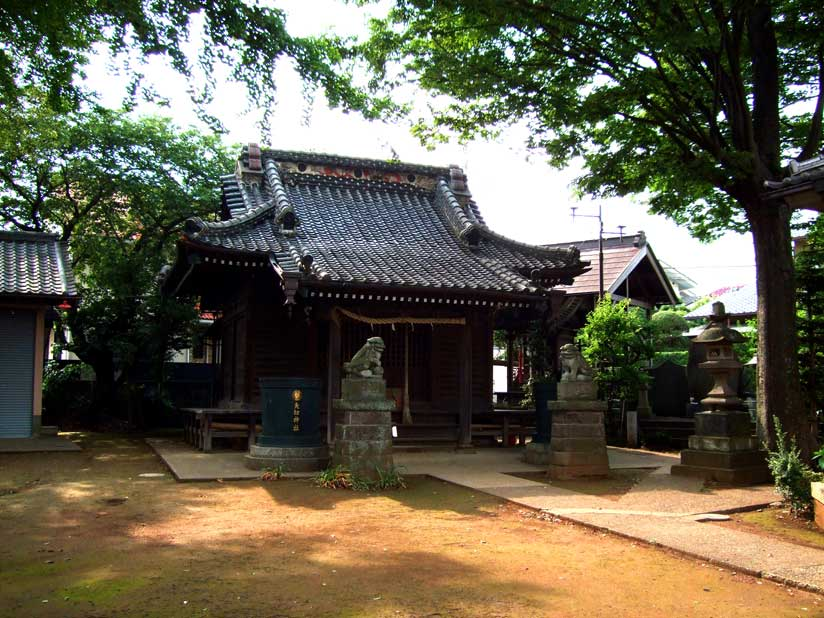
矢切神社

寺院
- 一月寺

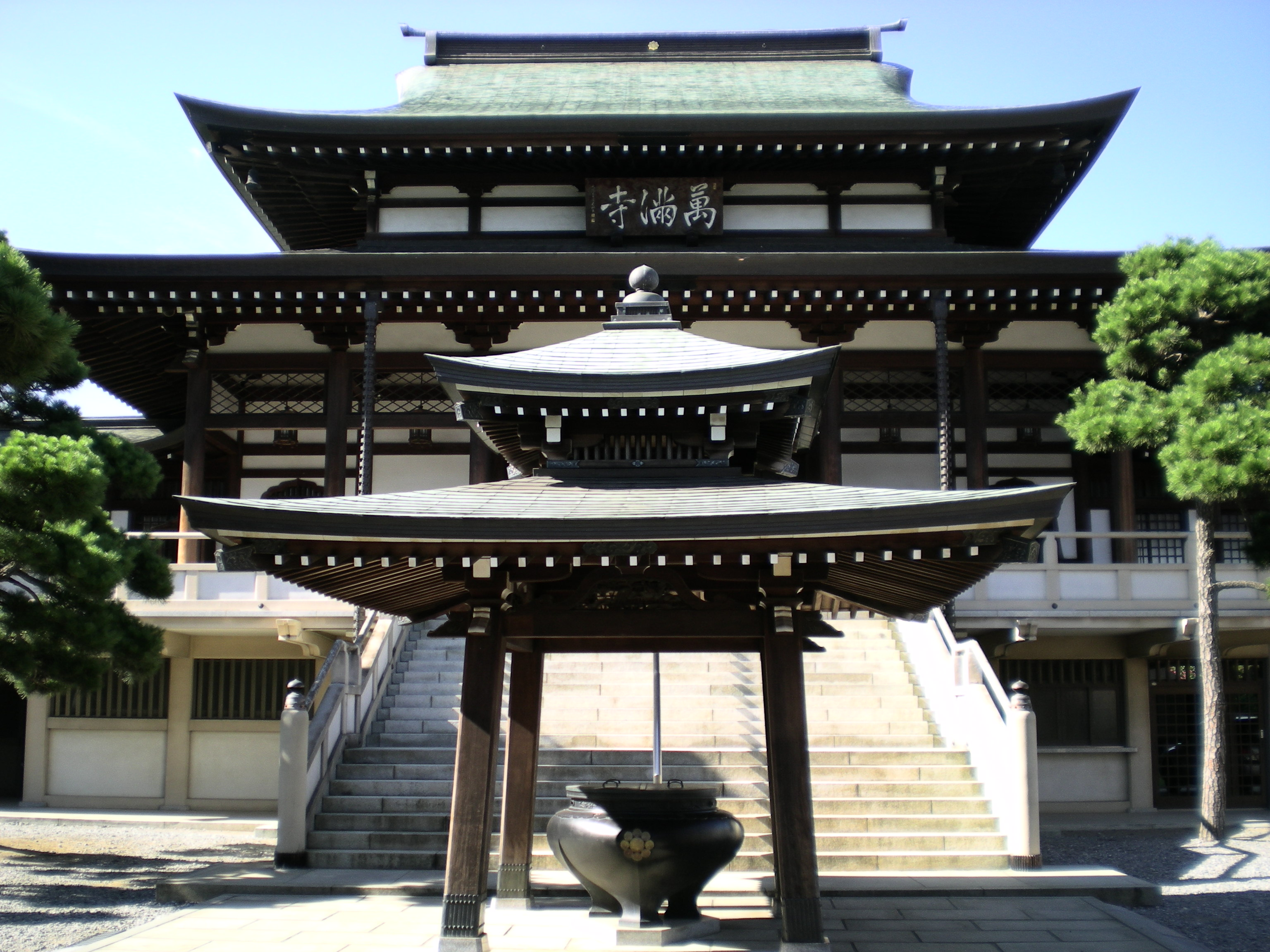
万満寺

- 恵光寺 - 住居兼店舗型ビルの一室を寺院として宗教法人を設立。
- 廣龍寺
- 東漸寺 - 関東十八檀林の一つ。枝垂桜が有名。
- 徳蔵院
- 本土寺 - アジサイ寺として有名。本土寺過去帳は県指定有形文化財。
- 本福寺
- 万満寺 - 重要文化財の金剛力士像がある。
- 宝光院、善照寺 - 「千葉周作修行之地」と記された標柱があり、後に北辰一刀流を編み出した千葉周作が修行した浅利義信の浅利道場があった場所。
- 宝蔵院
- 本覚寺
- 本久寺
- 本源寺
- 本法寺
- 中根寺
- 祖光院
- 医王寺
- 栄松寺
- 圓慶寺
- 圓勝寺
- 圓能寺
- 花蔵院
- 華厳寺
- 吉祥寺
- 慶国寺
- 慶林寺
- 光明寺
- 広徳寺
- 松龍寺
- 常行院
- 善光寺
- 浄安寺
- 真隆寺
- 正真寺
- 正福寺
- 清光寺
- 西蓮寺
- 善照寺
- 増長院
- 大勝院
- 大乗院
- 大正寺
- 長聖寺
- 天真寺
- 傳法寺
- 福昌寺
- 妙典寺
- 来迎寺
- 龍善寺
- 了源寺

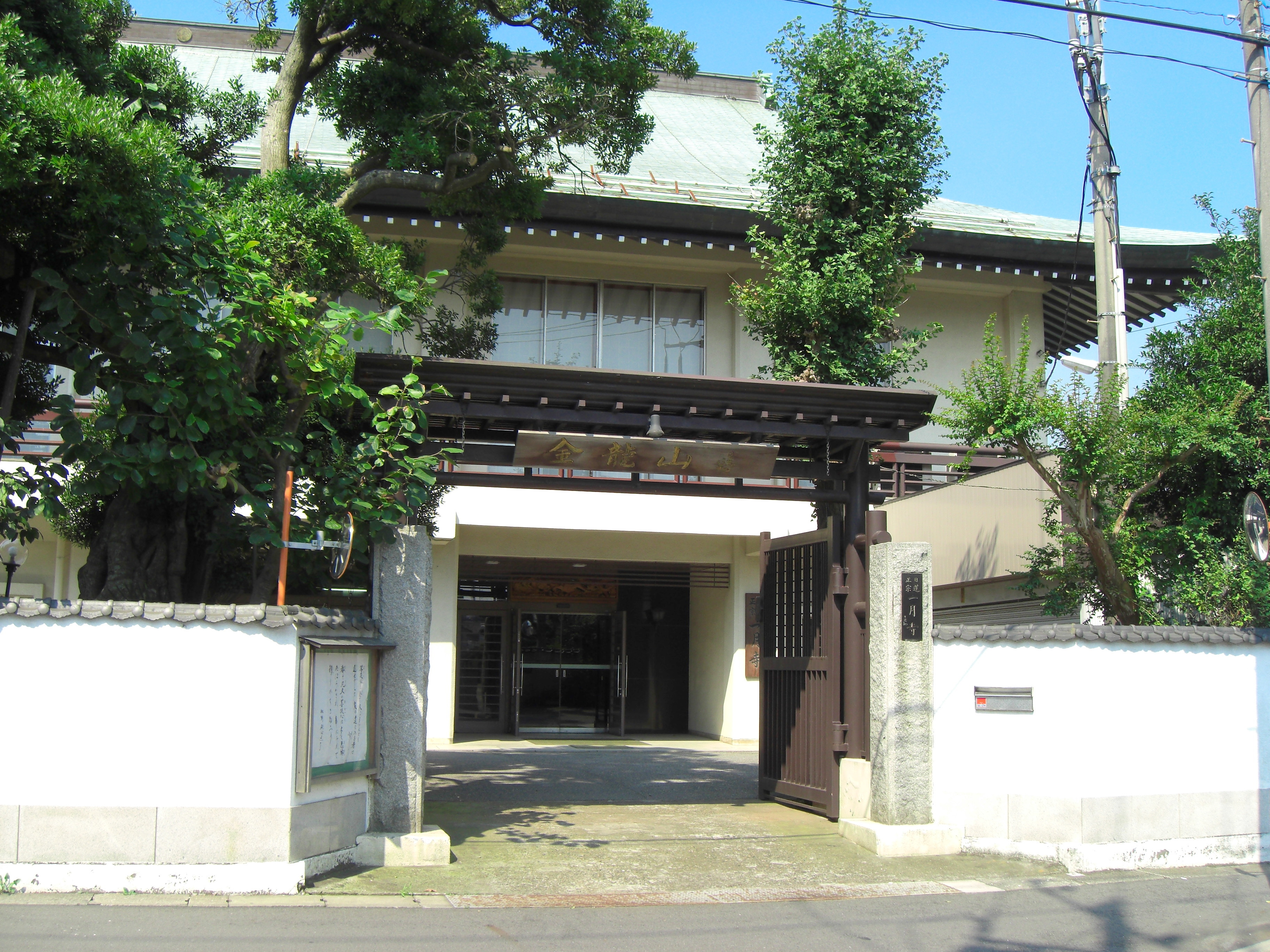
一月寺
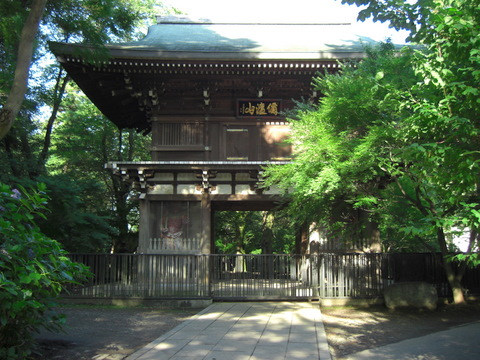
東漸寺（山門）
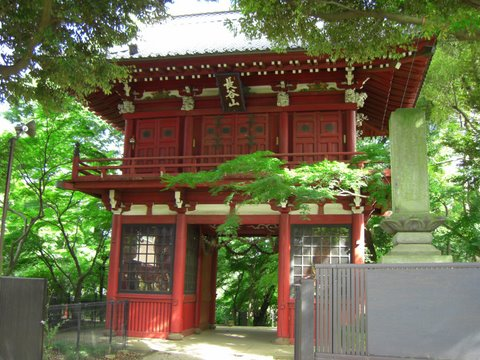
本土寺（山門）
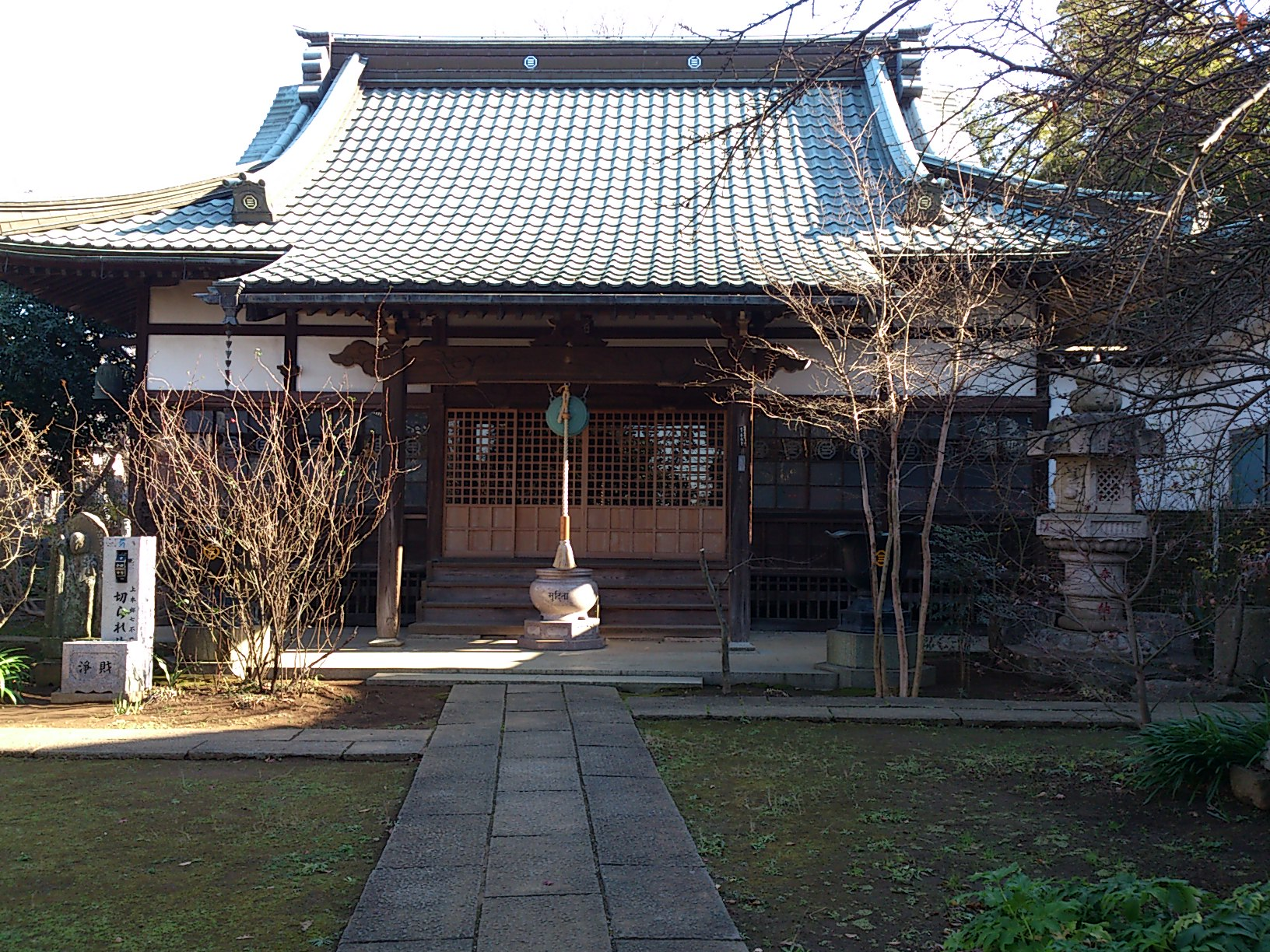
本福寺

礼拝堂
- カトリック松戸教会

遺跡
- 貝の花貝塚
- 河原塚古墳
- 竹ヶ花古墳 - 松戸市役所の北東にあたる、当時は竹ヶ花地区となっていた、現在の小根本地区に存在していた。

城跡・陣屋跡
- 金ヶ作陣屋跡
- 栗ケ沢城跡
- 小金城址 - 戦国時代高城氏の居城。
- 根木内城址 - 高城氏の小金城に移る前の居城。
- 松戸城跡

旧跡

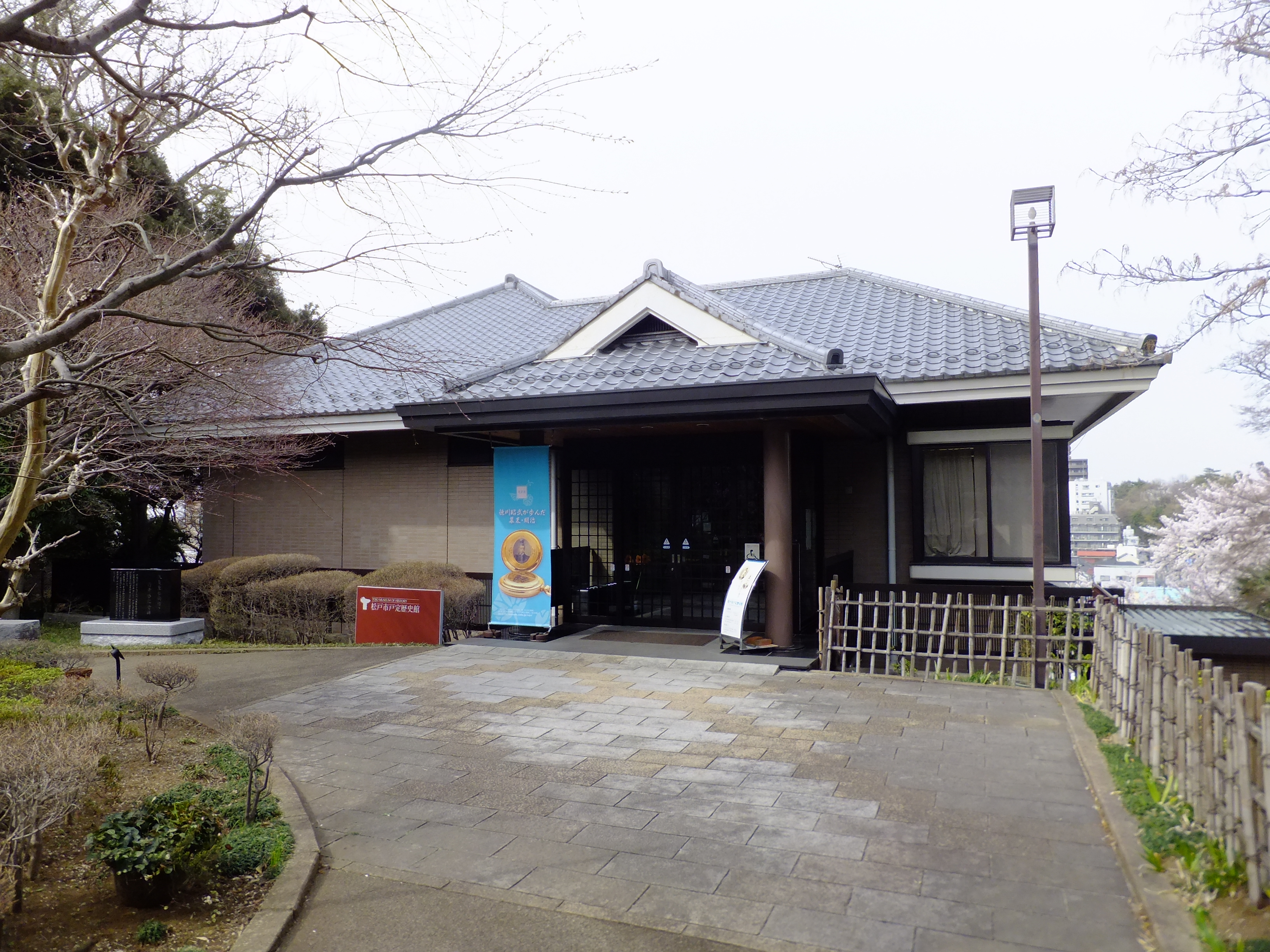
松戸市戸定歴史館

- 戸定邸（戸定が丘歴史公園）- 徳川慶喜の実弟昭武の屋敷。国の重要文化財。松戸市戸定歴史館では松戸徳川家や徳川慶喜家の資料が展示されている。
- 松戸宿 - 水戸街道江戸より三番目の宿場町。幕末には新選組が滞在。
  - 松戸探検隊ひみつ堂（旧原田米店）
- 小金宿 - 水戸街道江戸より四番目の宿場町。旅籠玉屋が現存する。
- 栢日庵立砂居宅跡
- 矢喰村庚申塚
- 野菊の蔵
- 野菊の墓文学碑
- 野菊苑
- 二十世紀梨発祥の地
- 納屋川岸跡 - 江戸川舟運の舟問屋及名主として、松戸の繁栄に貢献した青木源内家の屋敷の黒板塀（築地塀）一部を復元している。
- 平潟遊廓

※かつては以下のような著名な劇場が多く存在していた。
- 松戸映画劇場
- 松戸輝竜会館
- 松戸京葉劇場
- 松戸サンリオ劇場
- 松戸常盤館

2023年現在、市内の映画館は、ユナイテッド・シネマテラスモール松戸のみ。
- 栗山配水塔 - 2006年土木学会選奨土木遺産に認定。
- 柳原水閘 - 近代化産業遺産、土木学会選奨土木遺産。
- 矢切の渡し - 環境省日本の音風景100選。

自然・公園
- 矢切の渡し公園
- 斉藤家竹林
- 湧き水
  - 子和清水
  - 幸田湧水（こうでわきみず）[38][39][40]
  - 大清水湧水[40][38]
  - 宮ノ下湧水[40][41]
  - 竹ヶ花雷電湧水[40][41]
  - 秋山湧水[40][41]
  - 幸谷熊ノ脇湧水[42]
  - 松戸神社の御神水[43]
  - カンスケ井戸（上本郷湧水）[41]
  - 北竜房湧水[41]
  - 根木内城跡の湿原[38]
- 千駄堀#史跡・千駄堀湧水広場[40][42]
- 21世紀の森と広場
  - 縄文の森

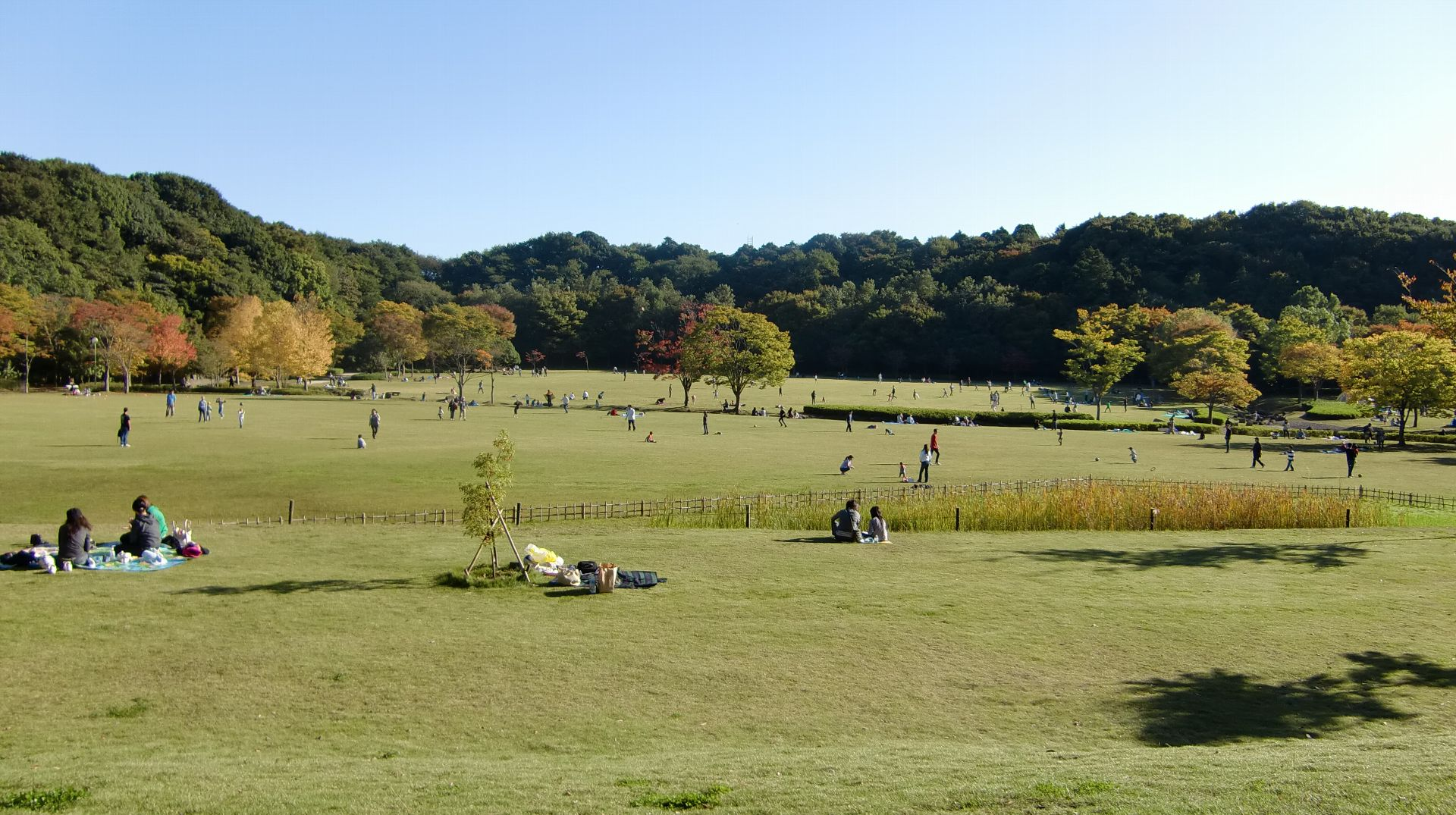
21世紀の森と広場（芝生広場）

- 松戸中央公園 - 陸軍工兵学校の正門が残る。
- 松戸運動公園
- 大谷口歴史公園
- 根木内歴史公園 - 根木内城跡や上富士川の湿地帯からなる公園。
- 東松戸ゆいの花公園
- ユーカリ交通公園
- 八柱霊園 - 西條八十、柔道創始者嘉納治五郎の墓がある。
- 松戸市営白井聖地公園

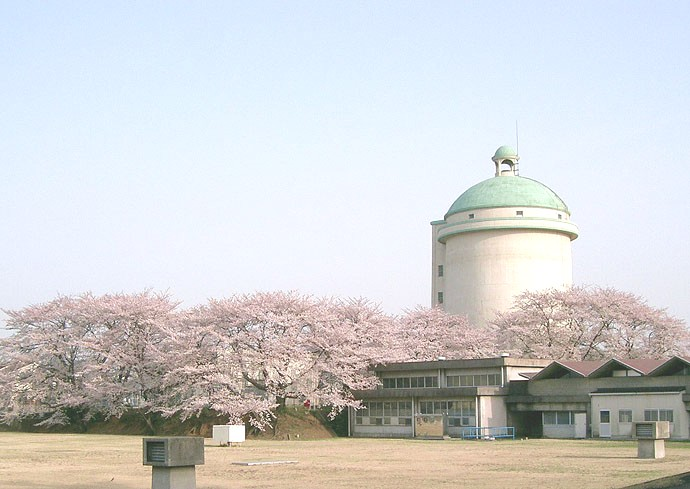
栗山配水塔（土木遺産）
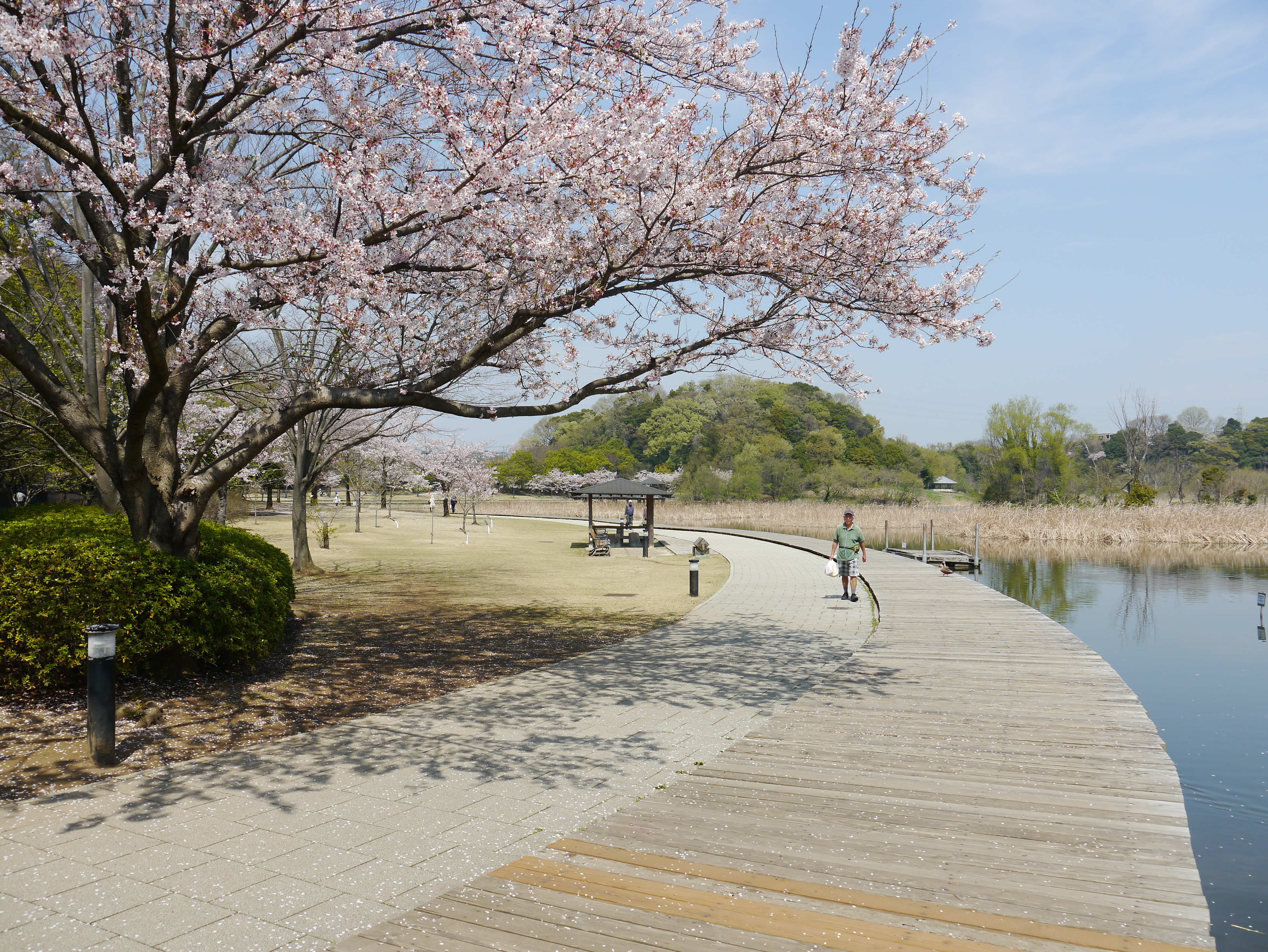
21世紀の森と広場
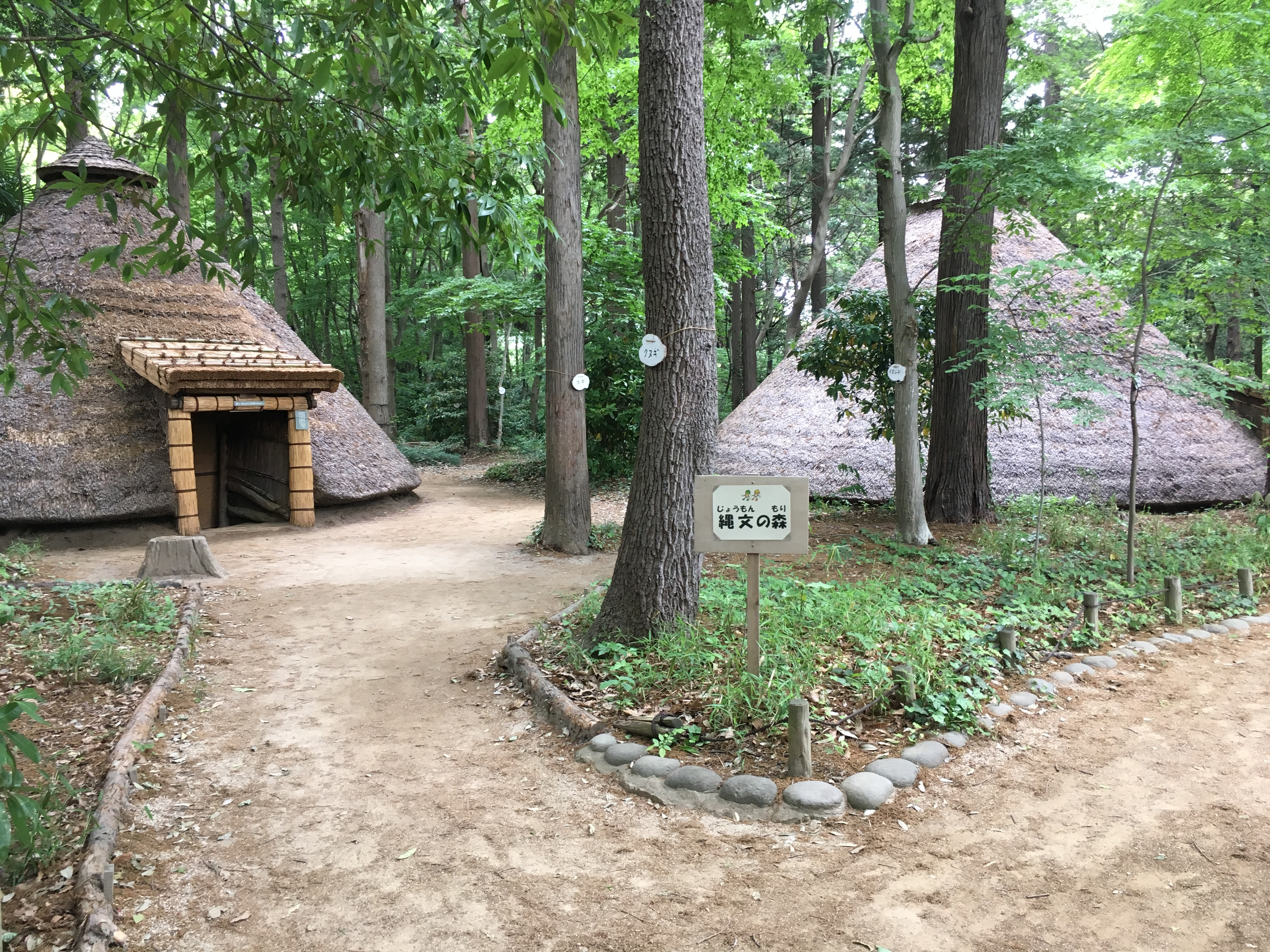
縄文の森
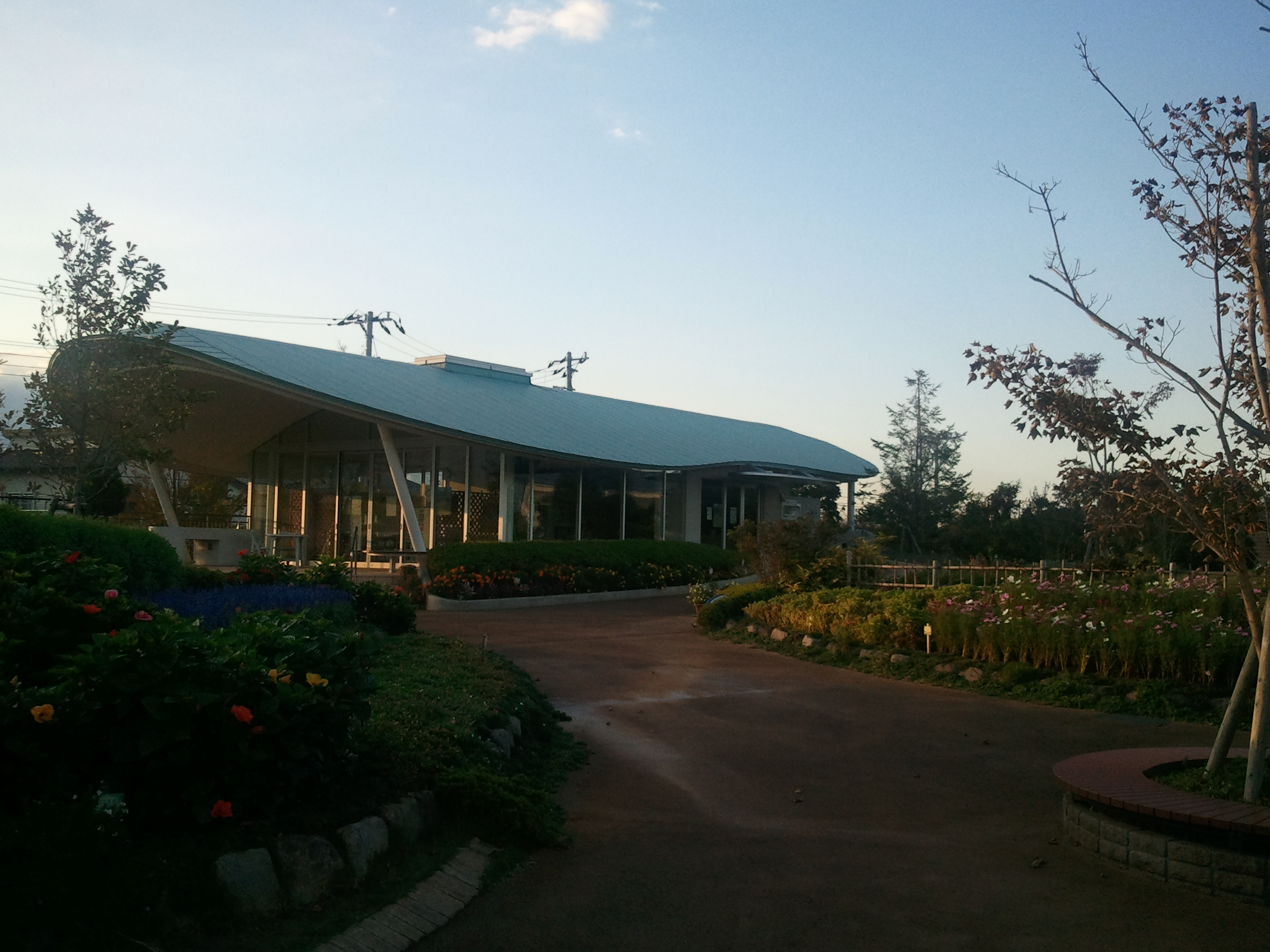
東松戸ゆいの花公園

その他
- 新京成鉄道模型館（2012年4月8日をもって閉館）
- 江戸川
  - 松戸フラワーライン[44]
  - 江戸川カッパ市[45]
  - 江戸川アースディ 自転車ライド[46]
  - 水辺の健康エコロード[47]
  - 下矢切スーパー堤防（さくら並木[48]、バーベキューエリアなどがある）
  - 江戸川土手の菜の花
- 小山樋門橋（通称レンガ橋・めがね橋）
- 常磐緩行線流山ガード（明治期煉瓦遺構）
- JR東日本 新松戸変電所（直流）
- 元禄まつど村（千駄堀民芸資料館と民芸かぼちゃ展の村）[49]
- 月刊 Hello!まつど（毎月22日頃発行、松戸のタウン情報誌[50]。株式会社エムズジャパンが発行[51]）
- 月刊新松戸（1979年7月に創刊。毎月1日に約1万部を発行している無料のタウン情報誌[52]）
- 新京成ドッグラン松戸（広さ約13,000平方メートル）[53]
- ウエキ・アート・ミュージアム[54]
- 昭和ロマン館（浅野工務店内）
- 昭和の杜博物館[55]
- 関東地方整備局建設技術展示館[56]
- 千葉県西部防災センター - 体験学習施設

### 祭事・催事
- 松戸宿坂川献灯まつり
- 松戸宿坂川河津桜まつり
- 小金宿まつり
- 東部地区・東松戸まつり
- 松戸まつり
- コスモスまつり
- 松戸花火大会

### 文化財
国・県指定および国登録文化財一覧。
| 番号 | 指定・登録 | 類別                     | 名称                                                                 | 所在地                     | 所有者または管理者 | 指定年月日       | 備考 |
| ---- | ---------- | ------------------------ | -------------------------------------------------------------------- | -------------------------- | ------------------ | ---------------- | ---- |
| 1    | 国指定     | 重要文化財（建造物）     | 旧徳川家松戸戸定邸（表・中・奥・離座敷棟、玄関・台所棟、湯殿、内蔵） | 戸定が丘歴史公園           | 松戸市             | 平成18年7月5日   | 8棟  |
| 2    | 国指定     | 重要文化財（彫刻）       | 木造金剛力士立像                                                     | 松戸市馬橋2547             | 萬満寺             | 大正5年8月17日   | 2躯  |
| 3    | 国指定     | 重要文化財（工芸品）     | 梵鐘（建治四年在銘）                                                 | 松戸市平賀63               | 本土寺             | 昭和52年6月11日  | 1口  |
| 4    | 国指定     | 重要文化財（古文書）     | 大学三郎御書（日蓮筆/七月二日）                                      | 松戸市平賀63               | 本土寺             | 昭和43年4月25日  | 1巻  |
| 5    | 国指定     | 重要文化財（古文書）     | 諸人御返事（日蓮筆/弘安元年三月廿一日）                              | 松戸市平賀63               | 本土寺             | 昭和43年4月25日  | 1巻  |
| 6    | 国指定     | 重要文化財（考古資料）   | 千葉県幸田貝塚出土品                                                 | 松戸市立博物館             | 松戸市             | 平成6年6月28日   | 一括 |
| 7    | 国指定     | 記念物（名勝）           | 旧徳川昭武松戸別邸（戸定邸）庭園                                     | 戸定が丘歴史公園           | 松戸市             | 平成27年3月10日  |      |
| 8    | 県指定     | 有形文化財（工芸品）     | 銅透彫華籠                                                           | 松戸市平賀63               | 本土寺             | 昭和63年3月30日  | 12枚 |
| 9    | 県指定     | 有形文化財（古文書）     | 富城殿御返事                                                         | 松戸市平賀63               | 本土寺             | 昭和52年3月8日   | 1幅  |
| 10   | 県指定     | 有形文化財（古文書）     | 本土寺過去帳（天正本）・本土寺過去帳（明暦本）                       | 松戸市平賀63               | 本土寺             | 昭和62年2月27日  | 3帖  |
| 11   | 県指定     | 無形民俗文化財           | 松戸の万作踊り                                                       | 松戸市千駄堀・日暮・上本郷 | 万作踊り松戸保存会 | 昭和45年4月17日  |      |
| 12   | 県指定     | 記念物（天然記念物）     | 浅間神社の極相林                                                     | 松戸市小山664-1            | 浅間神社           | 昭和41年12月2日  |      |
| 13   | 国登録     | 登録有形文化財（建造物） | 旧齋藤家住宅主屋                                                     | 松戸市紙敷588              | 松戸市             | 平成29年6月28日  | 1件  |
| 14   | 国登録     | 登録有形文化財（建造物） | 千葉県水道局栗山配水塔                                               | 松戸市栗山198              | 千葉県             | 平成29年10月27日 | 1件  |

## キャラクター
主なキャラクターは、下記のとおり。
- 松戸さん - 市政70周年キャラクター[61][62]
- まつまつ - 市のホームページキャラクター[63]
- じょうちゃん と もんちゃん - 市博物館キャラクター[64]
- ばけごろう - 市非公式応援ゆるキャラ。市のエンターテイメントな文化を広めるキャラクター[65][66]
- じちまる と まつかめ - 市町会・自治会PRキャラクター[67]
- ほくぶぅ＆きたぴょん - 市北部地区8市民センター・マスコットキャラクター[68]
- ぱくちゃん - 市の食育キャラクターでナスの妖精[69]
- みのりちゃん - 松戸産農産物ブランド化ロゴマーク[59]
- くまのミミー - NPOユニバーサル・サウンドデザインの名誉会長（マスコット）[70][59]
- クリンクルちゃん - 市ごみ減らしシンボルキャラクター[59]
- ドンちゃん＆グリちゃん - 21世紀の森と広場シンボルキャラクター[59]
- まっころん - 市社会福祉協議会キャラクター[71]
- まってぃ～ - 市営水道のキャラクター[59]
- まつドリ - 市子育て応援マスコット[59]
- マッピー - 松戸競輪キャラクター[72]
- 市城アイ - 市の振り込め詐欺防止キャラクター[59]
- 松宮アヤ - 市の防犯キャラクター[59]
- 神戸アミ - 市の交通安全キャラクター[59]
- 松戸守（まつどのかみ）- 市の防犯キャラクター[73]
- コシッキー - 市博物館企画展「東日本の古墳と渡来文化 -海を越える人とモノ-」公式キャラクター[59]

## 出身者・ゆかりのある人物

### 出身人物
芸能・マスコミ
- 明石勇（元NHKエグゼクティブアナウンサー）
- 荒島弘樹（ギタリスト、レコーディングエンジニア）
- 有田久徳（お笑い芸人（ダンサブル）、 空耳アワー空耳俳優）
- 有本さゆみ（振付師、作詞家）
- 秋元才加 （女優、元AKB48） 2011年7月3日放送のTBSラジオ『千葉ドリーム!もぎたてラジオ』で松戸出身であることを公表した。2014年『松戸市Walker』で表紙
- 阿部サダヲ（俳優） 上本郷第二小学校→松戸市立松戸高等学校卒
- 雨宮朋絵（タレント） 第二中学校→千葉県立松戸国際高等学校卒
- 荒木美穂 (アナウンサー)
- 伊原弘将（NHKのアナウンサー）
- 井坂綾（タレント、ラジオパーソナリティ、気象予報士）
- 岩淵健（俳優）
- 泉珠里（歌手）
- 石井あす香（女優）
- 石出奈々子（お笑い芸人）
- 一之瀬航季（宝塚歌劇団花組男役）
- 臼田あさ美（ファッションモデル、女優、タレント）
- 漆戸啓（カズン (歌手グループ)ボーカリスト、ピアニスト、作詞家、作曲家、編曲家）
- ウシャコダ（ロック・バンド）
- 長田新（アナウンサー、レポーター。声優。タレント）
- 小野陶子（元毎日放送アナウンサー）
- 河村梨恵（声優）
- 風戸南陽子（テレビ熊本の元アナウンサー、ラジオパーソナリティ）
- カジカ哲平（ロックバンドソンソン弁当箱メンバー）
- 鍛治島彩（女性アイドル）
- 片岡富枝（声優、女優)
- 3代目雷門小助六（落語家）
- 神谷浩史（声優）
- 萱沼千穂（声優）市の公式防犯キャラクター「松宮アヤ」のCVを担当。
- きいた[注釈 3]（YouTuber、タレント）
- 清川虹子（女優）
- キクナガ シンスケ/菊永真介（ザ・クレーター (バンド)ボーカル・ギター）
- 工藤紋子（フリーアナウンサー、元NHK専属契約キャスター）
- 黒木辰哉（俳優）
- 桑島真里乃（子役）
- 桑原敬一（声優）
- 競輪小僧（ピン芸人）
- 源（俳優、モデル）
- 小園竜一（ロックベーシスト）
- 斉藤悠（俳優、モデル）
- 坂詰貴之 (俳優、声優）
- 佐藤昇（ジャーナリスト、週刊報道サイト主筆）
- 清水貴之（元朝日放送アナウンサー、参議院議員）
- 下田屋有依（声優、ラジオパーソナリティ）
- 春風亭昇々（落語家）
- SHiNNOSUKE（ROOKiEZ is PUNK'Dボーカル、ギター）
- 鈴木ダイ（ディスクジョッキー）
- 2代目月の家小圓鏡（落語家）常盤平第三小学校→常盤平中学校卒
- 白石ことこ（元AV女優）
- ズドン（お笑いタレント）
- 添田啓二（スターダストレビューのキーボーディスト）
- 高橋郁哉（俳優）
- 関根太朗（NHKアナウンサー）上本郷小学校OB。
- 高橋直気（タレント、元ジャニーズJr）
- 高橋美佳子（声優）
- DELI（DELI a.k.a.DON ADELITA, ヒップホップミュージシャン（TEAM 44 BLOX）、松戸市議会議員）
- TENDOUJI（ロックバンド）
- 戸定梨香（VTuber）
- 冨田七々海（ミスコン女王。第1回ミス・カッパドキア世界大会優勝）
- トミドコロ (芸人)
- 中川緑（NHKアナウンサー）NHK公式ホームページより。常盤平中学校卒。
- 中山準之助（NHKアナウンサー）
- 永田杏子（タレント）栗ヶ沢中学校OG。
- 西村知道（声優）
- 根本由美（女優）
- bamboo（ミュージシャン、milktubリーダー・ボーカル）常盤平中学校卒
- 日置祐貴（テレビディレクター・プロデューサー、フジテレビ編成制作局バラエティー制作センター所属）
- 晴-haru-（ミュージシャン、神が残した夢を喰う。ボーカル）
- 藤井康一（音楽家。ウシャコダのメンバー）
- 北翔海莉（元宝塚歌劇団星組トップスター）
- 堀川早苗（女優）千葉県立松戸秋山高等学校卒
- 細谷英宣（熊本朝日放送 (KAB) 社員。元アナウンサー）
- ホワイト☆ハル（女性歌手）
- 増田セバスチャン（アートディレクター）
- 松土美智子（元新潟テレビ21アナウンサー→現テレビ金沢キャスター）
- 松本保典（声優）
- まさお君（タレント犬）
- 真崎凌平（元お笑い芸人、地面 (お笑い)）
- 美濃部達宏（放送作家）
- 水野以津美（女優）
- 皆本麻帆（女優）
- MICHIRU（オリックス・バファローズ球団公式ダンス＆ヴォーカルユニット「BsGirls」）北部小学校→古ヶ崎中学校卒
- 武藤祐子（東海テレビアナウンサー）
- むかし家今松 (7代目)（落語家）
- 山口友和（俳優）
- 山﨑努（俳優）
- 山田賢治（NHKアナウンサー）相模台小学校→第一中学校卒
- 山本紘之（日本テレビアナウンサー）
- 柳杏奈（女優、アイドル、DJ）
- 柳家花飛（落語家）
- 山岡実乃里（タレント、元S*CREW、元レースクイーン）
- 湯浅将平（ミュージシャン）
- 湯浅知里（フリーアナウンサー、元さくらんぼテレビジョンアナウンサー）
- 結城しのぶ（女優）
- 四家秀治（フリーアナウンサー、元テレビ東京アナウンサー）
- ラッシャー板前（タレント）河原塚小学校→常盤平中学校→松戸市立松戸高等学校卒。
- 和田哲（NHKのシニアアナウンサー）

政治・経済
- 安藤淳子（政治家。立憲民主党所属）いずみ幼稚園、松戸市立上本郷第二小学校、松戸市立第六中学校
- 池森裕毅（起業家。株式会社tsam代表取締役。情報経営イノベーション専門職大学客員教授）
- 榎本大輔（実業家）
- 尾崎憲一（ベッコアメ・インターネット創業者）
- 河上茂（政治家、千葉県議会議員）
- 木村武史（実業家、アマチュアレーサー）
- 倉田寛之（第25代参議院議長）
- 柴田勝之（政治家。立憲民主党所属の衆議院議員、弁護士）
- 土屋和久（有限会社山喜の代表取締役）
- 中原恵人（埼玉県吉川市長）
- 松本和那（マツモトキヨシ会長、元衆議院議員）マツモトキヨシ創業者であり、元松戸市長である松本清の長男。
- 松本和巳（元衆議院議員）元マツモトキヨシ取締役。松本和那の長男であり、元松戸市長の松本清の孫にあたる。
- 松本南海雄（薬剤師、実業家、マツキヨココカラ&カンパニー会長。日本チェーンドラッグストア協会名誉会長・常任理事）
- 沼田武（元千葉県知事）
- 藤井敏明（裁判官、検察官、郵政官僚。東京高等裁判所部総括判事）
- 元沢伸夫（株式会社DeNA川崎ブレイブサンダース代表取締役）
- 柳沢義男（衆議院議員、法学者・弁護士・法学博士）
- 吉野勝秀（投資家。株式会社新東京グループ創業者で代表取締役）
- 渡辺博道（衆議院議員、第9代復興大臣）

学術・文化
- 秋山巌（版画家）
- 秋山道男（編集者、プロデューサー、クリエィティブディレクター、装丁家、俳優、作詞家、作曲家）
- 有賀克彦（工学者。東京大学大学院新領域創成科学研究科物質系専攻教授、物質・材料研究機構ナノアーキテクトニクス材料研究センター特命研究員）
- 岩田総司（日本気象協会所属の気象予報士）
- 伊坂幸太郎（小説家）
- 板倉鼎（洋画家）
- 小保方晴子（理化学研究所元研究員）
- 片岡聡（囲碁棋士）
- 河添恵子（ノンフィクション作家）
- 郷力也（漫画家）
- 小宮城（競馬ライター）
- 小泉悠（軍事評論家、軍事アナリスト、ロシア研究者）
- 佐藤和俊（将棋棋士）
- 坂本光一（小説家）
- 澁谷梨絵（篤農家）
- しんのすけ（パチスロ関連ライター、パチスロ専門家、プロフェッショナルスロットルレーサー、YouTuber）
- 杉江勇次（気象予報士、ウェザーマップ所属）
- 角田裕秋（映画監督・脚本家・漫画家）
- 関啓子（教育学者、一橋大学名誉教授）
- 田中智久（写真家、カメラマン）
- 千石正一（動物学者）
- 経沢香保子（キッズライン社の代表取締役。2012年当時の女性最年少上場を果たす）
- 嵩丸（忍者YouTuber、忍者研究者。甲賀市地域おこし協力隊員）
- 醍醐大（競技麻雀のプロ雀士）
- てぃ先生（保育士、Twitterユーザー）
- 徳川武定（海軍技師、造船学者）
- 豊島雅郎（映画プロデューサー、アスミック・エース エンタテインメント元代表取締役社長）
- 長岡建蔵（ゲームクリエイター、原画家、グラフィッカー、シナリオライター）
- 永沼章（毒性学者。薬学博士。東北大学名誉教授。元日本毒性学会理事長）
- 八田真理子（産婦人科医）
- 平沼義之（廃道愛好家、廃線愛好家、隧道愛好家、フリーライター）
- 日暮修一（イラストレーター）
- 日暮真三（コピーライター、作詞家）
- 平野広吉（将棋棋士）
- 福田恵一（医学者。慶應義塾大学医学部教授）
- 福岡伸一（分子生物学者）相模台小学校卒。
- ふくやまけいこ（漫画家）
- 万里小路睦子
- 山崎直子（宇宙飛行士）相模台小学校→第一中学校卒。
- 山本圭亮（日本アルミ弁当箱協会会長、日本の自動車ライター、音楽ライター、漫画原作者、俳優。元軟式テニス選手）松戸市立松戸高等学校卒
- 流浪馬里奥（水面画家）松ケ丘小学校卒
- 渡辺雄介（脚本家）

スポーツ
- 松登晟郎（元大相撲力士）
- 琴櫻将傑（大相撲力士）佐渡ヶ嶽部屋所属。松飛台小学校卒。後述の琴ノ若晴將の長男であり、琴櫻傑將の孫。
- 琴ノ若傑太（大相撲力士）佐渡ヶ嶽部屋所属。
- 日向あずみ（女子プロレスラー）
- 那須川天心（プロボクサー、元キックボクサー、元総合格闘家）千葉県立松戸南高校卒
- 那須川龍心（格闘技選手）
- 征矢貴（総合格闘家。パラエストラ松戸所属）
- 須崎優衣（女子レスリング選手、2020年東京オリンピック50kg級金メダリスト) 六実第三小学校→六実中学校卒
- 永島千佳世（女子プロレスラー）
- 梅林太朗（レスリング選手）
- 高階由利子（元女子プロレスラー、声優事務所マネージャー）
- 細野剛史（柔道家）
- 小暮千広（女子プロゴルフ選手）
- 奥田健誠（プロ野球選手）
- 和田豊（阪神タイガース元選手・監督）常盤平第一小学校→常盤平中学校卒
- 関根裕之（北海道日本ハムファイターズ元選手・コーチ）
- 筒井孝（元プロ野球選手）
- 涌井秀章（プロ野球選手。中日ドラゴンズ・投手）寒風台小学校→第六中学校卒
- 上沢直之（プロ野球選手。福岡ソフトバンクホークス・投手）中部小学校→第一中学校卒
- 宇佐見真吾 (プロ野球選手。中日ドラゴンズ・捕手) 幸谷小学校→小金南中学校卒
- 渡邉大樹（元プロ野球選手）
- 高橋礼（プロ野球選手。読売ジャイアンツ・投手）
- 早坂響（プロ野球選手。千葉ロッテマリーンズ・投手）
- 立松由宇（プロ野球選手。千葉ロッテマリーンズ・内野手、捕手）
- 服部裕昭（元プロ野球選手・投手）
- 安芸銀治（サッカー選手。ポジションはフォワード）
- 伊藤和基（サッカー選手。ポジションはFW）
- 池谷友喜（サッカー選手。カマタマーレ讃岐・ミッドフィールダー）
- 上野紗稀（女子サッカー選手、ジェフ千葉レディース）松戸市立松戸高等学校卒
- 宇野沢祐次（サッカー選手。AC長野パルセイロ・フォワード）栗ヶ沢小学校→栗ヶ沢中学校
- 浮氣哲郎（元サッカー選手、元カターレ富山・FC刈谷監督）専修大学松戸高校卒
- 遠藤雅大（元サッカー選手、解説者）新松戸北中学校卒
- 大橋祐紀（サッカー選手。湘南ベルマーレ フォワード）
- 栗澤僚一（元サッカー選手。現柏レイソルコーチ）
- 窪田稜（サッカー選手。FC岐阜 ミッドフィールダー）
- 小池大喜（サッカー選手。ポジションはGK）
- 東風淳（サッカー選手、サッカー指導者。ポジションは、GK）
- 清水健太（サッカー選手。カマタマーレ讃岐・キーパー）栗ヶ沢中学校→松戸市立松戸高等学校
- 佐々木雅士（サッカー選手。柏レイソル ゴールキーパー）
- 関隆倫（元サッカー選手。ポジションはMF）
- 畑田真輝（元サッカー選手。AC長野パルセイロ・ミッドフィールダー）馬橋北小学校→新松戸南中学校卒
- 原一樹（サッカー選手。カマタマーレ讃岐・フォワード）高木第二小学校→第四中学校卒
- 平尾知佳（女子サッカー選手。アルビレックス新潟レディース ゴールキーパー）
- 本橋勇太朗（フットサル選手。ポルセイド浜田 アラ フィクソ）
- 森海渡（サッカー選手。徳島ヴォルティス フォワード）
- 吉田新（サッカー選手。湘南ベルマーレ ディフェンダー）
- 真家英嵩（サッカー選手。柏レイソルフォワード）
- 松本真未子（女子サッカー選手。マイナビ仙台レディース ゴールキーパー）
- 皆本晃（フットサル選手。立川アスレティックFC選手と一般社団法人立川アスレティックFCの代表理事を兼任、元フットサル日本代表キャプテン）
- 松井珠己（女子バレーボール選手）
- 大村季色（女子バレーボール選手、PFUブルーキャッツ所属）
- 竹内あか里（女子バレーボール選手）
- 中村啓人（バレーボール選手）
- 上場雄也（元男子バレーボール選手、現ビーチバレー選手）常盤平中学校OB。ポッドキャストラジオ『ラジオポワロ』から。
- 山﨑一渉（バスケットボール選手）
- 大黒田裕芽（ラグビー選手。元7人制ラグビー女子日本代表）
- 関谷惇大（ラグビーレフリー、日本協会A級公認レフリー）市立松戸高校卒
- 羽賀理之（車いすラグビー選手、車いすラグビー日本代表）専修大学松戸高校卒
- 柳田泰己（競馬騎手）
- 鈴来直人（日本中央競馬会騎手）第六中学校卒
- 宇川徹（元モーターサイクル・ロードレーサー）常盤平中学校卒
- 関口美穂（競輪審判員、競輪検車員、元女子競輪選手）
- 山本奈知（女子競輪選手、元インラインスケート選手）
- 木戸章之（2006年トリノオリンピックフィギュアスケート種目代表選手）貝の花小学校→栗ヶ沢中学校卒
- 中村健人（フィギュアスケーター）
- 河合雅子（フィギュアスケート選手（女子シングル）。フィギュアスケートのテクニカルスペシャリスト）
- 後藤田健介（陸上競技選手・指導者。専門は長距離種目）
- 佐藤一世（陸上競技選手。専門は中距離走・長距離走）
- 辻文哉（陸上競技選手。 専門は長距離種目、安川電機陸上部）
- 土方英和（陸上競技選手。専門は長距離走。Honda陸上競技部→旭化成陸上部）

### ゆかりのある人物
- 土屋馬之丞（江戸時代の旗本）大谷口村に土着
- 村田英雄（演歌歌手、浪曲師、俳優）元住民。一時、小金原に暮らした時期がある。その後移転し、大阪市内で晩年を迎える。
- 平野威馬雄（詩人・フランス文学者）1947年6月から1986年11月に亡くなるまで、上本郷在住。
- 平野レミ（歌手、料理研究家、タレント）1947年6月から1972年に結婚するまで上本郷在住。中部小学校OG。
- 横須賀ゆめな（元歌手）松戸市育ち
- 倉木麻衣（歌手）聖徳大学附属高等学校から立命館宇治高等学校へ転校。
- 斎藤洋介（俳優）2006年1月28日放送のテレビ東京系『出没!アド街ック天国』松戸編にて「北小金駅近辺に住むこと13年」と公言。関口宏の東京フレンドパークIIなど複数の番組で数回語っている。出身地は愛知県名古屋市。
- 清水善三（俳優）専修大学松戸高等学校出身。
- 仲村トオル（俳優）専修大学松戸高等学校OB。
- 山下智久（俳優・歌手）出身地は千葉県船橋市。和名ヶ谷中学校卒。
- 横内正 （俳優）かつて居住していた。TBS『ジャスト (情報番組)』「ミスターちんの珍邸豪邸 お宅訪問」コーナーで放送。
- 大谷直子（女優）本人は東京都足立区出身だが、両親がかつて松戸市内に居住していた。
- 高木美保（女優）出身地は東京都葛飾区。小学校時代を松戸市で過ごす。
- 高梨臨（女優）千葉県立松戸国際高等学校OG。
- 冬馬由美（声優、ナレーター）出身地は千葉県内だが、両親が松戸市内に居住している。
- 加藤紀子（女優、タレント）フジテレビ『ハピふる!』で小金原のベーカリー店が紹介された際、松戸に住んでいた事があるとコメント。出身地は三重県鈴鹿市。
- 桜井幸子（女優）松戸市育ち。
- 大河内奈々子（女優）聖徳大学付属中学校OB。出身地は東京都葛飾区。
- 長谷川京子（女優）千葉県立松戸国際高等学校OG。
- 秋元ともみ（元AV女優・歌手・タレント）松戸市育ち
- 富川春美（元アイドル）千葉県立松戸南高等学校OG
- 山本梓（グラビアアイドル、タレント）専修大学松戸高等学校OG
- 佐藤弥生（タレント）専修大学松戸高等学校OG。
- 押切もえ（ファッションモデル）出身地は千葉県市川市。夫でプロ野球選手の涌井秀章の出身地。
- 岩城浩幸（元TBS取締役）
- 畑下由佳（日本テレビアナウンサー）埼玉県浦和市→北海道札幌市→千葉県松戸市。
- 横須賀ゆきの（読売テレビ解説委員）松戸市育ち
- 三遊亭歌る多（落語家。落語協会所属）荒川区出身、松戸市立小金中学校卒
- 青空球児（漫才師、一般社団法人漫才協会会長）かつて松戸市内に居住していたことがある。
- 尾関高文（お笑い芸人（THE_GEESE）在住。
- 山野拓也（お笑い芸人、ブラックパイナーSOS）専修大学松戸高等学校OB。
- 大友康平（ミュージシャン）出身地は宮城県。
- 小野正利（ミュージシャン）専修大学松戸高等学校OB。
- 中島悠（ルービックキューブの元世界記録保持者、会社経営者）在住。
- 花田力（京成電鉄第10代代表取締役社長）在住。
- 磯田光一（文芸評論家）1971年6月から1987年2月に亡くなるまで、松戸新田在住。
- 水上勉（作家）1957年9月から1959年10月まで、下矢切在住。
- 李恢成（作家）元住民。
- 木崎さと子（作家）元住民。
- 関口ふさえ（作家）元住民。
- 那須正幹（児童文学者）大学を卒業して自動車のセールスマンをしていた頃、栗山に在住。
- 古谷経衡（作家、評論家、文筆家、著述家）2010年から現在まで松戸市在住。
- 田中寅三（洋画家）元住民。
- 後藤仁（日本画家-アジアの美人画、絵本画家）松戸市在住。出身地は兵庫県赤穂市[74]。
- 宮之原謙（陶芸家）松戸の自宅に窯を築いて創作活動を展開。
- 奥山儀八郎（版画家）下矢切に自宅を構え、工房を開設。
- 丸木位里（画家）元住民。
- 丸木俊（画家）元住民。
- うらあやか（現代アーティスト）PARADISE AIRの共同ディレクター
- 甲野酉（漫画家）在住。
- 野村知紗（漫画家）在住。
- 野村宗弘（漫画家）在住。
- なかま亜咲（漫画家）在住。
- 百田郁夫（ゲーム制作者）在住。
- さっぽろももこ（作曲家、作詞家、原画家、シンガーソングライター）
- 仙道作三（作曲家）1970年から北小金に住む。のち新松戸に移る。
- 覚和歌子（作詞家、詩人、シンガーソングライター）松戸市育ち
- 西條八十（詩人と作詞家）八柱霊園に眠る
- 北原喜一（歯科医師。新松戸にある医療法人社団交心会北原学院歯科衛生専門学校の設立者で、元理事長）
- 松本崇宏（税理士、企業家、税理士法人松本の代表社員税理士）松戸市育ち
- 村上真吾（NHKのチーフアナウンサー）松戸市育ち
- 吉野量哉（出版アドバイザー、芸能プロダクション『Office Dynamite & Dancing Family』代表）松戸市育ち
- 村上信夫（シェフ、帝国ホテル顧問）小金原で晩年を迎える。
- 石上瑠美子（社団法人松戸市観光協会副会長、松戸市民劇団理事長）「戸定邸」に観光ボランティアガイドを創設、民間の観光案内所「松戸探検隊ひみつ堂」を開設
- 氷室奈美（占い師、漫画家）松戸市で14年暮す
- 峯岸照恭（紙芝居士）元松戸市職員
- 嘉納治五郎（柔道創始者）八柱霊園に眠る
- 鶴屋怜（総合格闘家）松戸市育ち
- 明神智和（サッカー選手、元サッカー日本代表）千葉県立小金高等学校OB。兵庫県出身。
- 西山哲平（元サッカー選手）専修大学松戸高校OB。
- ブワニカ啓太（サッカー選手、ジェフ千葉に所属）小学生時代から現在まで松戸市在住。
- 井上怜奈（フィギュアスケーター）新松戸南中学校OG。出身は兵庫県西宮市。
- 武田奈也（フィギュアスケーター）小学生時の練習リンクが新松戸アイスアリーナ（2002年閉鎖）。
- 町田樹（フィギュアスケーター）3歳のとき友達に誘われて自宅近くの新松戸アイスアリーナでスケートを始める。
- 琴櫻傑將（元大相撲力士、第53代横綱、12代佐渡ヶ嶽）1994年に佐渡ヶ嶽部屋を松戸市串崎南町に移転。
- 琴ノ若晴將 （元大相撲力士、13代佐渡ヶ嶽）琴櫻傑將の娘婿。2005年より佐渡ヶ嶽部屋を継承。

## 松戸市を舞台・ロケ地とした作品
当市を舞台にした作品・歌謡
- 飯島多紀哉『アパシー・シリーズ』
- 伊藤左千夫『野菊の墓』
- おーはしるい『会計チーフはゆ～うつ』（松戸市にある設定の（株）セブン商事松戸会計事務所が舞台）
- ちあきなおみ『矢切の渡し』（細川たかし他カバー）
- 司馬遼太郎『北斗の人』
- 阿久井真『青のオーケストラ』（主人公が松戸市に住んでいるという設定になっている）[75]
- 加瀬あつし『カメレオン』
- 蒼山サグ『ロウきゅーぶ!』
- 『se・きらら』（主人公達の住む「妻戸」のモデルが松戸市）

当市でロケが行われた作品
- エステー「消臭力」CM（T.M.H.R.のコーラスは松戸市内での西川貴教のライブ会場での収録）
- 『20歳のソウル』
- 『3月のライオン』
- 『Gift (2014年の映画)』
- 『SUMMER NUDE』（フジテレビ、ドラマ、2013年） 新松戸三丁目のビデオ店にて
- 『いつまでも白い羽根』（フジテレビ系・運営東海テレビ、ドラマ、2018年） 松戸市立総合医療センター、病室からの松戸市内の景色も
- 『かぐや様は告らせたい〜天才たちの恋愛頭脳戦〜』
- 『きみはペット』（TBS、2003年） 森のホール21及び周辺
- 『ケータイ刑事』（BS-TBS） 森のホール21及び周辺道路
- 『ゴジラ×モスラ×メカゴジラ 東京SOS』 北総鉄道矢切駅構内
- 『チア男子!!』（映画、2019年）松戸リハビリテーション病院でロケーション
- 『どうしても君が好きだ』光英VERITAS中学校・高等学校の校舎が使用されている
- 『トットてれび』（NHK総合、ドラマ、2016年） 松戸市民会館
- 『よこがお』
- 『仮面ライダーエグゼイド』（テレビ朝日。特撮テレビドラマ） 千葉西総合病院施設内、屋上の撮影では松戸市内の景色も
- 『仮面ライダーギーツ×リバイス MOVIEバトルロワイヤル』
- 『仮面ライダー平成ジェネレーションズ Dr.パックマン対エグゼイド&ゴーストwithレジェンドライダー』
- 『仮面ライダー平成ジェネレーションズ FINAL ビルド&エグゼイドwithレジェンドライダー』
- 『海賊とよばれた男』
- 『劇場版 仮面ライダーエグゼイド トゥルー・エンディング』
- 『宮本から君へ』（映画、2019年）松戸新田エリアでロケーション撮影
- 『犬と私の10の約束』
- 『砂の器』（TBS、テレビ版ドラマ） 坂川柳原水関門付近
- 『進研ゼミ中学講座CM 定期テスト直前編』 松戸市立栗ヶ沢中学校校内
- 『星ガ丘ワンダーランド』
- 『青い鳥』（ドラマ、1997年） 北総鉄道矢切駅構内
- 『男はつらいよ (映画)』
- 『新・男はつらいよ』
- 『男はつらいよ 寅次郎忘れな草』
- 『男はつらいよ 奮闘篇』
- 『電車男』（映画、2005年）　北総鉄道矢切駅および松飛台駅構内、また列車の走行シーンの一部も当市内で撮影したものがある。
- 『東京DOGS』（フジテレビ。2009年）　森のホール21
- 『特急田中3号』（TBS、ドラマ） 江戸川・樋野口付近
- 『不適切にもほどがある!』（TBS、ドラマ、2024年）　松戸税務署付近の喫茶店（外観のみ）。主演の阿部サダヲも松戸市出身
- 『北の桜守』
- 『雷波少年』（日本テレビ。1998年） 松戸駅東口および北総鉄道北国分駅北口（松戸市側の地名は大橋）
- 『恋におちたら〜僕の成功の秘密〜』（フジテレビ。2005年）　森のホール21
- 『オイシーのが好き!』（TBS、ドラマ、1989年） 常磐線「北松戸駅」、六高台さくら通りのマンション